# Львов
Львов (укр. Львів, МФА: [lʲʋʲiu̯]о файле) — город на западе Украины, центр Львовской области, Львовского района и Львовской городской общины, а также центр Львовской агломерации. Национально-культурный, образовательный и научный центр, крупный промышленный центр, а также большой транспортный узел, в печати называется столицей Галиции и Западной Украины.
Львов основан галицким князем и королём Руси Даниилом Романовичем в середине XIII века, предположительно, около 1256 года становится столицей Галицко-Волынского княжества. После первого раздела Речи Посполитой, с 1775 по 1918 год, город был столицей Королевства Галиции и Лодомерии, образованного Габсбургами, считавшими себя преемниками королей Руси и носившими титул королей Галиции и Лодомерии. В ходе распада Австро-Венгрии в 1918 году стал столицей Западно-Украинской Народной Республики, однако по итогам Польско-украинской войны был присоединён к Польше. В июне—июле 1941 года был фактической резиденцией Украинского государственного правления, организованного после провозглашения Акта восстановления Украинского государства во время Второй мировой войны.
С 1998 года Исторический центр Львова внесён в список Всемирного наследия ЮНЕСКО. В 2009 году ему присвоено звание культурной столицы Украины. Город периодически занимает ведущие места в рейтингах туристической и инвестиционной привлекательности. В 2012 году был одним из четырёх городов Украины, принимавших чемпионат Европы по футболу 2012 года. День города отмечают в 1-ю субботу мая.

## Название
Согласно одной из наиболее распространённых версий, город Львов был назван князем Даниилом Галицким в честь его сына Льва. На протяжении всей своей истории Львов никогда не переименовывался. На языках народов, оставивших заметный культурный след в городе, Львов звучит так: на украинском — Львів, на польском — Lwów (Львув), немецком — Lemberg (Лемберг), на идише — לעמבערג (Лемберик), на армянском — Լվով (Лвов), на крымскотатарском — İlbav (Ильбав).

## Символика

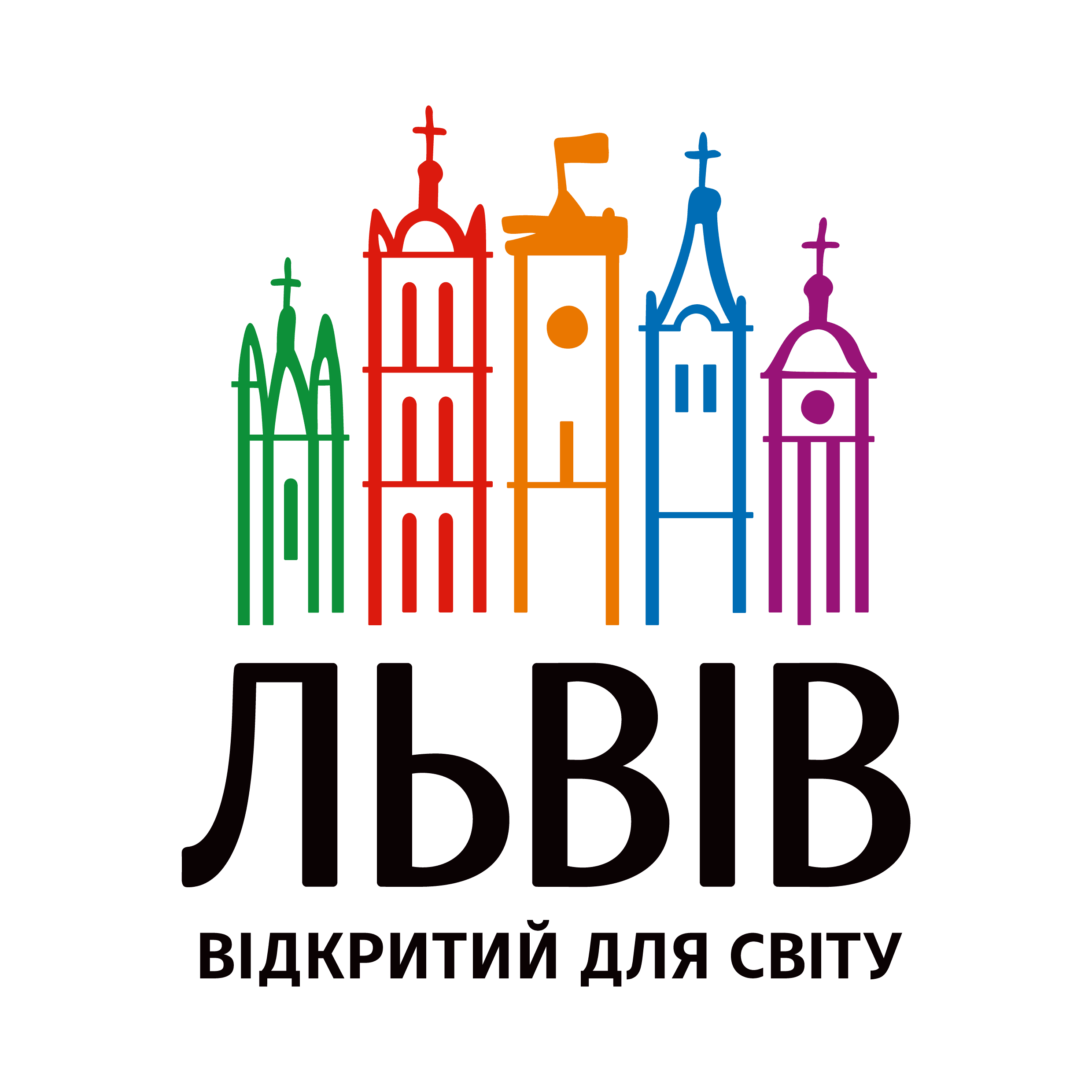
Логотип Львова

Официальными символами Львова являются герб, флаг Львовского городского совета и логотип. Устав Львова символами города определяет также названия или изображения архитектурных и исторических памятников.
В основу современного герба Львова положен герб с печати города с середины XIV в. — каменные ворота с тремя башнями, в отверстии ворот которой шагает золотой лев. Большой герб Львова — это щит с гербом города, увенчанный серебряной городской короной с тремя зубцами, который держат лев и древнерусский воин. Флагом Львова является синее квадратное полотнище с изображением городского герба, обрамленное наличником, состоящий из жёлтых и синих равнобедренных треугольников по краям. Логотипом Львова является изображение пяти разноцветных башен (слева — направо): колокольни Армянского собора, башни Корнякта, городской ратуши, башни Латинского собора, колокольни монастыря Бернардинцев и слоган «Львов открытый для мира» под ними.

## География
| С-З | Берлин ~ 920 км Варшава ~ 400 км                   | Таллин ~ 1280 км Рига ~ 970 км Вильнюс ~ 760 км | Минск ~ 610 км Ровно ~ 220 км Москва ~ 1320 км | С-В |
| З   | Прага ~ 800 км Братислава ~ 780 км Краков ~ 320 км | Роза ветров                                     | Тернополь ~ 126 км Киев ~ 540 км               | В   |
| Ю-З | Ужгород ~ 270 км Вена ~ 790 км                     | Ивано-Франковск ~ 130 км                        | Кривой Рог ~ 810 км                            | Ю-В |

### Расположение и рельеф

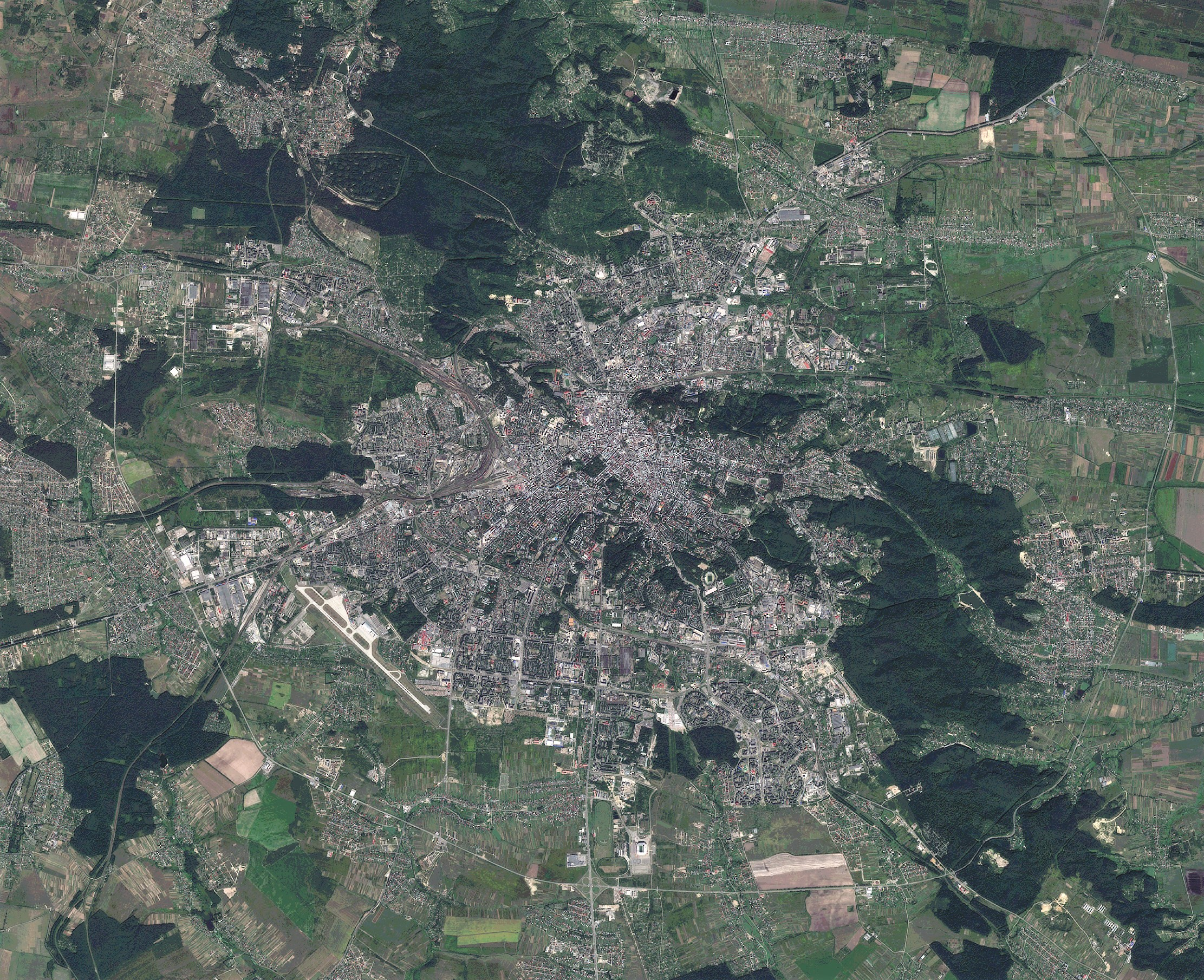
Город Львов и окрестности, снимок со спутника Европейского космического агентства Sentinel-2, разрешение 10 м, цвета, близкие к натуральным, дата съёмки 30 августа 2017 года

Львов расположен в центральной части Львовской области между Яворовским, Жолковским и Пустомытовским районами, в восточноевропейском часовом поясе на 24 меридиане; местное время отличается от поясного на 24 минуты. Площадь Львова составляет около 180 км².
Город находится примерно в 540 км к западу от Киева, на расстоянии около 70 км от границы с Польшей на стыке Львовского нагорья, холмистого Расточья и низменного Побужья. Через него проходит гряда холмов Главного европейского водораздела, который разделяет реки Балтийского и Черноморского бассейнов (соответственно рек Буга и Днестра). Средняя высота Львова над уровнем моря — 289 метров. Самая высокая точка города — гора Высокий замок (409 м над уровнем моря). Исторически Львов строился на реке Полтве (приток Буга), но в XIX веке её пустили через главный городской коллектор с целью проложить главный городской променад — Валы Гетманские (ныне проспект Свободы, также река частично протекает под проспектами Шевченко и Чорновола).
Во Львове находится более 20 парков и зелёных зон, 2 ботанических сада и 16 памятников природы. Два парка представляют собой памятники садово-паркового искусства национального значения, один — местного. В городских пределах находится региональный ландшафтный парк «Вознесение» — природоохранное учреждение площадью более 300 га, которое имеет максимально приближенную к природным условиям экосистему.
В пределах города развитые верхнемеловые отложения, верхнемиоценовые и четвертичные отложения:
- Верхнемеловые отложения представлены толщей маастрихтских светло-коричневых мергелей, мощностью около 50 м. Эти отложения являются региональным водоупором.
- Верхнемиоценовые отложения представлены (снизу вверх): николаевскими песками и песчаниками, толщей литотамниевих известняков с пропластками гипсов. Эти отложения несогласно залегают на верхнемеловых и преимущественно развиты на главном водоразделе. Мощность верхнемиоценовых отложений сильно меняется, а во многих местах эти отложения полностью уничтожены дочетвертичной эрозией.
- Четвертичные отложения представлены преимущественно доледниковым лёссом, песками, травертин и постледниковыми болотными суглинками и торфяниками в районе Белогорще и долине Полтвы.

Во Львове представлены чернозёмы, элювиальные и торфяно-болотистые почвы.

### Геологическое строение
В геологическом строении Львова и его окраин выделяются меловые отложения, третичные пласты (верхний миоцен), четвертичные и новейшие отложения:
- Отложения мела имеют толщину до 50 метров, на их поверхности образован основной водоносный горизонт;
- Третичные пласты выступают, как известняковые пески, песчаники, известняки и гипсы. Они лежат на пластах мела и особенно развиты на главном водоразделе. Толщина третичных отложений непостоянна, во многих местах они полностью уничтожены послетретичной эрозией;
- Из четвертичных отложений на окраинах Львова наиболее распространены лёсс, пески и травертники;
- Наиболее поздние, послеледниковые пласты представлены болотами и торфяниками в районе Белогорщи и в долине Полтвы.

Почвы на территории Львова представлены чернозёмами, элювиальными и торфяно-болотными почвами.

### Климат
Климат Львова классифицируется как влажный континентальный климат без сухого сезона и с тёплым летом. (Классификация Кёппена: Dfb)
Средняя температура составляет −2.7 °C в январе и +19 °C в июле. По метеорологическим данным, наивысшая температура (+37 °C) отмечена в августе 1921 года, наименьшая (−33,6 °C) — 10 февраля 1929 году.
Среднее годовое количество осадков — 767 миллиметров. При этом минимальное количество (426 мм) наблюдалось в 1904 году, максимальное (1422 мм) — в 1893 году. За год в среднем наблюдается 174 дня с осадками.
Средняя облачность в году составляет 6,7 балла, наибольшая она — в ноябре и декабре, когда большую часть дней наблюдается пасмурная погода. Наименьшая облачность — в августе и сентябре (5,5—6 баллов).
Средние скорости ветра — 3—4 м/с. Преобладают западные ветры (23,3 %; как правило, сопровождаются дождями, похолоданием летом и оттепелью зимой), а также юго-восточные ветры (20,9 %; как правило, сопровождаются сухой погодой, потеплением весной и летом и морозной погодой зимой).
Относительная влажность воздуха — высокая в течение всего года. В холодное полугодие часты туманы.
Львов характеризуется наибольшим количеством осадков и наинизшими летними температурами среди всех областных центров на Украине. Для всех сезонов года характерны резкие перепады атмосферного давления, температур и влажности воздуха. Зимы — мягкие, морозы ниже −20 °C наблюдаются редко. Устойчивый снежный покров устанавливается не каждую зиму. Весна — прохладная и дождливая, заморозки и снегопады возможны до начала мая. Лето тёплое, средние дневные максимумы в июле и августе около +23-24 °C. Летом часты грозовые ливни и резкие перепады температуры при прохождении атмосферных фронтов. При этом время от времени наблюдаются ураганные ветры, которые приводят к повалу деревьев, мелким разрушениям, обрыву линий электропередач. В 2008 году из-за такого урагана в городе погибли 4 человека. Осень — умеренно тёплая и сухая. Продолжительность вегетационного периода 215 дней. Засухи не характерны.
Микроклимат центральной части города, находящейся в лощине, характеризуется более низкими минимальными и более высокими максимальными температурами. Для возвышенных окраин города характерны сильные ветры.
Характерным метеорологическим явлением является львовская мжичка — мелкий обложной дождь при высокой влажности воздуха. Может наблюдаться в любое время года. В связи с глобальным потеплением, средние температуры за последнее столетие возросли примерно на 1 °C, причём в наибольшей мере потепление коснулось первой половины года, тогда как летние и осенние температуры практически не изменились.
| Показатель                    | Янв.  | Фев.  | Март | Апр.  | Май  | Июнь | Июль | Авг. | Сен. | Окт.  | Нояб. | Дек.  | Год   |
| ----------------------------- | ----- | ----- | ---- | ----- | ---- | ---- | ---- | ---- | ---- | ----- | ----- | ----- | ----- |
| Абсолютный максимум, °C       | 14,9  | 17,9  | 23,5 | 28,9  | 32,2 | 34,1 | 36,3 | 35,6 | 34,5 | 25,6  | 21,6  | 16,5  | 36,3  |
| Средний суточный максимум, °C | 0,2   | 2     | 7    | 14,5  | 19,5 | 23   | 24,7 | 24,5 | 19   | 13,2  | 6,8   | 1,5   | 13    |
| Средняя температура, °C       | −2,7  | −1,5  | 2,5  | 9     | 13,8 | 17,3 | 19   | 18,5 | 13,5 | 8,4   | 3,3   | −1,3  | 8,3   |
| Средний суточный минимум, °C  | −5,7  | −4,8  | −1,4 | 3,8   | 8,4  | 12   | 13,7 | 13,2 | 8,7  | 4,4   | 0,4   | −4,1  | 4,1   |
| Абсолютный минимум, °C        | −28,5 | −29,5 | −25  | −12,1 | −5   | 0,5  | 4,5  | 2,6  | −3   | −13,2 | −17,6 | −25,6 | −29,5 |
| Норма осадков, мм             | 45,5  | 47,7  | 48,1 | 51,9  | 93,4 | 86,3 | 96,2 | 72,5 | 69,9 | 56,6  | 49,7  | 49,5  | 767,3 |
| Источник: Погода и климат     |       |       |      |       |      |      |      |      |      |       |       |       |       |

| Показатель                    | Янв. | Фев. | Март | Апр. | Май  | Июнь | Июль  | Авг. | Сен. | Окт. | Нояб. | Дек. | Год  |
| ----------------------------- | ---- | ---- | ---- | ---- | ---- | ---- | ----- | ---- | ---- | ---- | ----- | ---- | ---- |
| Средний суточный максимум, °C | −0,1 | 0,8  | 7,0  | 14,4 | 20,6 | 22,3 | 25,1  | 24,3 | 18,8 | 13,3 | 7,5   | 1,2  | 12,9 |
| Средняя температура, °C       | −3   | −2,6 | 2,2  | 9,1  | 14,4 | 17,1 | 19,5  | 18,5 | 13,3 | 8,4  | 4,1   | −1,7 | 8,3  |
| Средний суточный минимум, °C  | −5,8 | −5,9 | −2,4 | 3,8  | 8,2  | 11,9 | 13,9  | 12,8 | 7,8  | 3,4  | 0,7   | −4,6 | 3,7  |
| Норма осадков, мм             | 53,6 | 48,7 | 61,0 | 51,4 | 96,4 | 92,1 | 103,5 | 86,4 | 62,5 | 47,9 | 45,6  | 42,9 | 792  |
| Источник:                     |      |      |      |      |      |      |       |      |      |      |       |      |      |

## История

### Ранняя история (с V в. н. э.)
Археологическими исследованиями установлено, что на месте Львова существовали поселения начиная с V века нашей эры.
Во время раскопок 1990—1991 годов на территории позади театра имени Заньковецкой, где в данный момент находится рынок Добробут, археологами были обнаружены свидетельства того, что на том месте непрерывно функционировало поселение городского типа начиная от VII—VIII веков. В частности, нашли ремесленный район, где кожемяки обрабатывали кожу. Кроме того, были найдены остатки ювелирного производства.
Также в результате раскопок на площади Святого Духа возле костёла Иезуитов была найдена древнеславянская керамика VII—VIII веков. Похожие находки найдены возле Кафедрального собора. Археологами считается, что поселение или ряд поселений тянулись вдоль реки Полтвы. Это был протогород, который предшествовал возникновению Львова.

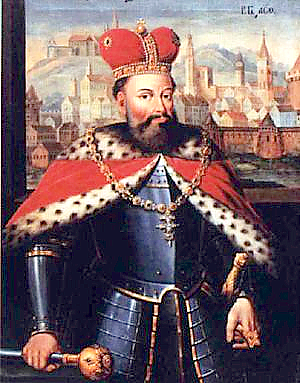
Портрет XIII века с изображением короля Льва Даниловича на фоне Львова

Позже эти земли, возможно, принадлежали Великоморавскому государству. В X веке на земли стали претендовать Русь и Польша (во время царствования Мешко I). Предполагается, что Мешко владел этими землями с 960 до 980 года. Согласно летописи Нестора, в 981 году они были завоёваны Владимиром Великим.
Первое летописное упоминание о Львове относится к 1256 году. Согласно наиболее распространённой версии, Львов был основан лишь в XIII веке королём Даниилом Романовичем и был назван в честь его сына, Льва. Согласно другой версии, город был основан уже самим сыном Даниила Романовича.

### В составеГалицко-Волынского княжества(до 1349)
Львов быстро развивался. Положение княжеского города было тесно связано с географическим положением. Город был основан на границе сухого безлесного подольского берега и заросшей лесом топкой поймы Полтвы, на том месте, где на стыке водоупорного известняка выходят горизонты, богатые родниковой водой.
Старый Львов, как и другие тогдашние города, состоял из трёх частей: детинца, то есть укреплённого города, окольного города и подгородья. Высокий замок (детинец) находился на той горе, которая носила название в XV веке Горай, в XVII — Лысая гора, позже Княжеская гора. Как видно на литографии XVII века, это была высокая и безлесная, отвесная и труднодоступная гора. Детинец был хорошо укреплён валами, закромами и частоколом так, что выдерживал многочисленные вражеские нападения.

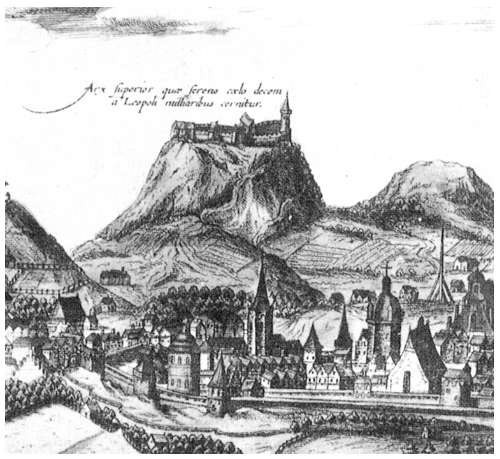
Высокий замок, фрагмент гравюры Гогенберга, 1650 год

По северо-западному склону горы тянулось Подзамчье (окольный город), которое было также укреплено валами и частоколами. Здесь были княжеские терема (выше церкви Святого Николая), от которых вела круто вниз дорога к торговищу — Старому Рынку.
Пригородье занимало правый берег поймы реки Полтвы и склоны горы и тянулось полукругом по западной, северной и южной стороне Княжеской горы. Оно не было укреплено, вероятно, защищалось только валами и частоколом, а на случай вооружённого вражеского нападения жители вместе со своим имуществом искали защиты в окольном городе и детинце. Отдельно, на отвесной горе, стояла укреплённая церковь Святого Юра.
Княжеский город строился вдоль Волынской дороги, на торговом пути, который шёл от Чёрного моря через Галич-Львов-Холм к Балтийскому морю. Этот путь проходил через Старый Рынок и мимо многочисленных церквей, костёлов и монастырей, из которых некоторые сохранились по сей день: Марии Снежной, Ивана Крестителя, Святой Параскевы, Святого Онуфрия и Святого Николая. Застройка была, согласно данным исследования фундаментов, византийско-романская, в основном деревянная, и поэтому из старинных памятников в целостности ни один не сохранился.
Княжеский Львов был людным городом (здесь были колонии: немецкая, еврейская, армянская, татарская), с многочисленными домами, которые были окружены садами и огородами. Поля и покосные луга находились и на западном берегу Полтвы. Территория Львова составляла 50 га и соединялась на востоке с селом Знесенье.
В 1340—1349 годах городом правил воевода Дмитрий Детько, как наместник литовского князя Любарта.

### В составе Польши и Речи Посполитой (1349—1772)
В 1349 польский король Казимир III Великий захватил Львов и через семь лет в 1356 даровал городу Магдебургское право. Это дало сильный толчок развитию города, а большая армянская община города в 1363 основывает армянскую митрополию и строит собор. Польский король переносит центр города от площади Старый Рынок и строит новый город южнее, вокруг площади Рынок. В новом городе большинство населения составили немецкие колонисты, но некоторые окраинные улицы (нынешние Армянская, Русская, Староеврейская) занимали некатолики, которые были лишены прав львовского мещанства.

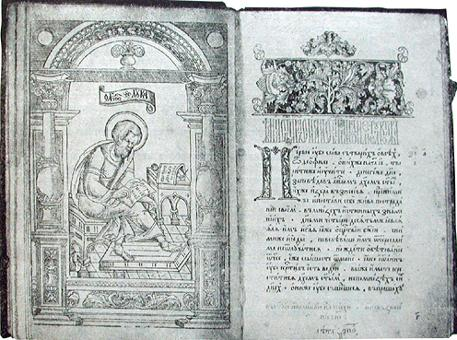
Разворот Львовского Апостола 1574 года, первой печатной книги на территории нынешней Украины

Благодаря выгодному расположению на пересечении торговых маршрутов из портов Чёрного моря, Киева, Восточной и Западной Европы, Византии и портов Балтийского моря город быстро развивался. Под названием Лвовъ великии упоминается в летописном «Списке русских городов дальних и ближних» (конец XIV века).
В 1370—1387 годах городом управляли венгерские наместники, под управлением Владислава Опольчика. В 1379 году город получает право иметь свои склады, что резко увеличило привлекательность города для торговцев. В 1387 Львов и окружающие земли были возвращены под влияние Польши.
В составе Польши (а позже и Польско-Литовского государства) Львов стал столицей Русского воеводства, которое включало пять староств с центрами в городах Львове, Холме, Санке, Галиче и Перемышле. У города было право иметь собственные склады, что позволило получать значительные прибыли от товаров, перевозимых между Чёрным и Балтийским морями. На протяжении следующих столетий население города быстро росло, и вскоре Львов стал многонациональным городом со множеством религиозных исповеданий и важным центром культуры, науки и торговли. Городские оборонные сооружения были укреплены и Львов стал одной из наиболее важных крепостей, защищающих Речь Посполитую с юго-востока.
В городе одновременно находились православный епископ, три архиепископа: римско-католический, армянский и греко-католический (с 1700 года), а также одновременно три иудейские общины: городская, предместная и караимская. Город наполнялся множеством поселенцев из разных стран: немцами, евреями, итальянцами, англичанами, шотландцами и многими другими национальностями. С XVI века в городе появились протестанты.
Львов был единственным городом в Киевской Руси, где существовала отдельная «сараценская» (мусульманская) община, которая пользовалась гарантированными правами внутреннего самоуправления. Первое упоминание о сараценской общине относится к 1346 году. С 1654 года поселение сараценов во Львове было запрещено из-за богохульства и торговли людьми.
1527 год ознаменовался большим пожаром, в котором сгорел почти весь город. В первой половине XVII века город насчитывал приблизительно 25—30 тысяч жителей. Здесь существовало более 30 цехов, в которых насчитывалось 133 ремесленных профессии. В 1618 году город упоминается в работе немецких историков Г. Брауна, Г. Гогембергера, С. Новеллана «Выдающиеся города мира».

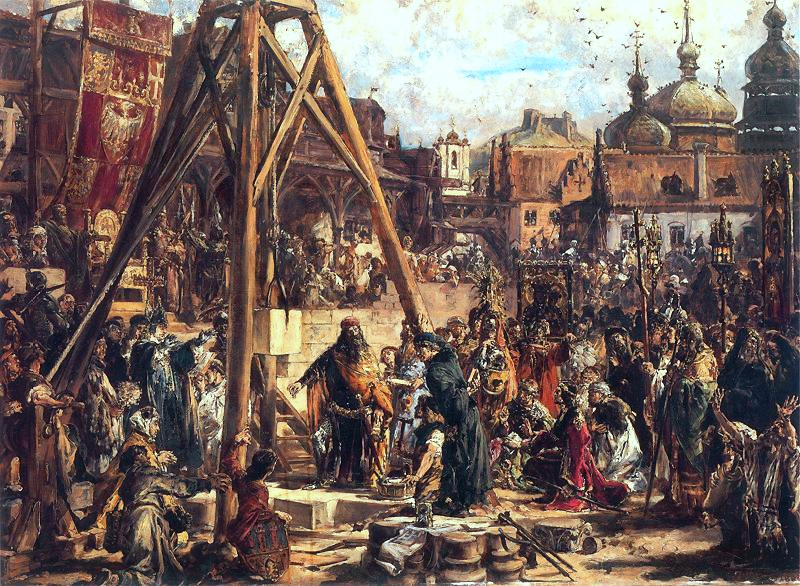
Казимир III закладывает первый католический храм Львова
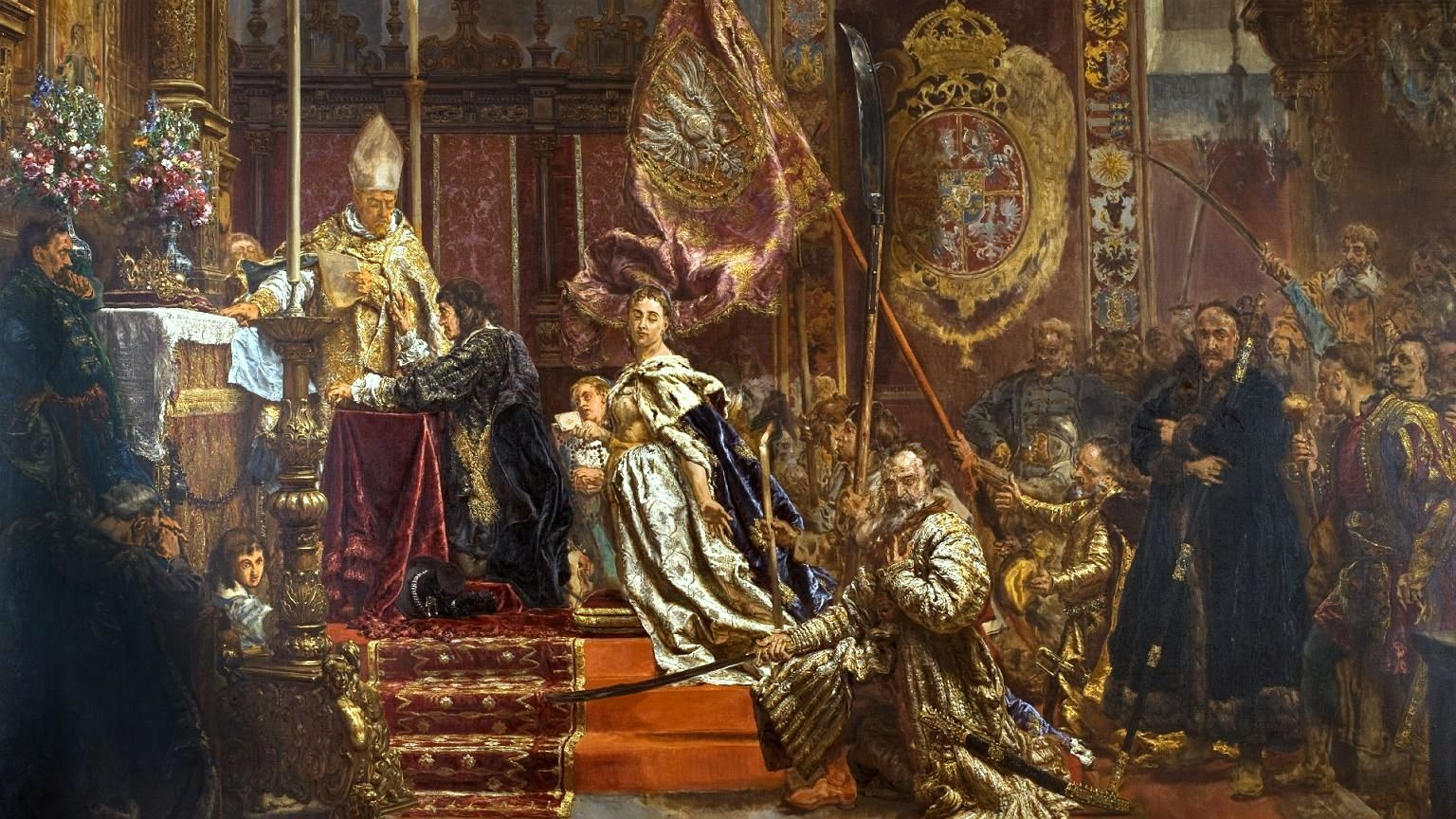
Король Ян II Казимир приносит свою знаменитую присягу в Латинском соборе
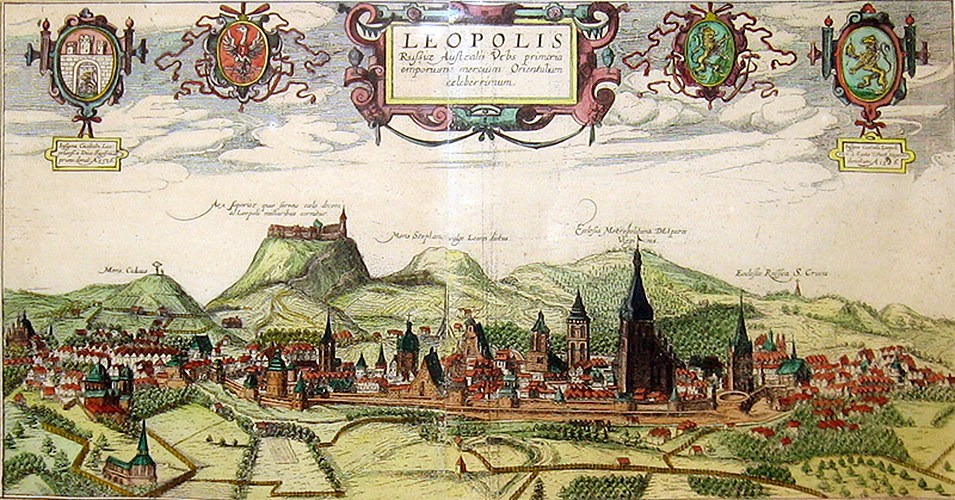
Львов, литография 1618 года
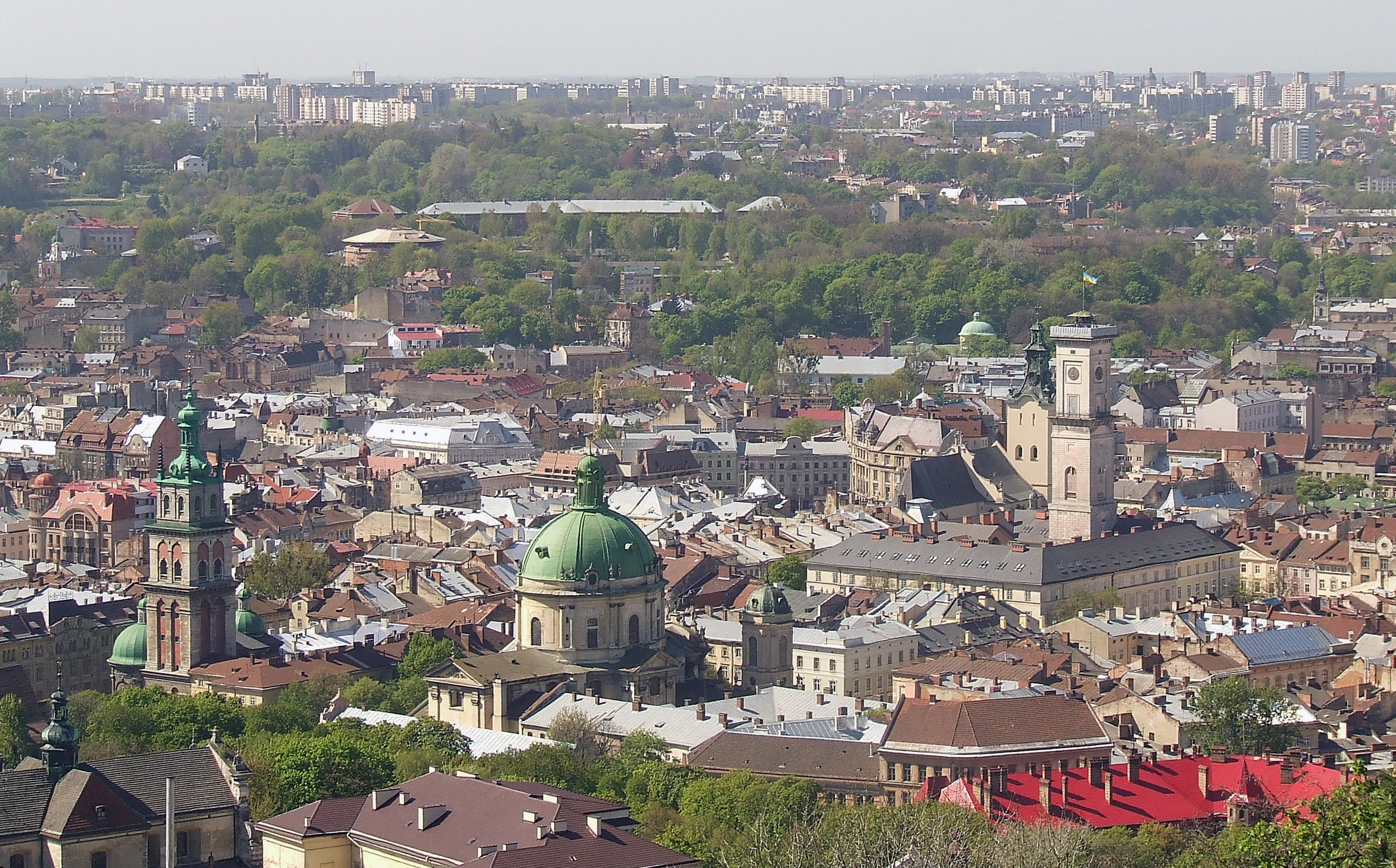
Панорама Львова
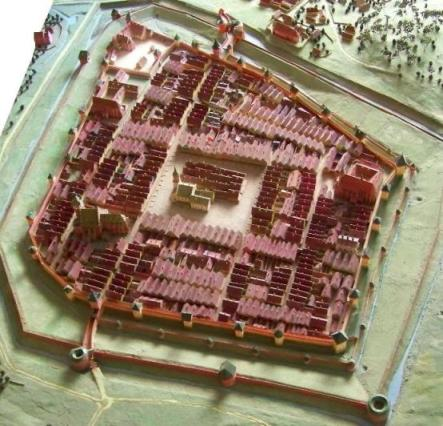
Модель средневекового Львова

Укрепление Львова как крепости не прекращалось при всех правителях. Его внешние укрепления начали возводить ещё во второй половине XIV века при Казимире Великом, когда и было сформировано первое кольцо оборонительных стен. В 1410 году принимается решение о создании второй линии оборонительных укреплений, которая охватывает первое кольцо с севера, востока и юга. А в середине XVI века появляется третий пояс укреплений, на этот раз уже в виде земляных валов с каменным основанием, впоследствии появляются также и бастионы.
В XVII веке Львов неоднократно успешно выдерживал осады. Постоянная борьба с захватчиками дала городу девиз Semper fidelis, что означает «Всегда верен!» Осенью 1648 года город был осаждён запорожскими казаками во главе с Богданом Хмельницким. Они захватили и уничтожили замок, но оставили город после получения выкупа. В 1655 году шведские армии вторглись в Польшу, захватили большую её часть и осадили Львов. Впрочем, они были вынуждены отступить, так и не взяв город. Осада Львова русско-казацкими отрядами Бутурлина и Хмельницкого также была снята из-за вторжения крымского хана на Украину. В следующем году Львов окружила армия трансильванского князя Дьёрдя Ракоци I, но город взят не был. В 1672 году армия уже Османской империи под командованием Мехмеда IV вновь осадила Львов, однако война была закончена до взятия города. В 1675 году город атаковали турки и крымские татары, но король Ян III Собеский разбил их 24 августа в битве, которая получила имя Львовской.
В 1704 году во время Великой северной войны город был захвачен и разграблен впервые за свою историю армией шведского короля Карла XII. В 1707 во Львов приезжал царь Пётр I. Согласно преданию, карета, в которой он ехал, застряла в грязи на немощёной площади Рынок. После этого всю площадь вымостили деревянной брусчаткой.
С XV века в город начали прибывать монахи различных орденов. Они построили в городе множество храмов. К XVIII веку их насчитывалось уже до 40. Потому о Львове ещё говорили civitas monachorum — город монахов. Монахи ордена иезуитов прибыли в город без копейки, но благодаря умелому хозяйствованию уже через сто лет городская казна попала к ним в долговую зависимость. А в 1608 году иезуиты основали иезуитский коллегиум, который в 1661 году был преобразован во Львовский университет. Одним из самых известных воспитанников иезуитов стал Богдан Хмельницкий.

### Под властью Габсбургов (1772—1914)
В 1772, после Первого раздела Польши, Львов стал столицей австрийской провинции — формально независимого Королевства Галиции и Лодомерии. Языком администрации после вхождения Львова в состав Австрии стал немецкий, а большинство должностей городского управления заняли немцы и чехи. Несмотря на это, город продолжал оставаться важным центром польской и русской культуры. В 1773 во Львове начала выходить первая газета Gazette de Leopoli.
Начало правления Австрии было весьма либеральным. В 1784 году император Иосиф II повторно открыл Университет. Лекции велись на нескольких языках: латинском, немецком, польском и (с 1786) «рутенском» (литературный язык русинского населения).  Войцех Богуславский открыл первый общественный театр в 1794, в 1811 начинает выходить знаменитая Gazeta Lwowska, а в 1817 был основан институт Оссолинских. В начале XIX века город получил новую должность главы греко-католической церкви, архиепископа Киева, Галиции и Руси, митрополита Львовского.

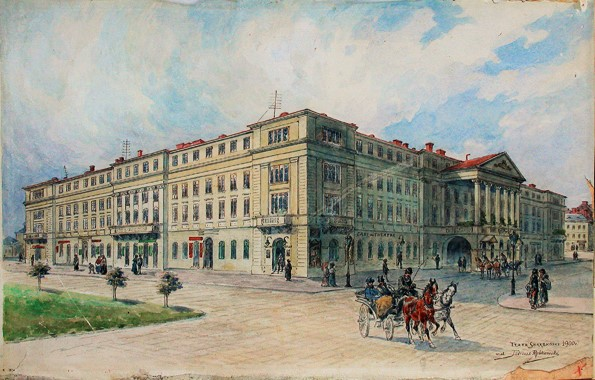
Львов на рубеже XIX и XX веков
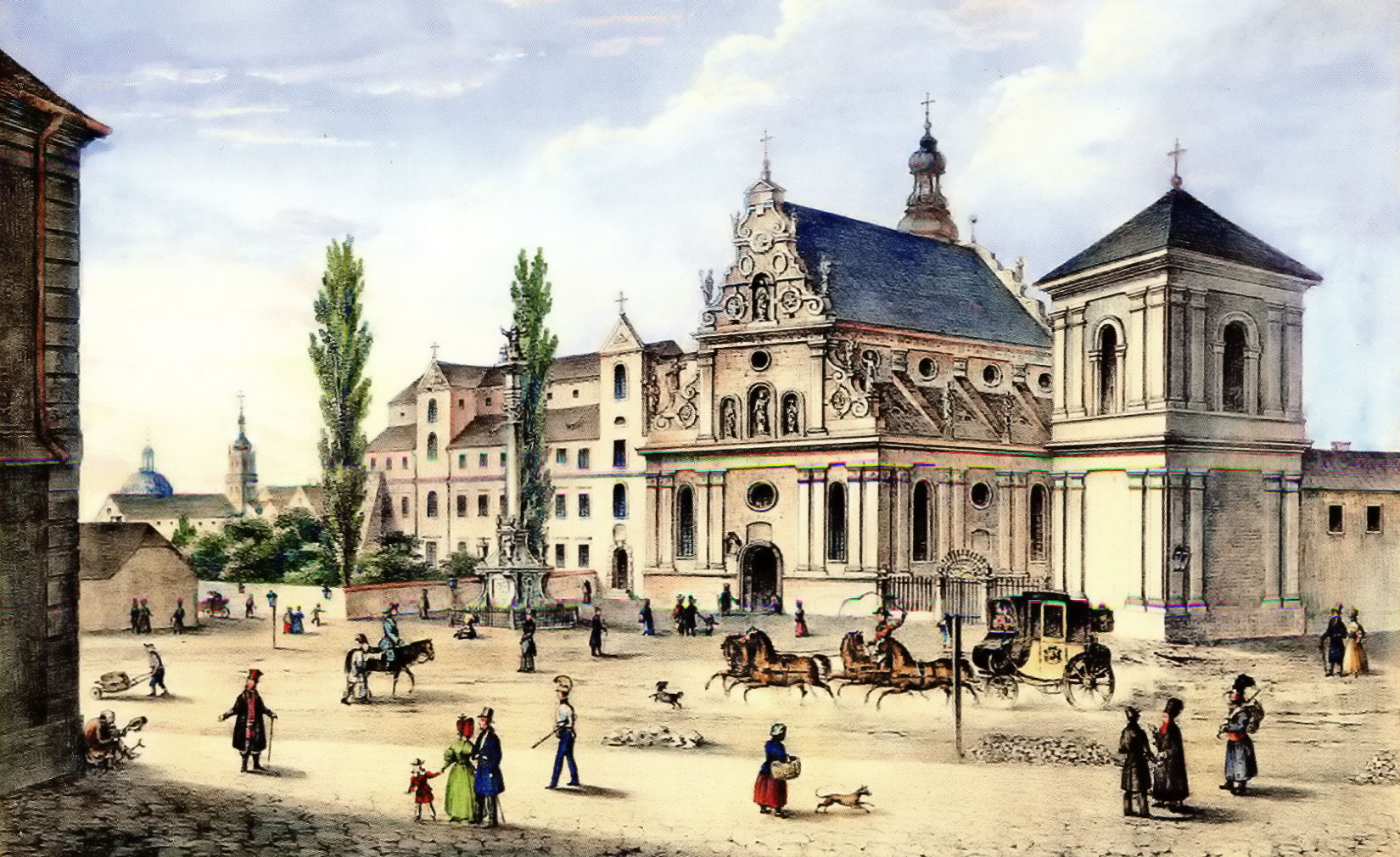
Костёл и монастырь бернардинцев, XIX век
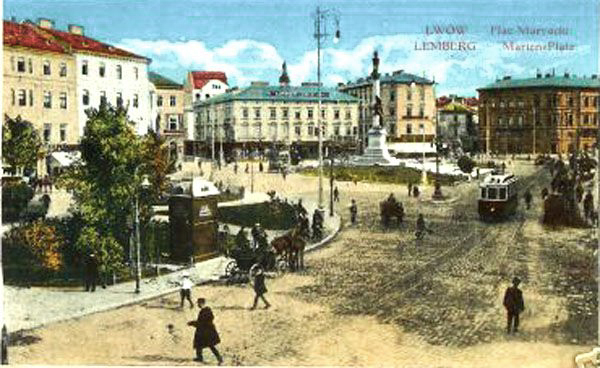
Львов, 1915
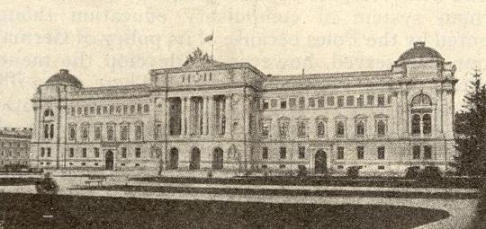
Галицкий сейм (до 1918), с 1920 Университет Яна Казимира
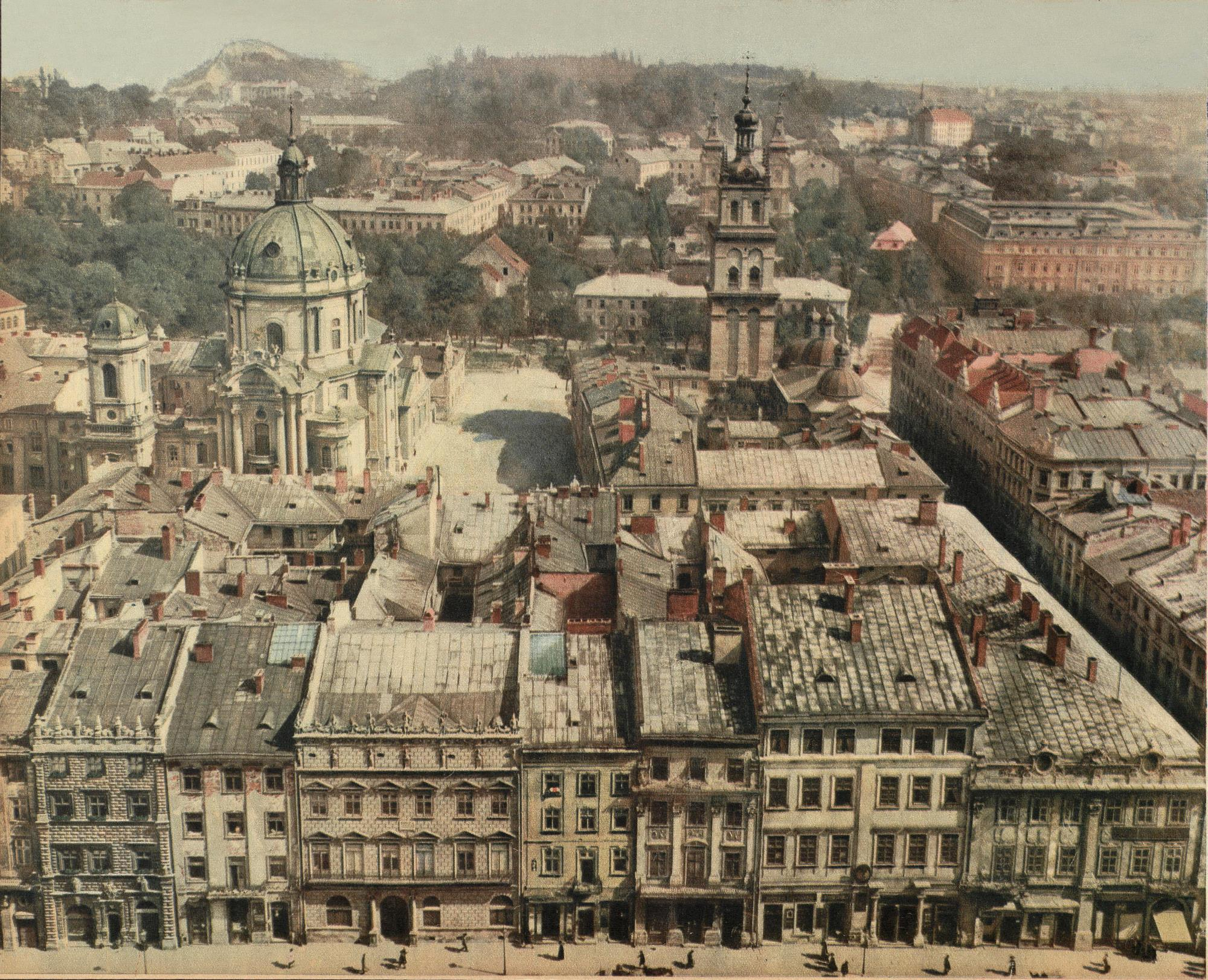
Панорама Львова, 1924

Однако в начале XIX века австрийские власти принялись за германизацию города. В 1805 был закрыт университет и, хотя в 1817 он был открыт снова, но это было уже чисто немецкое образовательное учреждение, оказывавшее специфическое влияние на городскую жизнь. Множество других общественных и культурных объединений, не являвшихся «пронемецкими», были также запрещены.
Жёсткие законы, продиктованные Габсбургской династией, привели к вспышке общественного недовольства в 1848. Императору было направлено прошение возобновить самоуправление города, обучение на польском и «руськом» языках и гарантировать официальное положение польскому языку.
Большинство этих просьб были удовлетворены лишь через многие годы: в 1861 был образован Галицкий парламент (Сейм крайовый), а в 1867 Галиции было предоставлено широкое самоуправление, как культурное, так и экономическое. В Университете разрешили вести лекции на польском языке. Галиция стала единственной частью бывшей Польши, получившей некоторую культурную и политическую свободу. Стали выходить газеты, например, Батьківщина. В результате Львов стал главным центром польской культуры и политики. Вместе с тем город служил и важным центром галицко-русского движения.
Городу также было дано право делегировать представителей в парламент Вены, что привлекало множество выдающихся деятелей культуры и политики. Львов стал местом встречи польской, немецкой, еврейской и малоросской культур.

### Период 1914—1919 годов
В начале Первой мировой войны в результате успешного наступления 3-й и 8-й русских армий Юго-Западного фронта во время Галицийской битвы 5 августа по ст. ст. (18 августа по нв. ст.) — 8 сентября по ст. ст. (21 сентября по нв. ст.) 1914 года город был взят русскими войсками (21 августа ст. ст. (3 сентября нв. ст.) 1914) и до 14 июля 1915 года был центром Галицийского генерал-губернаторства, пока город снова не был занят австро-венгерскими войсками.

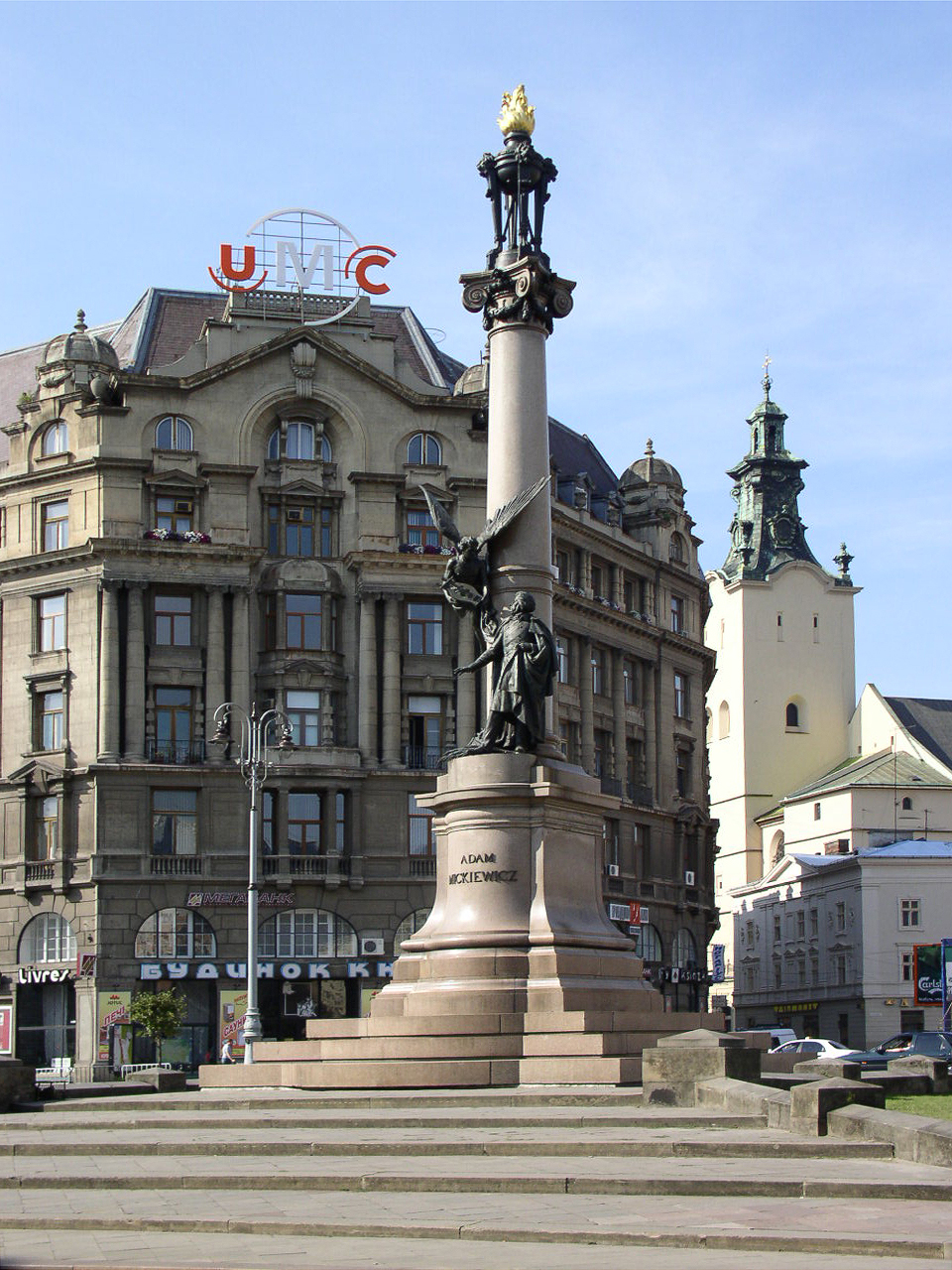
Памятник Адаму Мицкевичу.

Вместе с развалом Габсбургской империи в конце Первой мировой войны начались междоусобицы. На 1 ноября 1918 в городе находились украинские и польские военные. Украинский легион Сечевых стрельцов (боевая единица австрийской армии) в это время находился в Буковине. Тем не менее, небольшая группа украинских военных взяла на несколько дней город под свой контроль и объявила о вхождении города в состав Западно-Украинской народной республики (ЗУНР). По мере прибытия украинских и польских частей в городе развернулись боевые действия, в результате которых украинские части были вынуждены оставить Львов. Украинские власти объявили всеобщую мобилизацию. Под ружьё были поставлены бывшие солдаты австрийской армии, что позволило создать Украинскую Галицкую армию (УГА). К полякам же на помощь пришла сформированная во Франции армия под командованием Юзефа Халлера. УГА с боями отступила к реке Збруч. Польско-украинская война продолжалась до июля 1919 года.
В начале лета командование над УГА принял бывший генерал российской армии Александр Греков, который провёл наступательную операцию, однако, ввиду серьёзного неравенства сил, УГА снова отступила за Збруч, на территорию Украинской народной республики (УНР). Решением межсоюзнической комиссии в Париже Львов был оставлен под управлением Польши — до окончательного решения его судьбы. Как польские, так и украинские жертвы боёв во Львове и его окрестностях были похоронены на Лычаковском кладбище (см. Львовские орлята). Останки одного из неизвестных солдат, павших в этой борьбе, были захоронены в Варшаве, под монументом неизвестному солдату.
Позднее Польша заключила соглашение с Симоном Петлюрой, по которому она в обмен на отказ правительства УНР от претензий на Западную Украину оказала ему военную помощь в борьбе с большевиками и наступавшей Красной армией.

### В составе Польши (1919—1939)

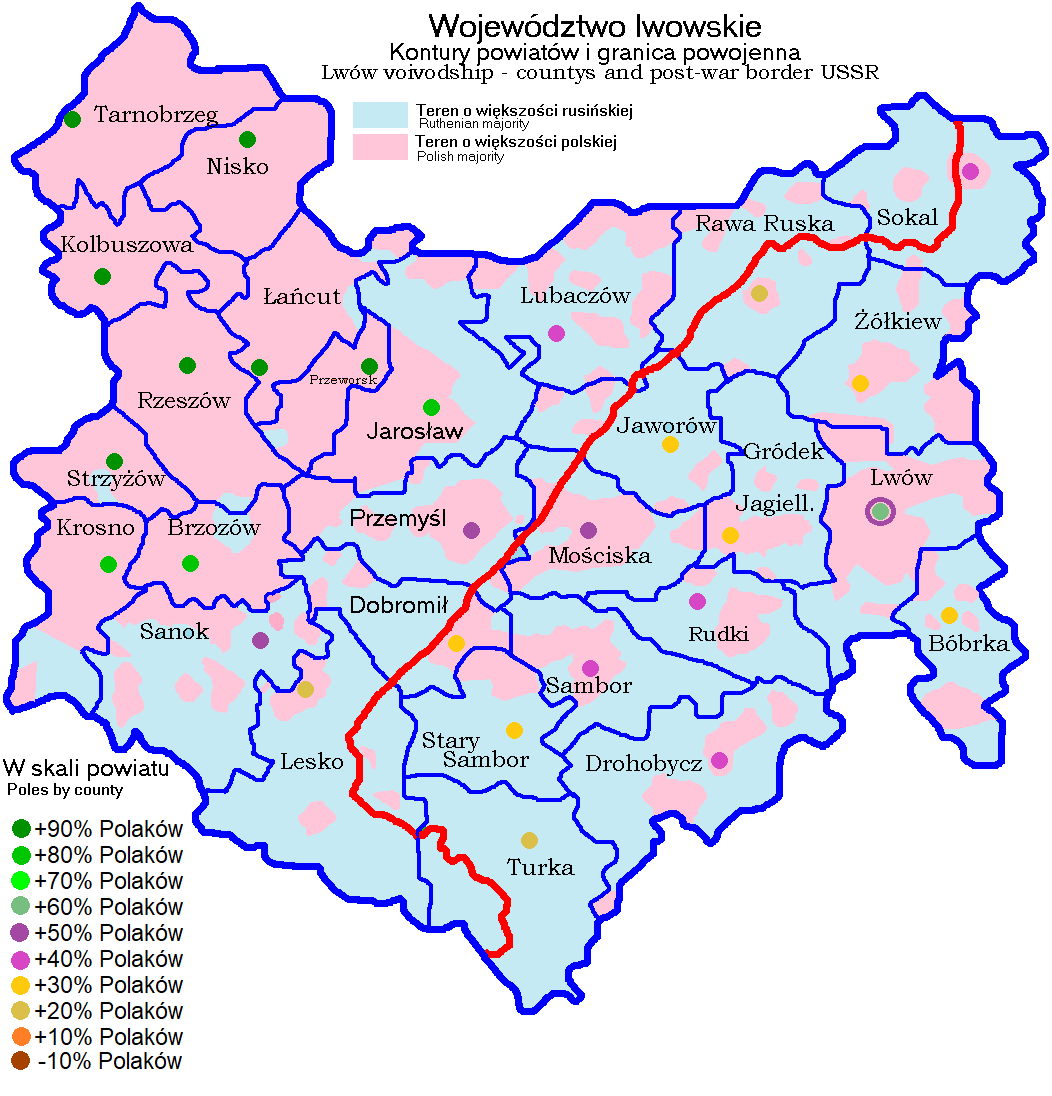
Население Львовского воеводства: красным цветом отмечены территории с польским большинством, зелёным — с украинским большинством; красная линия — граница между Польшей и Украиной до 1951 года

Во время Советско-польской войны в 1920 году город атаковали силы Красной Армии. С середины июня 1920 года Первая Конная армия пыталась пробиться к городу с северо-востока. Началась оборона города. После упорных боёв, длившихся примерно месяц, 16 августа Красная армия перешла реку Западный Буг и, дополнительно усиленная восемью дивизиями красных казаков, начала штурм города. Бои проходили с тяжёлыми потерями с обеих сторон, но три дня спустя атака была отбита, вскоре Красная армия отступила. За оборону город был награждён наивысшей польской военной наградой — орденом Virtuti Militari V класса — «За мужество», который был изображён на польском гербе Львова.
После подписания Рижского мирного соглашения Львов остался польским городом, административным центром Львовского воеводства, которое занимало большую часть современных Подкарпатского воеводства Польши и Львовской области Украины. Город быстро вернул себе позиции одного из важнейших центров науки и культуры Польши. В 1928 году профессор Университета Яна Казимира Рудольф Вайгль создал вакцину против сыпного тифа.

### Период Второй мировой войны (1939—1944)

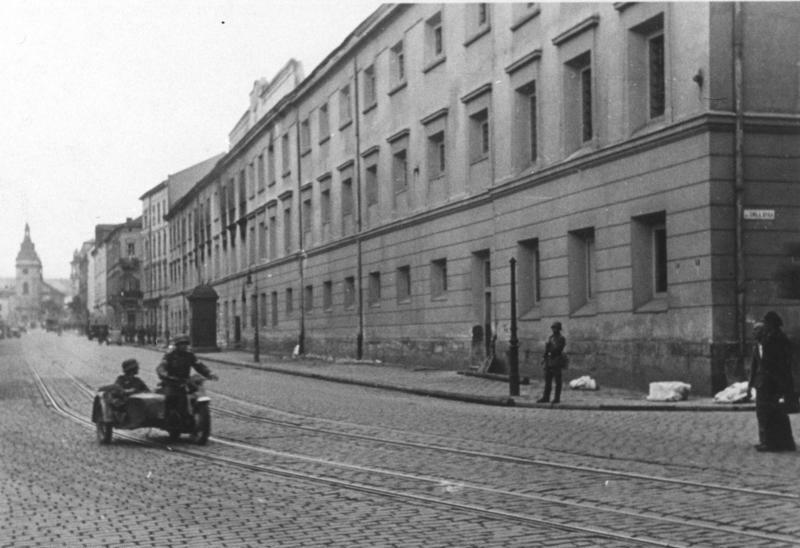
2 июля 1941 года, немцы во Львове

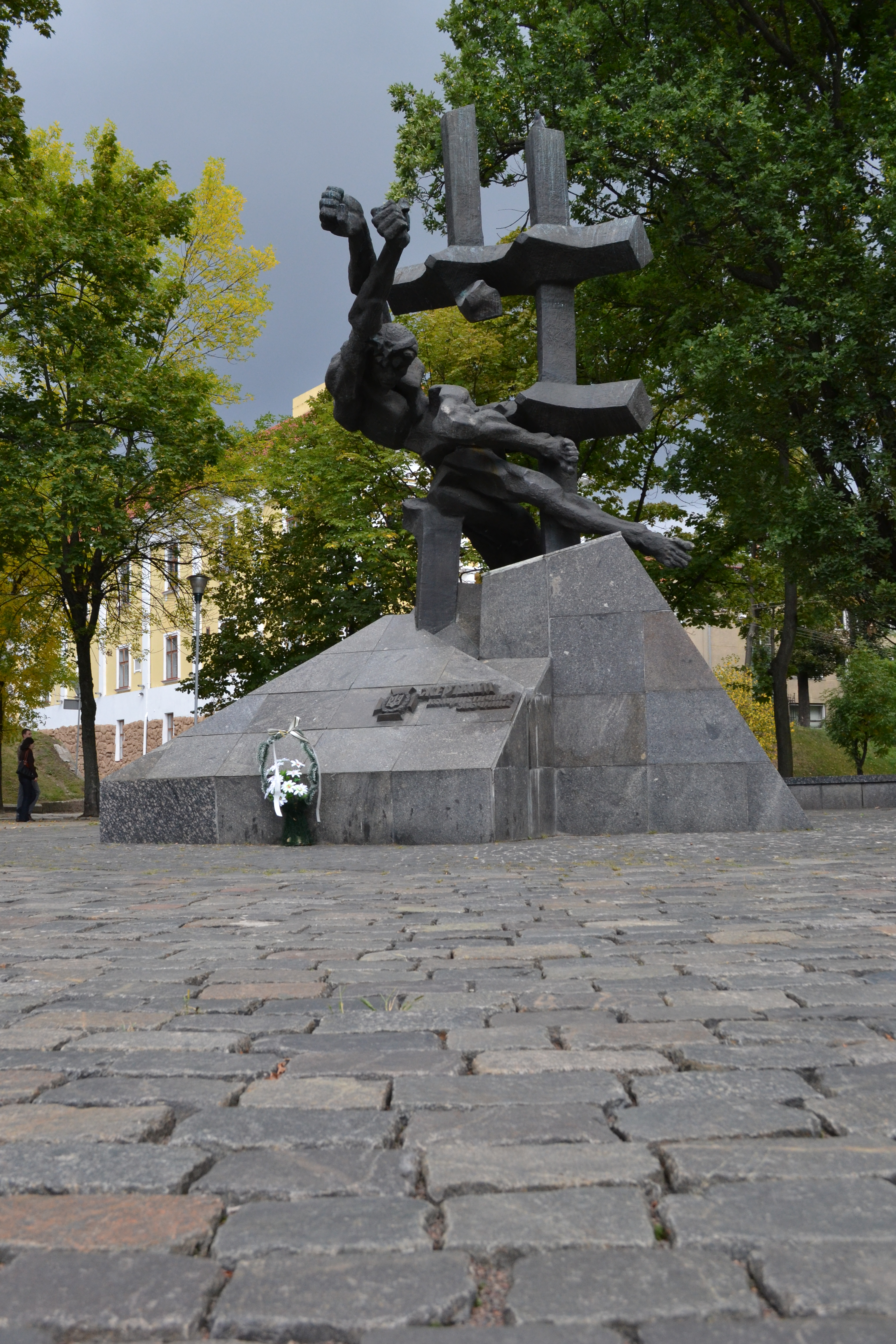
Памятник расстрелянным НКВД узникам тюрьм Львова

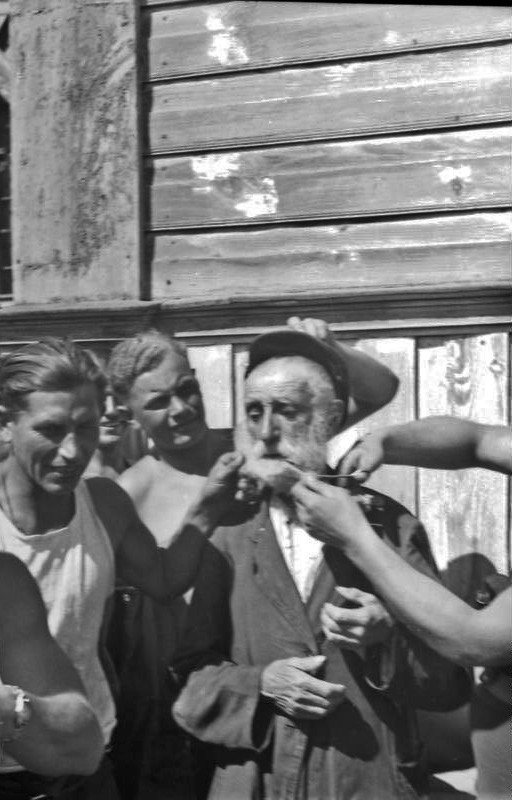
Немецкие солдаты стригут бороду еврею, июль 1941 год

В 1939 г. началась Польская кампания вермахта и Красной армии. 1 сентября 1939 года войска Германии вошли в Польшу. Обороной города руководил Францишек Юзеф Сикорский. 19 сентября к городу подошли советские войска и вскоре заняли его восточную часть, польской стороне было предложено сдать город. Через несколько часов немецкие войска атаковали запад и юг города, войдя в огневой контакт с советскими войсками, но вермахт отвёл войска. В соответствии с Секретным протоколом к пакту Молотова — Риббентропа, в ночь на 21 сентября 1939 года советские войска сменили немецкие и начали готовиться к штурму. Тем не менее польское командование возобновило переговоры, в результате которых 22 сентября 1939 года было подписано соглашение «о передаче города Львова войскам Советского Союза».
В 1939—1941 годах в городе дислоцировались советские войска, в частности, здесь находилось управление 6-й армии Киевского Особого военного округа Красной армии. Во Львове состоялась одна из встреч офицеров Гестапо и НКВД.

Памятник львовским профессорам, расстрелянным нацистами.

В начале Великой Отечественной войны из-за невозможности эвакуировать органами НКВД СССР были проведены массовые расстрелы политических заключённых, содержавшихся в тюрьмах Львова. По официальным данным НКВД, было убито 2464 человека. 30 июня 1941 года город был занят немцами. В тот же день ОУНовцы провозгласили во Львове «Украинское государственное правление» во главе с Ярославом Стецько, вскоре, однако, арестованным немцами. После вступления в город немецких войск 1 июля 1941 года украинские националисты-бандеровцы и местные жители участвовали в еврейском погроме, жертвами которого стали несколько тысяч человек. Немецкие власти организовали концентрационный лагерь на территории Цитадели, в котором они уничтожили свыше 140 тысяч советских военнопленных, а также Львовское гетто и концлагерь «Яновска» для уничтожения еврейского населения, военнопленных, мирных жителей. Яновский концлагерь стал одним из первых лагерей смерти, где пытки и казни проводились под музыку. В числе оркестрантов были профессор Львовской государственной консерватории Штрикс, дирижёр оперы Мунд и другие известные еврейские музыканты. Снимок оркестра, исполняющего «Танго смерти», выступал одним из свидетельств на Нюрнбергском процессе.
В 1942—1944 годах в городе действовало коммунистическое подполье, разведчиком Николаем Кузнецовым ликвидирован вице-генерал-губернатор дистрикта Галиция Отто Бауэр и начальник канцелярии губернаторства Шнайдер.
23 июля 1944 года во Львове началась военная операция Армии Крайовой с целью утвердить польскую власть и получить выгодные позиции на последующих послевоенных переговорах о границах Польши и СССР. Восстание было составной частью общепольского восстания и проходило в сотрудничестве с наступающими советскими войсками.
В 1944 году началась Львовско-Сандомирская операция Красной армии. С 13 июля 1944 года в операции принимал участие 11-й гвардейский миномётный полк реактивной артиллерии. С 22 по 24 июля 3-я гвардейская танковая армия совершила манёвр, главными силами обошла Львов с севера и развернула наступление на Львов с запада. 24—26 июля 1944 года на подступах к Львову шли бои. 4-я танковая армия, обойдя Львов с юга, ворвалась на окраины города и завязала уличные бои. Радист Александр Марченко из 10-го гвардейского Уральского танкового корпуса с группой автоматчиков водрузил на ратуше красное знамя.
27 июля 1944 года город был взят Красной Армией.

### В составе УССР (1944—1991)
Благодаря тому, что основная битва за Львов развернулась в южных предместьях, большинство исторических памятников, церквей и зданий не пострадали.
После войны было выселено почти всё польское население города, в основном, в западную часть Польши, на так называемые Возвращённые земли, город начали заселять украинцами, русскими и др. Так, если на 20 июня 1945 года во Львове жило свыше 85 тысяч поляков, то на 11 апреля 1950 года их осталось только 29,9 тысяч. В 1950 году население Львова состояло из украинцев — 144583, русских — 90379, поляков — 29893, евреев — 18614, других — 14894. В результате Второй мировой войны был изменён национальный состав города, поскольку традиционные этнические группы (поляки, евреи и немцы) были перемещены или уничтожены. Польский язык и его региональный вариант практически вышли из употребления. Также в послевоенный Львов переехало значительное количество пришлого (негалицкого) украинского, русского и еврейского населения, главным образом из восточной части УССР, в меньшей степени из РСФСР и БССР. В городе стал преобладать украинский язык. В дальнейшем продолжилась миграция во Львов западноукраинского крестьянства.

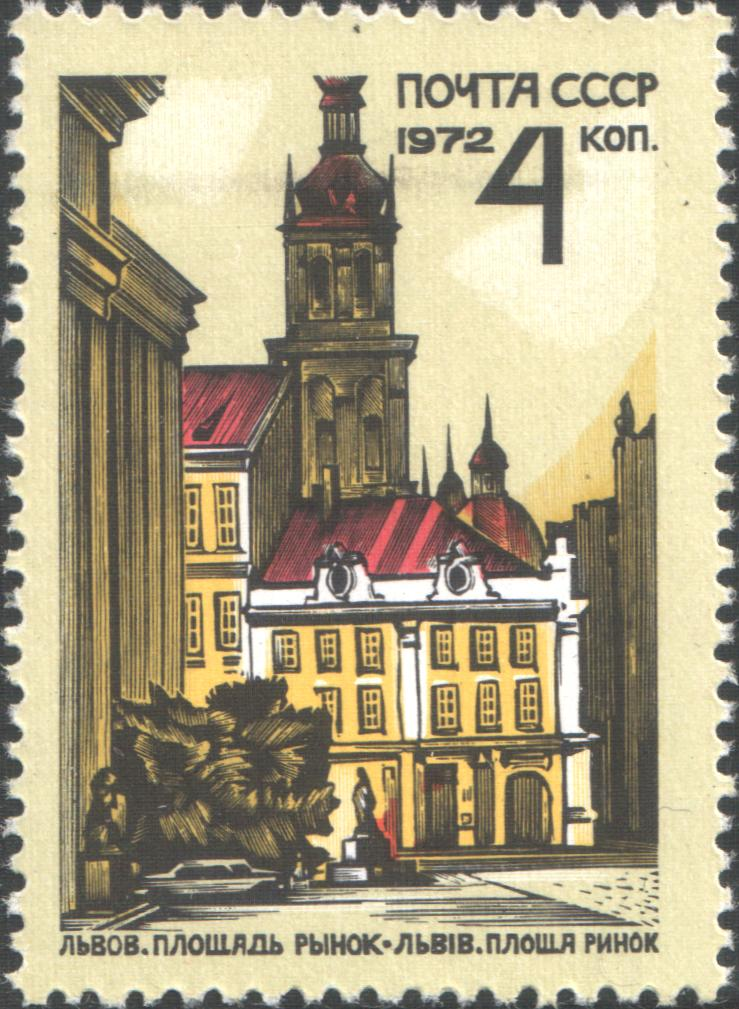
Почтовая марка СССР, 1972 год. Площадь Рынок

В 1971 году за достижения и успехи в области экономического, научно-технического и социально-культурного развития Львов был награждён высшей наградой СССР — орденом Ленина.

#### Новые микрорайоны
За время, прошедшее после Великой Отечественной войны, значительно увеличилось население Львова и площадь, занимаемая городом. В 1939 году во Львове проживало около 330 тысяч человек, площадь города составляла 63 км², жилой фонд составлял около 2 млн м². В 1984 году, накануне перестройки, население города было 760 тысяч человек, площадь города 138 км², а жилой фонд вырос по сравнению с 1939 годом в 5 раз и составлял более 10 млн м². Приток населения на предприятия вызвал необходимость строительства доступного жилья на окраинах. К концу 1980-х годов образовались крупные жилые массивы:
- Южный — район улиц Любинской, Артёма (ныне — ул. Владимира Великого), Боженко (Княгини Ольги), Научной, Кульпарковской (начало строительства — 1960-е годы, население более 150 тысяч человек)[30];
- Лычаковский (Восточный) — район проспекта Ленинского Комсомола (ныне Пасечная), Батальной улицы (Дж. Вашингтона), верхней части Зелёной улицы, микрорайон Майоровка (строительство с 1958 года);
- Сихов (застраивается с 1979 года, население около 120 тысяч человек)[30];
- Северный — район улиц 700-летия Львова (ныне проспект Черновола), Топольной (гетмана Мазепы), Варшавской (застраивается с 1960-х годов, население около 100 тысяч человек)[30];
- посёлок Жовтневый (Октябрьский) (нынешнее название — Левандовка, застраивался с 1958)[30].

#### Промышленность
В 1944 году начали работу механический завод, ремонтно-механический завод и танкоремонтный завод.
В 1945 году был создан завод Львовсельмаш.
В 1946 году были введены в эксплуатацию Львовский завод телеграфной аппаратуры и завод электроизмерительных приборов.
В 1947 году начала работу Львовская обувная фабрика.
В 1948 году вступил в строй Львовский завод автопогрузчиков и была введена в эксплуатацию первая очередь Львовской колбасно-консервной фабрики.

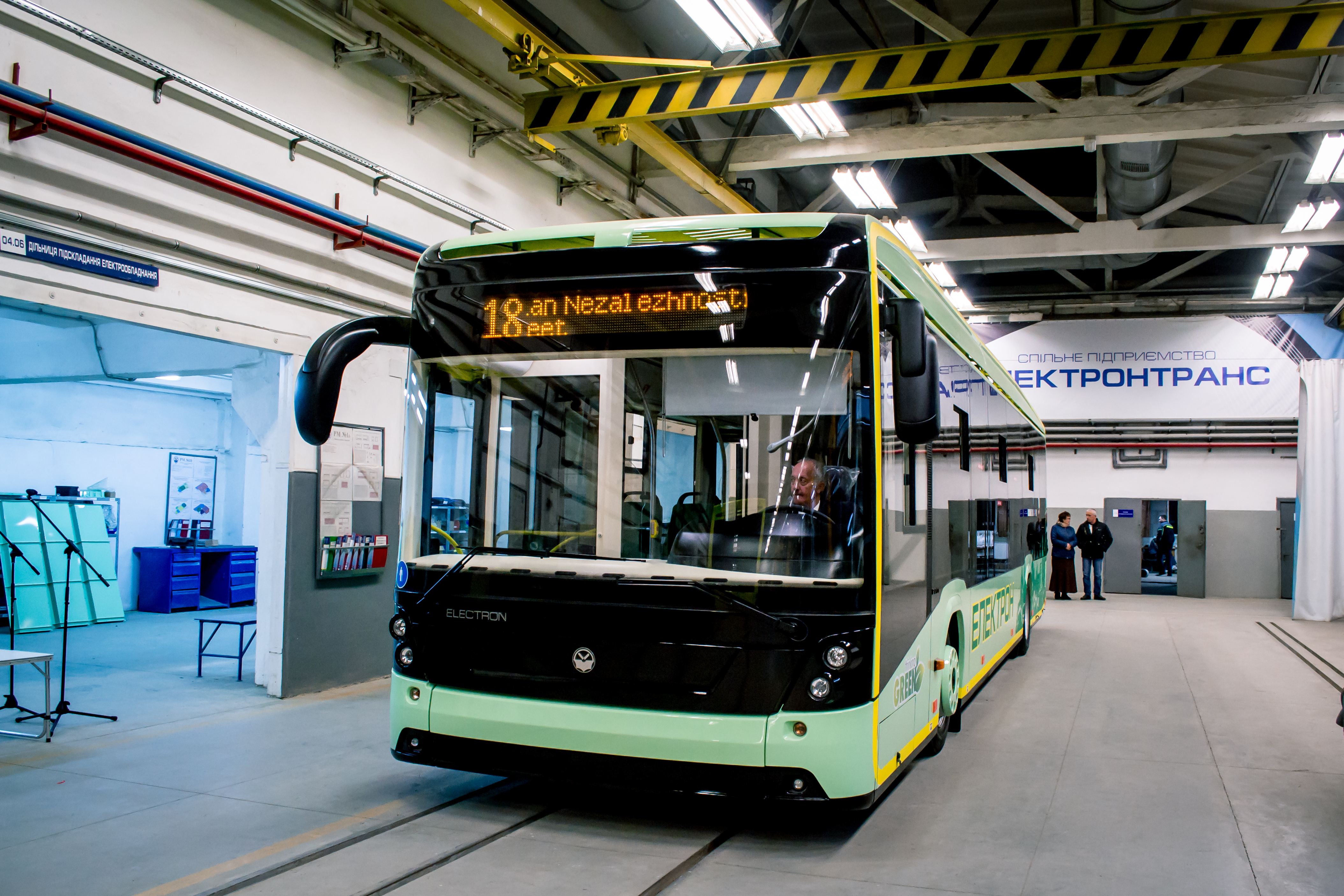
Электробус «Е19101» в цеху ЧАО «Концерн-Электрон» (2015)

В 1950 году на базе завода металлоизделий была создана ювелирная фабрика.
В октябре 1953 года на основе авиамастерских был создан авиаремонтный завод.
В 1956 году начал выпуск автобусов Львовский автобусный завод.
В 1957 году начал работу машиностроительный завод (в 1963—1965 гг. преобразованный в Львовский завод алмазного инструмента).
В 1965 году начал работу Львовский изоляторный завод, в 1966 в результате реорганизации завода медицинского оборудования был создан завод «РЭМА».
В 1978 году был построен и введён в эксплуатацию сахарный завод.
Кроме этого, следует отметить завод железобетонных конструкций.
К началу 1980-х годов во Львове уже насчитывалось 137 больших предприятий, которые изготавливали автобусы (например, ЛАЗ), автопогрузчики, телевизоры («Электрон»), разнообразные приборы, станки с программным управлением и иную продукцию.

#### Наука
Интенсивно начала развиваться и наука Львова. К 1980-м годам в городе функционировали три института АН УССР, филиалы и отделения академических учреждений, десятки научно-исследовательских, проектно-конструкторских институтов, филиалов, отделов, 11 вузов, в которых работало более 8 тыс. научных сотрудников.
Важным событием в научной жизни города стало создание в 1971 г. Западного научного центра АН УССР.
В советское время Львов продолжил традиции своей математической школы. В 1946—1963 годах формируется и работает под руководством члена-корреспондента АН УССР Я. Б. Лопатинского, известного специалиста по дифференциальным уравнениям, так называемая вторая львовская математическая школа.
Значительно продвинулись в своих исследованиях энергетических и минерально-сырьевых ресурсов учёные Института геологии и геохимии горючих ископаемых. Под руководством члена-корреспондента АН УССР Г. Н. Доленко здесь научно обосновали критерии поиска нефти и газа на глубинах до 5 км. Разработанная институтом эффективная технология добычи нефти позволила получать из пласта вдвое больше нефти, чем прежде.
Научные работы химиков Львовского университета в области кристаллических структур известны по всему миру. Значительная научная работа проводится отделами Институтов биохимии и ботаники АН УССР. Широко известны работы по биохимии учёных Львовского зооветеринарного института.
Весомый вклад в развитие нефтяной и газовой промышленности вносят учёные Украинского научно-исследовательского геологоразведовательного института под руководством члена-корреспондента АН УССР В. В. Глушко.
Над проблемами охраны здоровья работали кафедры Львовского медицинского университета, научно-исследовательские институты: гематологии и переливания крови, эпидемиологии и микробиологии, педиатрии, акушерства, гинекологии, туберкулёза.
Сельскохозяйственные вопросы решали учёные Научно-исследовательского института земледелия и животноводства западных районов УССР, Научно-исследовательского института физиологии и биохимии сельскохозяйственных животных.
Львовские учёные участвовали в реализации космической программы Советского Союза. Здесь разрабатывалось программное обеспечение для «Лунохода», межпланетных аппаратов программы «Венера», космического корабля многоразового использования «Буран» и другого, а также пищевые продукты для космонавтов.

#### Культура

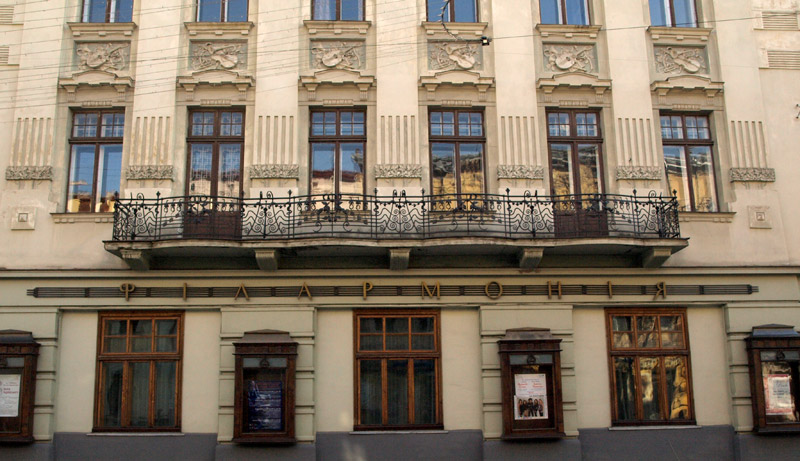
Львовская филармония

В советское время Львов оставался важным культурным центром страны. В конце 1970-х годов здесь работали пять театров, филармония, около 40 кинотеатров, цирк, 46 Дворцов культуры, 12 крупных музеев, более 350 библиотек. Львов был важнейшим в СССР центром украиноязычной культуры.
В городе работали многие известные писатели, композиторы, художники, архитекторы, журналисты. Среди них И. Вильде, Я. Стецюк, В. Стус.

### Период независимости Украины (с 1991)

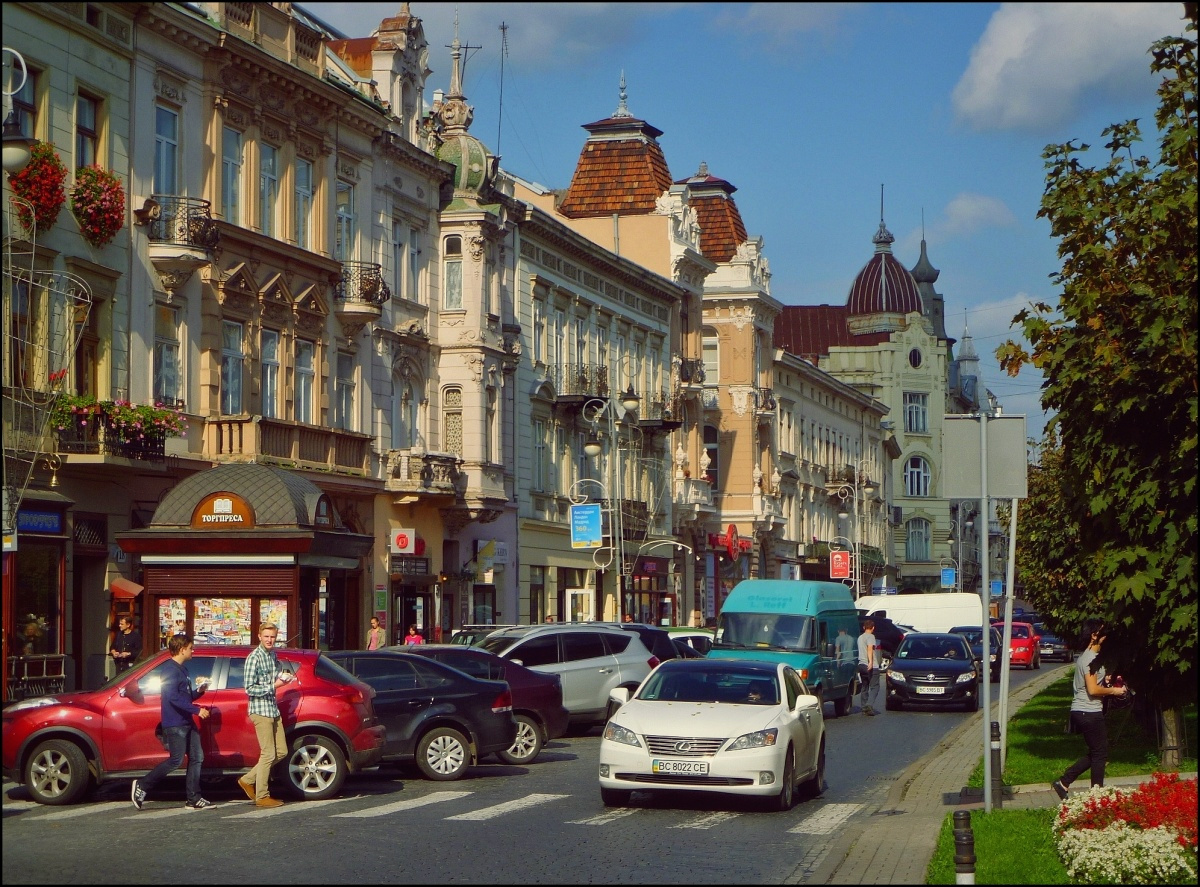
Проспект Шевченко — одна из центральных улиц Львова

В 1991 году СССР распадается на ряд независимых государств. Львов становится «украинским Пьемонтом» — форпостом националистических перемен, связанных с этим событием.
В 1998 году исторический центр города и Собор святого Юра внесены в список всемирного наследия ЮНЕСКО, чему активно способствовал городской голова Василий Куйбида.
14—15 мая 1999 во Львове в дворце железнодорожников состоялся 6-й саммит президентов центральноевропейских стран. Темой «круглого стола» была «Человеческое измерение общеевропейской и региональной интеграции и его роль в строительстве новой Европы».
В июне 2001 года город посетил папа римский Иоанн Павел II. Здесь он отслужил мессу по латинскому обряду и принял участие в литургии византийского обряда.
В 2005 году при участии президентов Польши и Украины — Александра Квасьневского и Виктора Ющенко, и кардиналов римско- и грекокатолических церквей — Марьяна Яворского и Любомира Гузара был торжественно открыт воинский мемориал польских защитников города (Львовских орлят), погибших во время польско-украинской войны в 1918.
В 2011 году было открыто совместное украинско-немецкое предприятие «Электронтранс», один из крупнейших производителей троллейбусов, трамваев и электробусов.
В 2016 году были открыты заводы Fujikura Automotive Ukraine Lviv LLC и Бадер Украина по производству автокомпонентов для ведущих европейских автомобильных производителей, таких как Audi и BMW.
27 июля 2002 года, во время авиационного праздника на львовском аэродроме Скнилов, произошла катастрофа самолёта Су-27, упавшего в толпу зрителей. Погибли 77 человек (из них 28 детей), пострадали с различной степенью тяжести 543 человека.

#### Российско-украинская война
После начала вторжения России на Украину в рамках российско-украинской войны город принимает много беженцев и вынужденных переселенцев со всей Украины.

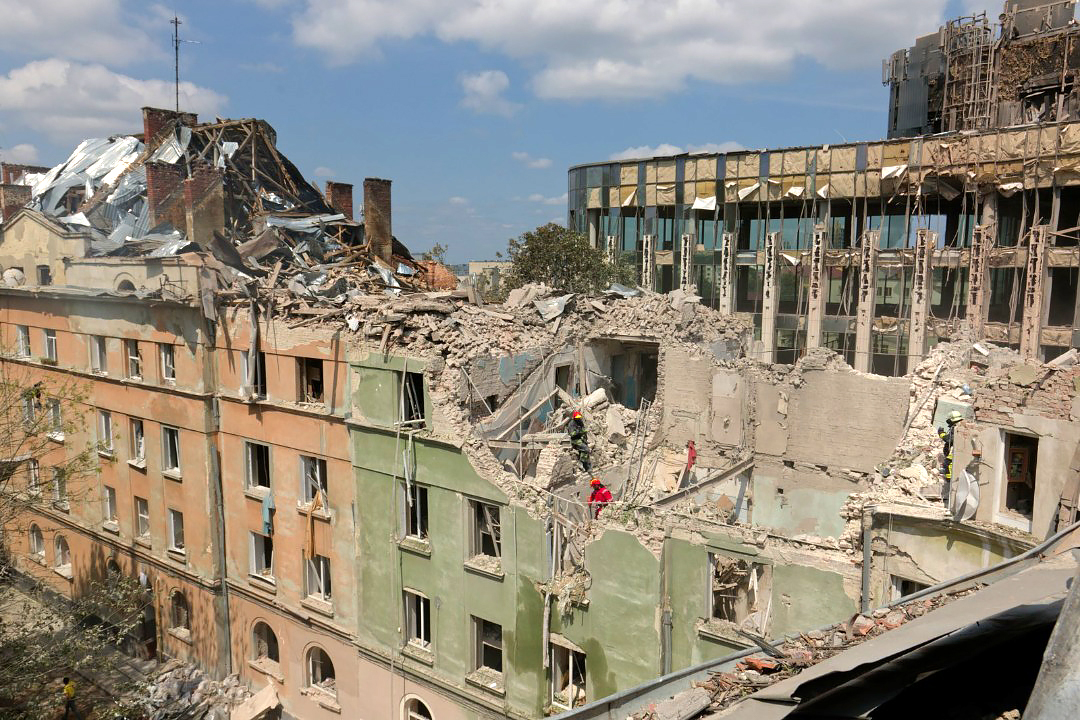
Разрушения от ракетного удара 6 июля

Утром 18 марта 2022 года впервые с начала российского вторжения на Украину Львов претерпел ракетный удар. По данным местных властей, четыре ракеты попали в авиаремонтный завод, а ещё две были сбиты украинскими ПВО. 18 апреля 2022 года очередной ракетный удар российской армии убил семерых и ранил одиннадцать жителей Львова. В ночь с 5 на 6 июля 2023 года Львов подвергся новой ракетной атаке. 7 из 10 ракет типа «Калибр» были сбиты ПВО за чертой города, другие попали в разные объекты на территории города. Пострадали объект критической инфраструктуры и жилой дом (памятник архитектуры) по улице Стрыйской. В результате попадания в многоэтажку погибли 10 человек, 40 получили ранения, 7 были спасены и 64 эвакуированы. Было повреждено 50 квартир, 50 автомобилей, офисный центр, электроподстанция, школы и общежития Львовской политехники. Мэр города Андрей Садовой назвал этот обстрел наибольшей атакой на гражданскую инфраструктуру города с самого начала полномасштабного вторжения. В городе объявили двухдневный траур.

## Население
По данным переписи населения 2001 года население Львова составляло более 758 тысяч человек, то есть сократилось с 1989 года более чем на 57 тысяч человек. Почти одновременно с переписью, в декабре 2000 года специальное исследование населения города предпринял львовский Институт развития города. По данным этого исследования, в городе 51—52 % составляют женщины; около 48 % львовян проживали в зданиях советской или украинской постройки, около 40 % в зданиях австрийской и польской постройки, около 11 % — в частном секторе; 85 % относили себя к украинцам, 12 % к русским; 79 % общались на украинском языке, 20 % — на русском; рождённые во Львове составили большинство львовян — 56 %, рождённые в других населённых пунктах Галиции — ещё 19 %, выходцы из других западноукраинских областей — 3 %, выходцы из незападных регионов Украины — 11 %, выходцы из России — 4 %, других республик СССР — 3 %, Польши — 2 %; к верующим УГКЦ себя отнесли 45 % опрошенных, УПЦ (КП) — 31 %, УАПЦ — 5 %, УПЦ (МП) — 3 %, других христианских религий — ещё 3 %.
Львов является центром агломерации, куда на работу, учёбу и отдых прибывает население периферии. По данным оператора мобильной связи Vodafone за 2018 год, в среднем в рабочий день во Львов прибывает 180 тысяч человек из 50-ти километровой полосы вокруг города, в выходные дни — около 79 тысяч.

### Языковой состав
Родной язык населения по данным переписи 2001 года:
| Язык       | Численность, чел. | Доля     |
| ---------- | ----------------- | -------- |
| Украинский | 641 688           | 88,48 %  |
| Русский    | 72 125            | 9,95 %   |
| Другое     | 11 389            | 1,57 %   |
| Итого      | 725 202           | 100,00 % |

Украинский язык является основным и единственным официальным языком Львова.
Согласно опросу, проведённому Международным республиканским институтом в апреле-мае 2023 года, на украинском языке дома разговаривали 96 % населения города, на русском — 3 %.
Согласно опросу, проведённому Международным республиканским институтом в апреле-мае 2024 года, на украинском языке дома разговаривали 97 % населения города, на русском — 5 % (в отличие от опроса 2023 года был разрешён выбор нескольких вариантов).
По данным Государственной службы статистики Украины в 2023/24 учебном году из 286 111 учащихся в учреждениях общего среднего образования во Львовской области 285 367 (99,74 %) обучались в украиноязычных классах, 744 (0,26 %) — в польскоязычных.

### Долгожители города
- Франтишек Заремба (1751—1863 гг.) — солдат, участник восстания Костюшко (Личаківський вісник),
- Кирилл Самвел Степанович (18.02.1755 — 8.12.1858 гг.) — архиепископ (Личаківський вісник),
- Антон Пюрецький (1757—1863 гг.) — солдат, участник восстания Костюшко (Личаківський вісник),
- Станислав Людкевич (24.01.1879 — 10.09.1979 гг.) — композитор, музыковед, фольклорист, педагог (Личаківський вісник).

### Численность населения горсовета
| 1989    | 2001     | 2014     | 2017     | 2019     | 2020     | 2022     |
| ------- | -------- | -------- | -------- | -------- | -------- | -------- |
| 816 171 | ↘732 818 | ↗758 400 | ↘727 968 | ↘724 713 | ↘724 314 | ↘717 273 |

| 1857    | 1869    | 1880    | 1890    | 1900    | 1910    | 1921    | 1931    |
| ------- | ------- | ------- | ------- | ------- | ------- | ------- | ------- |
| 70 384  | 87 109  | 109 746 | 127 943 | 159 877 | 206 113 | 219 388 | 312 231 |
| 1941    | 1943    | 1959    | 1970    | 1979    | 1989    | 2001    | 2025    |
| 215 646 | 254 291 | 410 678 | 553 452 | 667 243 | 818 780 | 758 526 | 943 100 |

### Русские Львова

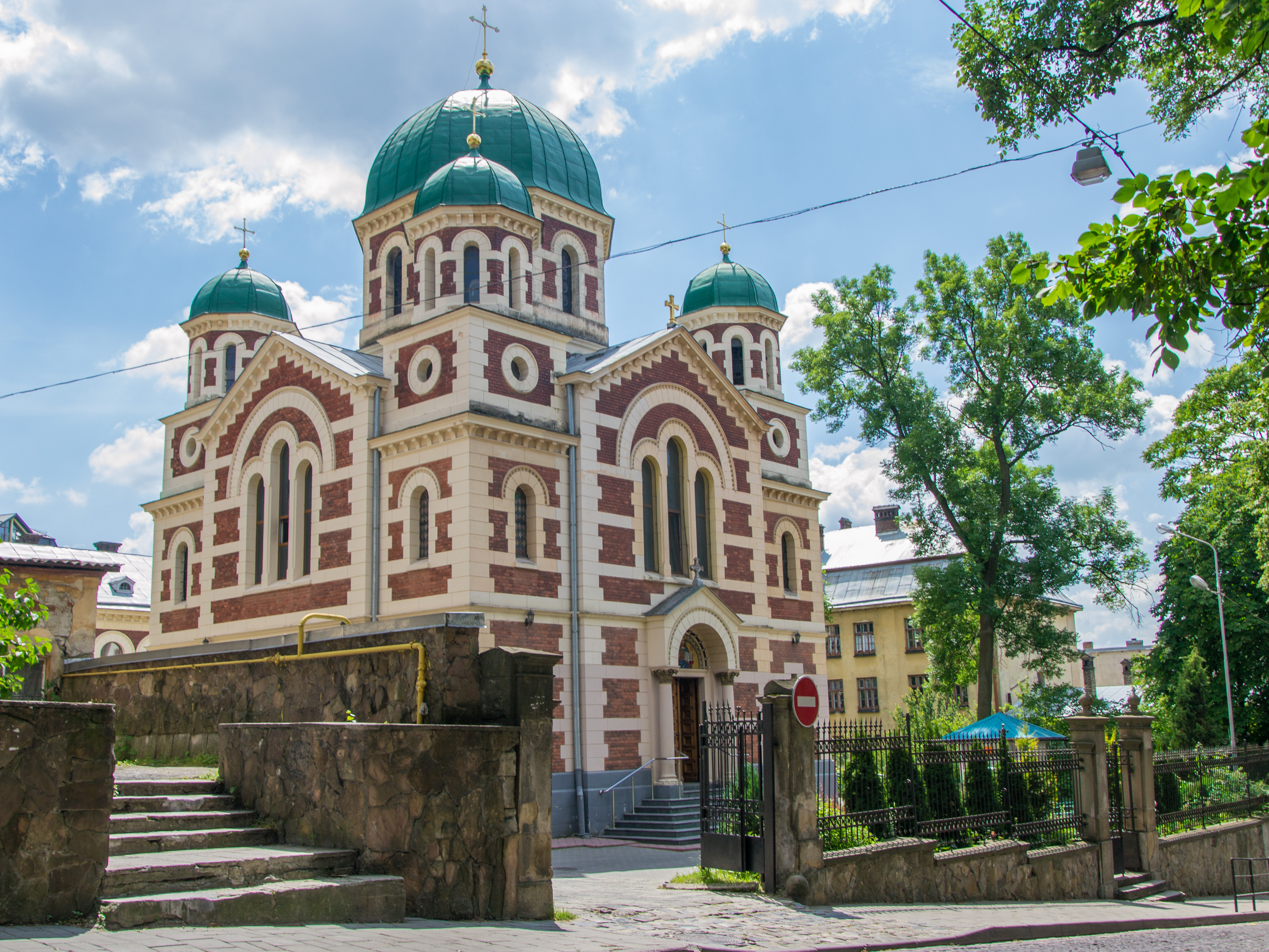
«Русская» церковь на ул. Короленко во Львове.

Во Львове проживает более 64 тысяч русских (8,9 %; перепись, 2001), крупнейшая русская и русскоязычная община на Западной Украине. По данным опроса, который проводил в декабре 2000 года Институт развития Львова, русскими назвали себя ещё большее число львовян — 12 %, русский язык в частном общении использовало 20 % опрошенных (украинский язык — 79 %). Русская община во Львове сложилась в основном в конце 1940-х годов, хотя русские эмигранты жили в городе ещё до присоединения Западной Украины к УССР, а первым известным выходцем из Северо-Восточной Руси был русский первопечатник Иван Фёдоров, издавший в 1574 году первую во Львове книгу — «Апостол», а затем первую в истории «Азбуку» на русском языке. В городе в 1988—2017 годах работал Русский культурный центр.

### Поляки Львова

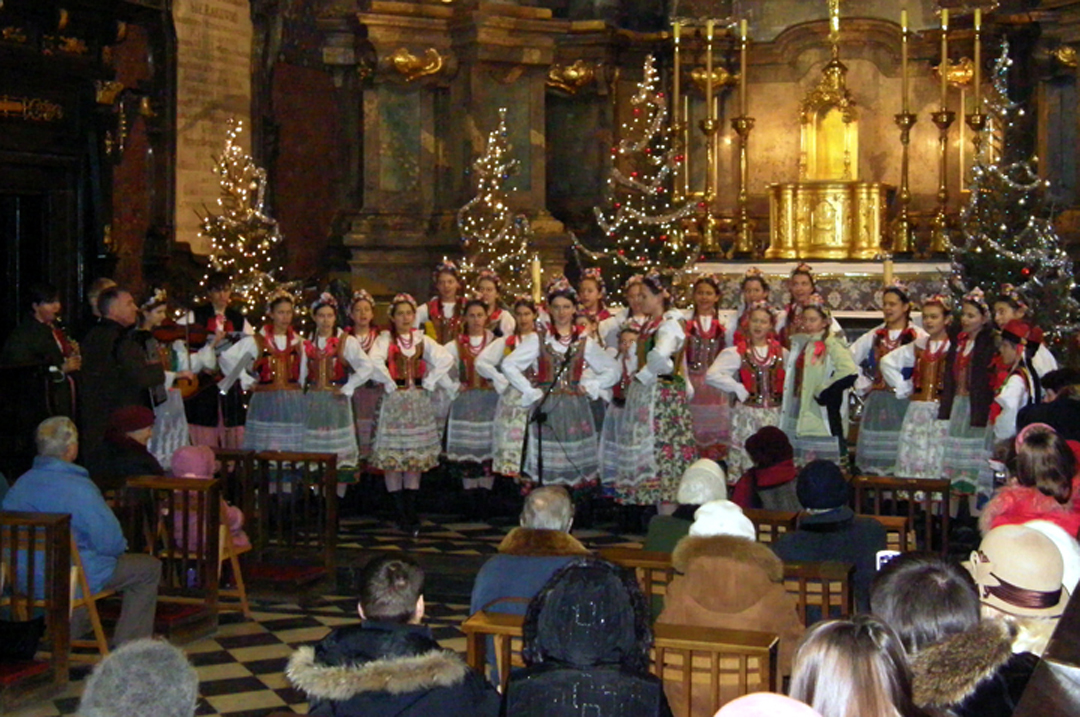
Выступление польского детского хора в римско-католическом Кафедральном соборе

Довольно многочисленное польское население появилось во Львове после завоевания города Казимиром Великим в 1349 году. Окончательно же Львов стал польским городом на границе XV и XVI столетий, когда ими были ассимилированы львовские немцы, составлявшие до того времени большинство населения. В дальнейшем Львов был одним из наиболее значительных польских культурных центров, в том числе после разделов Речи Посполитой. Здесь работал польский институт «Оссолинеум», польскоязычный университет, множество выдающихся деятелей польской культуры. После событий 1918—1920 года принадлежность города к польской культуре поддерживалась патриотической пропагандой, культом героев, таких, как «львовские орлята».
Большинство поляков покинуло Львов в ходе обмена населением между Польшей и УССР в 1944—1947 годах. Они поселились прежде всего на так называемых «возвращённых землях» — территориях, отошедших к Польше после войны от Германии; институт «Оссолинеум» был переведён во Вроцлав. Те поляки, которые все же остались во Львове, оказались в сложных общественных условиях, они потеряли статус государственного этноса и превратились в малочисленное меньшинство, которое в 1959 году составляло лишь 4 % населения города, уступая украинцам, русским и евреям. Город покинули поляки-представители управленческой, культурно-образовательной, научной и технической интеллигенции, духовенство, военные, высококвалифицированные рабочие. В результате у поляков, по данным переписей населения послевоенного периода, оказался наиболее низкий уровень образования из всех главных этнических групп. Среди оставшихся значительную долю составили поляки из смешанных семей, преимущественно женщины. В результате даже в 1989 году, через 45 лет после обмена населением, у польской общины была деформированная половозрастная структура населения: на 1000 полек приходилось примерно 600 поляков. среди поляков развивались процессы ассимиляции; в 1989 году около 40 % из них назвали родным языком украинский, 15 % — русский. В советский период во Львове постоянно действовали две польские школы — восьмилетняя № 10 и средняя № 24, функционировали два римско-католических костёла.
В конце 1980-х годов начался процесс организации национальных обществ и различных организаций поляков, в 1988 году был восстановлен выход старейшей польскоязычной газеты («Gazety Lwowskiej»). Среди части поляков, в особенности пожилых, продолжает использоваться львовский польский говор (gwara lwowska); в то же время в польской львовской речи ощутимы влияния украинского и русского языков — в морфологии, лексике, грамматике и во всех полных и частичных системах языка.

### Евреи Львова

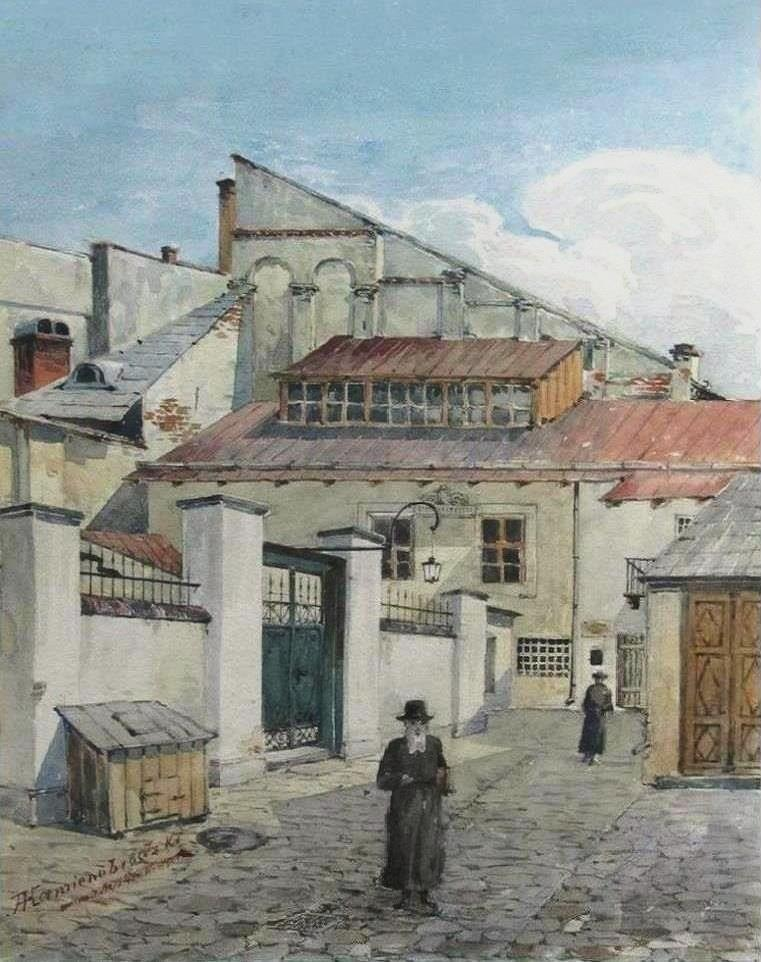
Синагога «Золотая Роза», художник А. Каменнобродский, конец XIX века

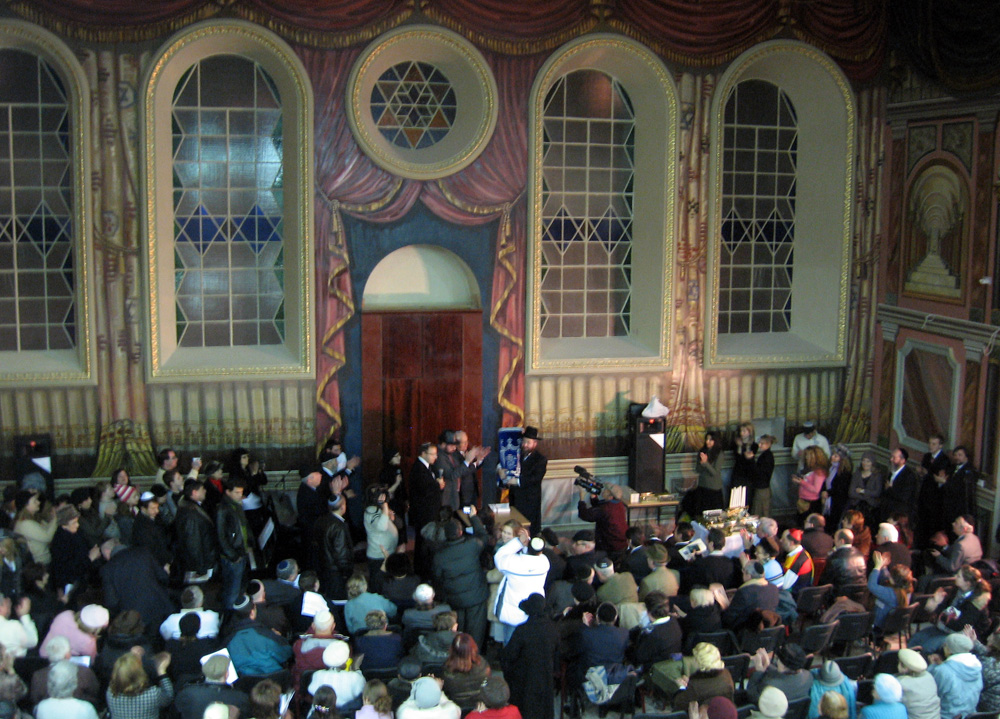
Внесение во львовскую синагогу Цори Гилод нового свитка Торы (2007)

Евреи поселились во Львове вскоре после основания города примерно около 1256 года и долгое время представляли собой многочисленную и влиятельную национальную общину, которая дала миру многих известных деятелей науки и культуры. Кроме евреев-раббанитов, в городе проживали караимы, переселившиеся приблизительно в то же время из юго-восточной Европы и Византии. После завоевания Львова Казимиром III Великим в 1349 году евреи стали пользоваться привилегиями наравне с другими еврейскими общинами Польши. Переселение во Львов евреев-ашкенази, в частности из Германии, определило восточноевропейский характер городской общины. Вплоть до XVIII века во Львове просуществовали две отдельные еврейские общины, городская (в еврейском квартале Львова) и предместная. Эти общины пользовались разными синагогами, только кладбище являлось общим. На том же кладбище хоронили и караимов, проживавших отдельно в селении недалеко от Краковского предместья. В 1939 году в городе насчитывалось 97 синагог.
Накануне Холокоста около трети львовян были евреями (более 140 000), в 1941 это число возросло до 240 000 из-за беженцев и переселенцев из немецкой зоны оккупации Польши. Подавляющее большинство евреев были убиты во время нацистской оккупации, и до занятия города Красной армией выжили не более 200 человек. До семидесятых годов XX века во Львове проживало более 30 000 евреев. Современная еврейская община Львова значительно уменьшилась в результате эмиграции и, в меньшей мере, ассимиляции, и насчитывает около 2000 человек. В городе работают еврейские организации и функционируют общины верующих иудеев.
В 1988 году Культурный центр имени Шолом-Алейхема начал строительство мемориала погибшим во время войны. Мемориал был открыт на месте львовского гетто 23 августа 1992 года. С тех пор мемориал подвергся нескольким антисемитским нападениям. 20 марта 2011 года мемориал был осквернён и на нём была нарисована свастика с надписью «смерть евреям». 21 марта 2012 года мемориал был опять осквернён неизвестными антисемитами.

### Армяне Львова

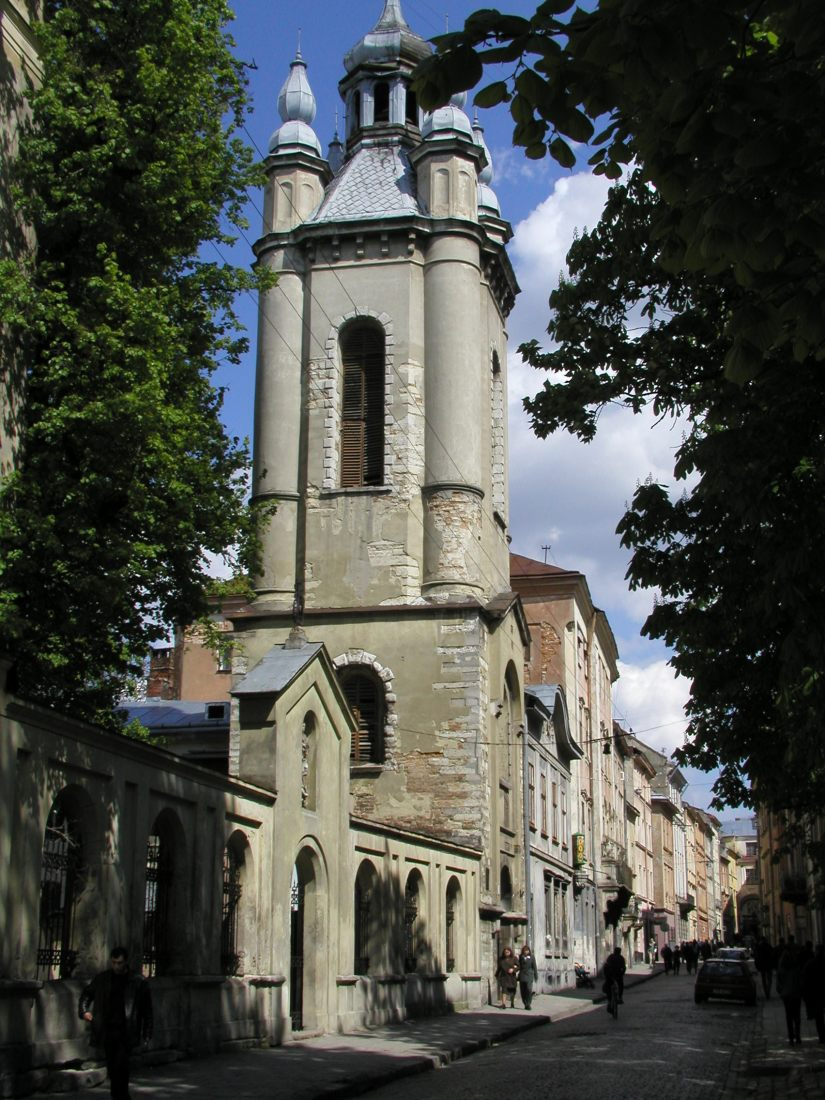
Колокольня Армянского собора

В 1267 году Львов стал центром армянской епархии, а освящённый в 1367 году армянский собор в этом городе — епархиальным. Во Львове в 1510 году армяне получили от польского короля Сигизмунда І разрешение судиться по своему собственному праву — уставу львовских армян, однако они не допускались в работу городского магистрата (в городском самоуправлении могли участвовать только католики). В Галиции и на Подолье работали армянские типографии, а в 1618 Ованес Карматенянц издал «Альгиш Битики» («Молитвенник») — единственную в мире печатную книгу на армяно-кипчакском языке, который был письменным вариантом разговорного языка армян в Крыму и на Украине. После принятия частью армян унии (1630 год) с католической церковью, армяне в Речи Посполитой постепенно ассимилировались среди местного польского населения, а часть из них эмигрировала в Крым. Летописец Симеон Лехаци (Симеон Польский) пишет в начале XVII века:
Львовские армяне не знают армянского языка, но говорят по-польски и по-кыпчакски, то есть на татарском языке. Говорили, что местные армяне переселились [сюда] из Ани; согласно историкам, они (анийцы) разделились на две группы: одна пришла в Кафу и Аккерман, и до сих пор их [потомки] живут в Сулуманастре и говорят по-армянски; другая — в Анкурию и оттуда в Польшу. 
В первой половине XX века в Галиции насчитывалось 5,5 тысяч армянокатоликов по вероисповеданию, как правило, польскоязычных. Они имели 9 приходских церквей, 16 часовен, монастырь сестёр-бенедиктинок во Львове. Львовская архиепархия армянокатоликов находилась в непосредственном подчинении папе римскому и просуществовала до конца Второй мировой войны, когда была уничтожена советскими властями.
В 1978 году в Армянском Кафедральном Соборе Львова снята одна из сцен советского фильма «Д’Артаньян и Три Мушкетёра» (драка мушкетёров с гвардейцами в первой серии фильма). В ряде эпизодов частично заметны надписи на армянском языке.
После 1991 года наблюдается возрождение Армянской католической церкви на Украине. 28 ноября 1991 года на Украине была официально зарегистрирована епархия Армянской апостольской церкви, община которой действует и во Львове.

#### Львовский армянокатолический архидиоцез Украины (1630—1946)
Львовские армянокатолические архиепископы или митрополиты:
- Николай Торосевич (1630—1681),
- Вартан Унанян (1681—1715),
- Ян Тобиаш Августинович (1715—1751),
- Якуб Стефан Августинович (1751—1783),
- Якуб Валериан Туманович (1783—1798),
- Ян Якуб Симонович (1801—1816),
- Каетан Августин Вартересович (1817—1831),
- Самуил Кирилл Стефанович (1832—1858),
- Грегор Михаил Шимонович (1858—1875),
- Грегор Йозеф Ромашкан (1876—1881),
- Исаак Николай Теодорович (1901—1938),
- Дионисий Каетанович (1939—1954) — последний администратор, 8—9 марта 1946 года был осуждён военным трибуналом Львовского военного округа, погиб в лагере в посёлке Абезь (Коми АССР).

Вместе с о. Дионисием Каетановичем были осуждены армянские священники: о. Казимир Ромашкан, о. Виктор Квапинский, епархиальные сотрудники — секретарь львовской армянской национально-религиозной общины Станислав Донигевич, Гоарине Бабаева, Сергей Назарян, Вагаршак Григорян и др.
Огромное церковное имущество львовского армянокатолического архидиоцеза, включая церковные постройки в городах Львов, Ивано-Франковск, Тысменница, Лисец, Снятын, Бережаны, Городенка, Куты и др., было национализировано. При этом большая часть этнического армянского населения была выселена в Польшу.
Ликвидация Армянского католического архидиоцеза Львова осуществлялось сотрудниками львовского НКГБ, с личного ведома первого секретаря ЦК КП(б) Украины Н. С. Хрущёва.

### Идентичность львовян
Львовская идентичность — общность между людьми на основе осознания существования определённых образцов поведения и ценностей, которые присущи всем «настоящим львовянам», а также признание этих ценностей своими и стремление вести себя как «настоящий львовянин». Согласно данным социолога В. Середы, жители Львова идентифицируют себя прежде всего как украинцы (50 %), а уже потом как львовяне (23 %), при этом львовскую идентичность чаще ставят на первое место представители национальных меньшинств (русские, поляки, евреи). Эти две идентичности в сознании украинских жителей Львова не конкурируют, а наоборот, скорее объединяются: украинская идентичность является составной частью львовской идентичности.
Как указывает львовский историк Ярослав Грицак, образ Львова в сознании львовян состоит из двух элементов: европейскость Львова и образ Львова как «украинского Пьемонта» (акцент на национальном, преимущественно украинском, характере города). Образ Львова как европейского города, присутствующий в сознании его жителей, скорее является декларативным, ностальгической реконструкцией золотого века, а не отражением новых европейских ценностей. Львов часто определяется как ведущая или как уникальная часть Украины, а жители Львова — как последний оплот национальной идеи, и вместе с тем — как сердце, как источник, из которого эта идея возродится или уже возродилась. За пределами Львова его жителям часто приходится сталкиваться со стереотипным приписыванием им национализма только потому, что они из Львова, даже если они сами принадлежат к одному из национальных меньшинств города. Тем не менее в противовес этому определению появляется новая львовская идентичность, которая строится на представлениях о мультикультурном прошлом города.
В 1904 году бывшие жители Львова — немцы, поляки и украинцы — основали в Канаде поселение Лемберг (немецкое название Львова), которое в 1907 году получило статус города.

### Религия
В городе находятся управленческий центр Римско-католической церкви, а до 21 августа 2005 года и Украинской грекокатолической церкви. Население города имеет сложную конфессиональную структуру: около 35 % всех религиозных общин города принадлежат[когда?]

 УГКЦ, 11,5 % — УАПЦ, около 9 % — УПЦ КП, 6 % — РКЦ. Кроме того, в городе есть религиозные организации Украинской православной церкви Московского патриархата, армянской апостольской церкви, ортодоксальных и реформистских иудеев, хасидов и множество протестантских церквей. В городе действует католический университет УГКЦ и духовная семинария УПЦ КП.

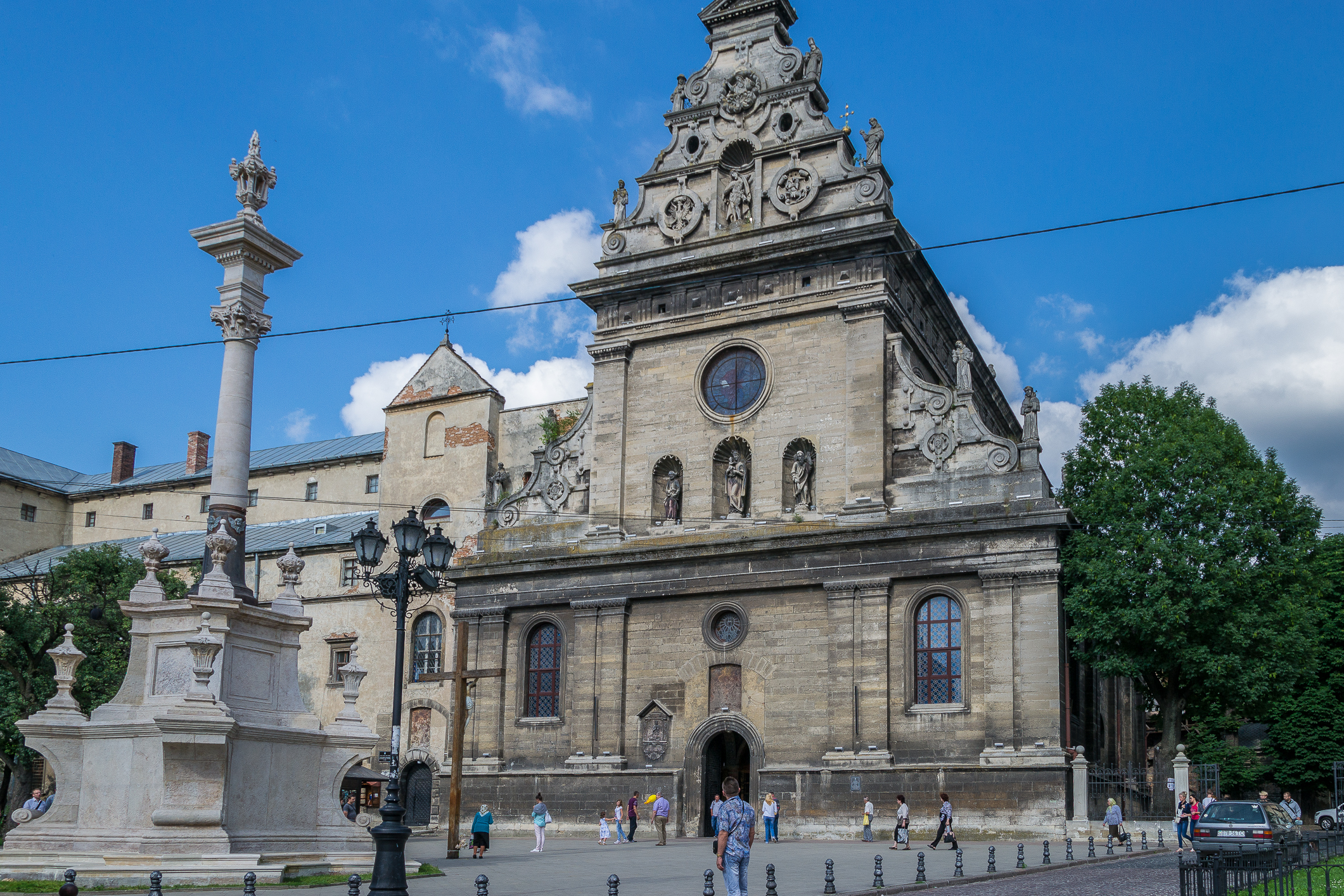
Главный фасад Бернардинского собора
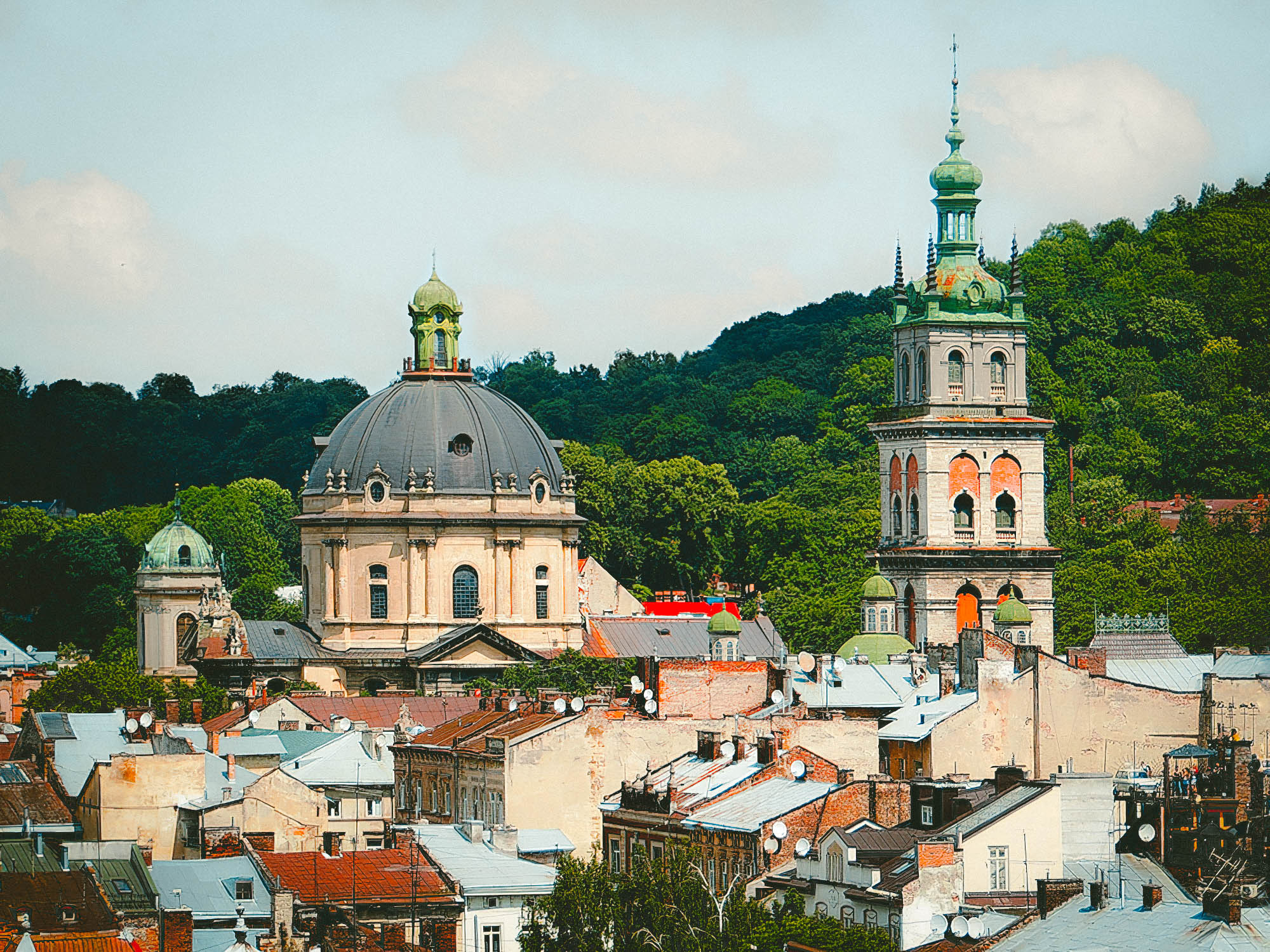
Успенская церковь
Интерьер Доминиканского собора
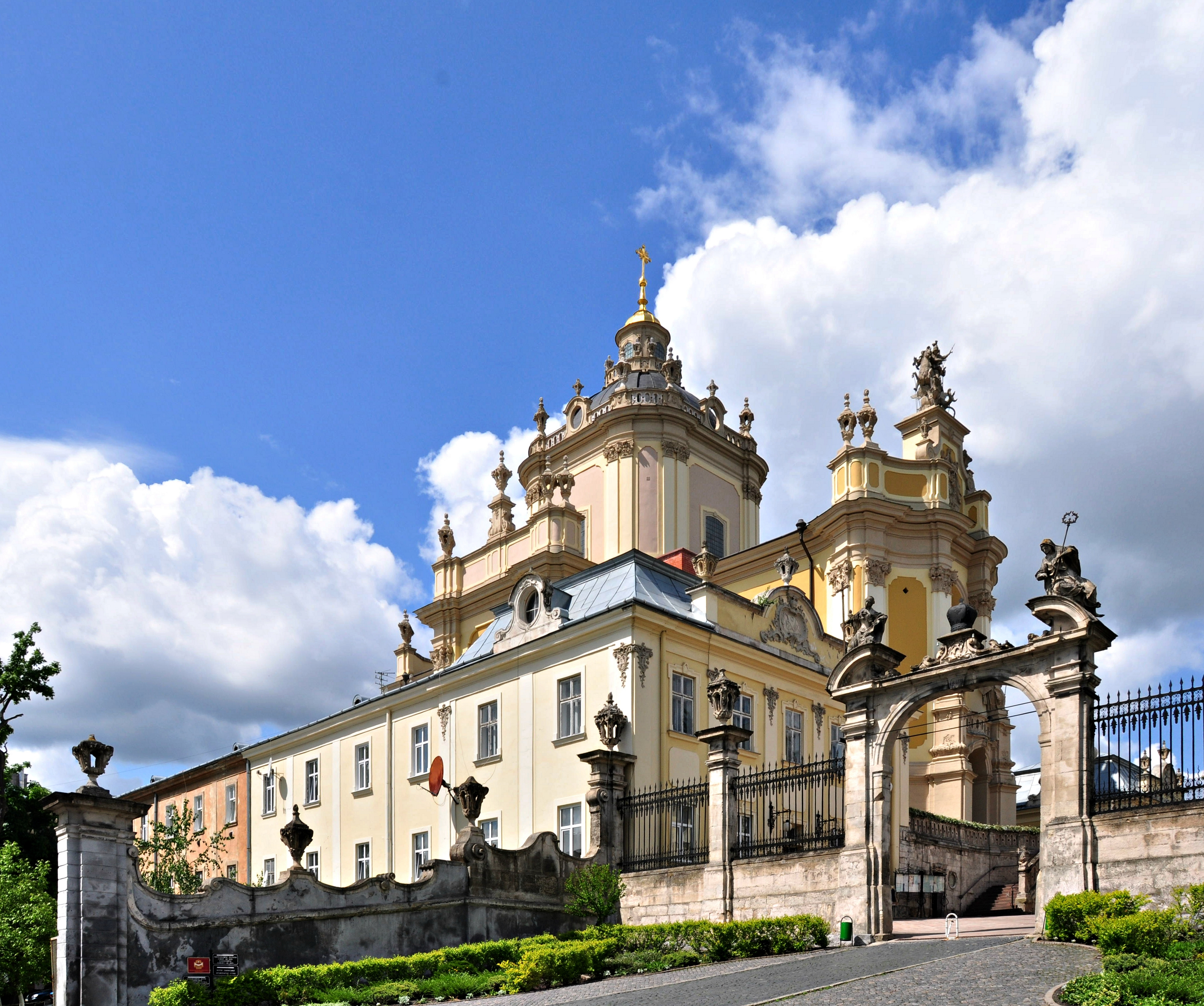
Собор святого Юра
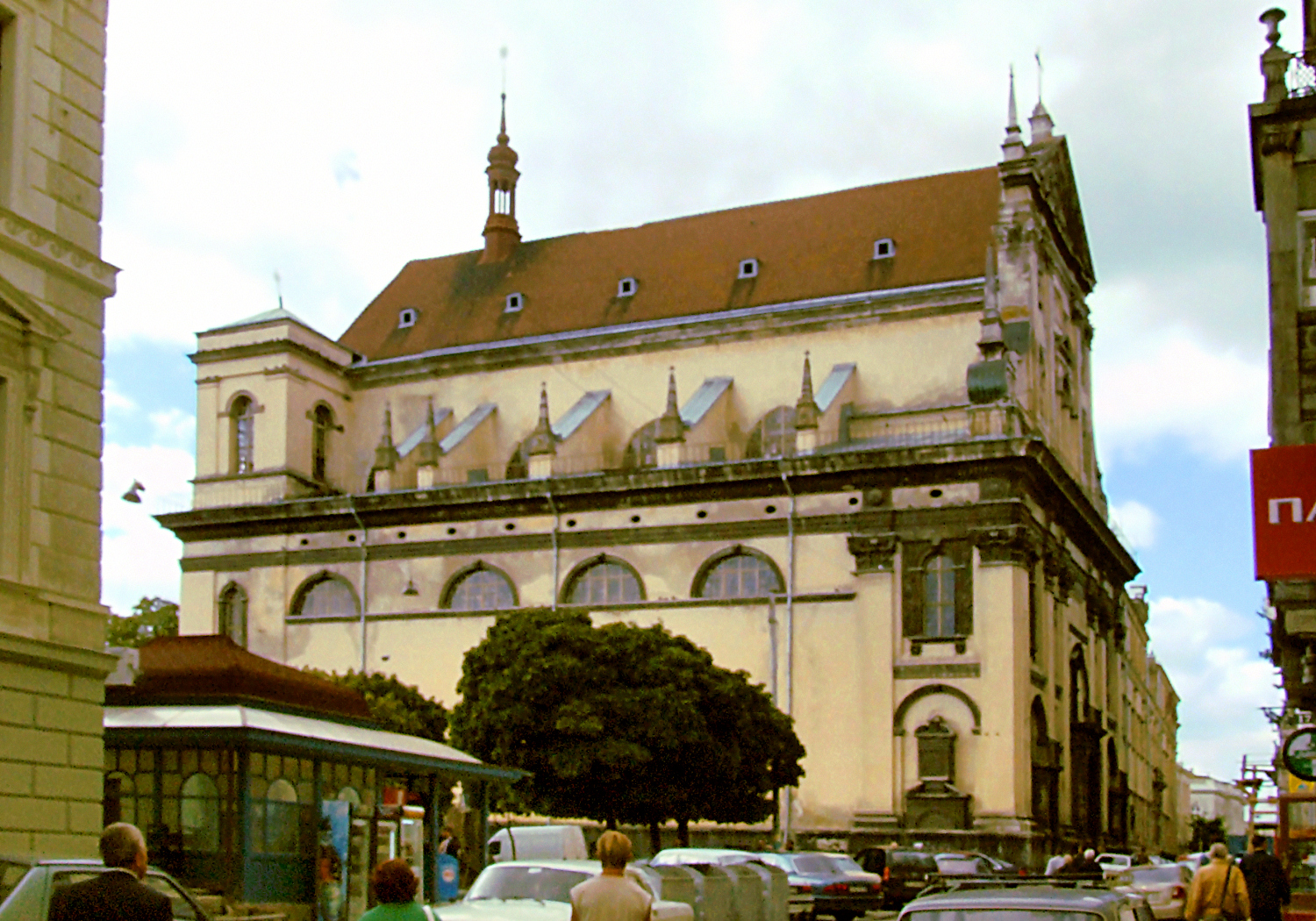
Костёл иезуитов

В июне 2001 года город посетил папа римский Иоанн Павел II. Здесь он отслужил мессу по латинскому обряду и принял участие в литургии византийского обряда. Во Львове он посетил латинский, грекокатолический костёлы и армянскую церковь. В службе латинского обряда во Львове приняло участие 350 тысяч верующих, из них 35 тысяч приехало из Польши. На встречу с Папой, которая проводилась на Сихове (район города), пришло большое количество молодёжи.

#### Культовые сооружения

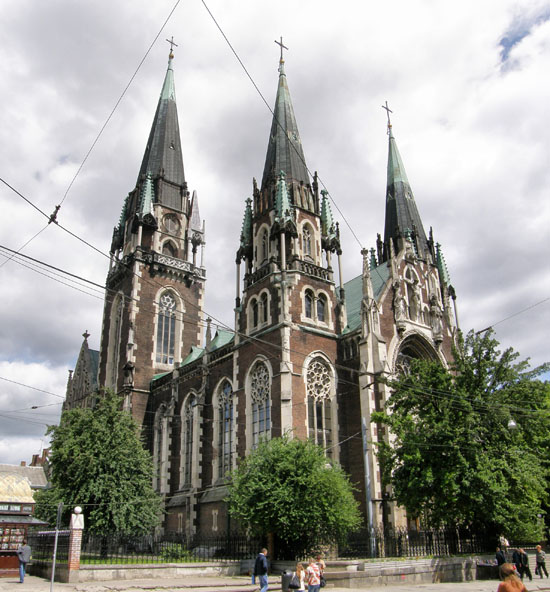
Бывший Костёл Святой Эльжбеты — с 1991 года именуется храмом святых Ольги и Елизаветы.

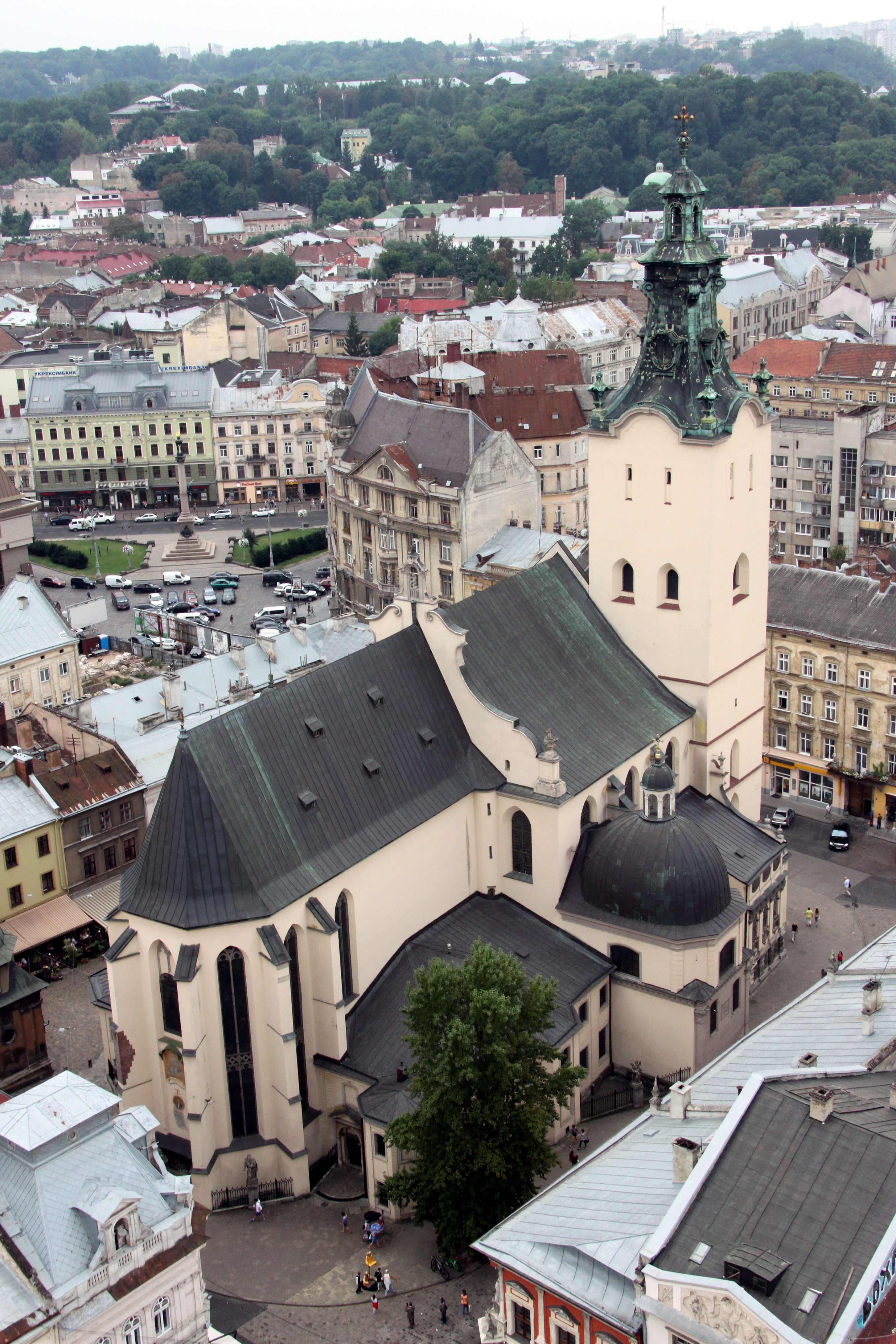
Латинский кафедральный собор, место коронации Яна Казимира II.

- Армянская церковь (ул. Армянская, 7-13)
- Бернардинский костёл и монастырь (пл. Соборная, 1-3)
- Доминиканский костёл и монастырь (пл. Музейная, 1)
- Часовня Боимов (Кафедральная пл., 1)
- Кафедральный (Латинский) собор (Кафедральная пл., 1)
- Костёл Иоанна Крестителя (пл. Старый Рынок, 3)
- Костёл и монастырь бенедиктинок (Вечевая ул., 2)
- Костёл кармелитов босых (ул. Винниченко, 20)
- Костёл и монастырь кармелиток босых (ул. Винниченко, 30)
- Костёл Казимира (ул. Кривоноса, 1)
- Костёл кларисок (пл. Мытная)
- Костёл Марии Магдалины (ул. С. Бандеры, 8)
- Костёл Марии Снежной (Снежная ул., 1)
- Костёл Мартина (ул. Жолковская, 8)
- Костёл святого Антония (ул. Лычаковская, 49а)
- Костёл Святой Эльжбеты (пл. Кропивницкого)
- Костёл святого Лазаря и кельи монастыря (ул. Коперника, 27)
- Костёл святого Николая (ул. Щербакова, 2)
- Костёл святых Петра и Павла ордена иезуитов (Театральная ул., 11)
- Костёл святой Софии (ул. И. Франко, 121а)
- Костёл Урсулы (Зелёная ул., 11)
- Синагога «Бейс Аарон ве Исраэль» (ул. Братьев Михновских, 4)
- Собор святого Юра (пл. Святого Юра, 5)
- Успенская церковь (Русская ул., 7 — Подвальная ул., 9)
- Храм Христа Спасителя (ул. Пекарская, 59)
- Церковь и монастырь святого Онуфрия (ул. Богдана Хмельницкого, 36)
- Церковь Покровы, бывший костёл Матери Божей Остробрамской (ул. Лычаковская, 175)
- Церковь Преображения Господнего (ул. Краковская, 26)
- Церковь Святого Георгия Победоносца (ул. Короленко, 3)
- Церковь Святого Николая (ул. Богдана Хмельницкого, 28)
- Церковь святой Параскевы Пятницы (ул Б. Хмельницкого, 77)
- Церковь святых Петра и Павла (ул. Лычаковская, 82а)
- Церковь святого Климентия папы (ул. Генерала Чупринки, 70)

## Административное устройство

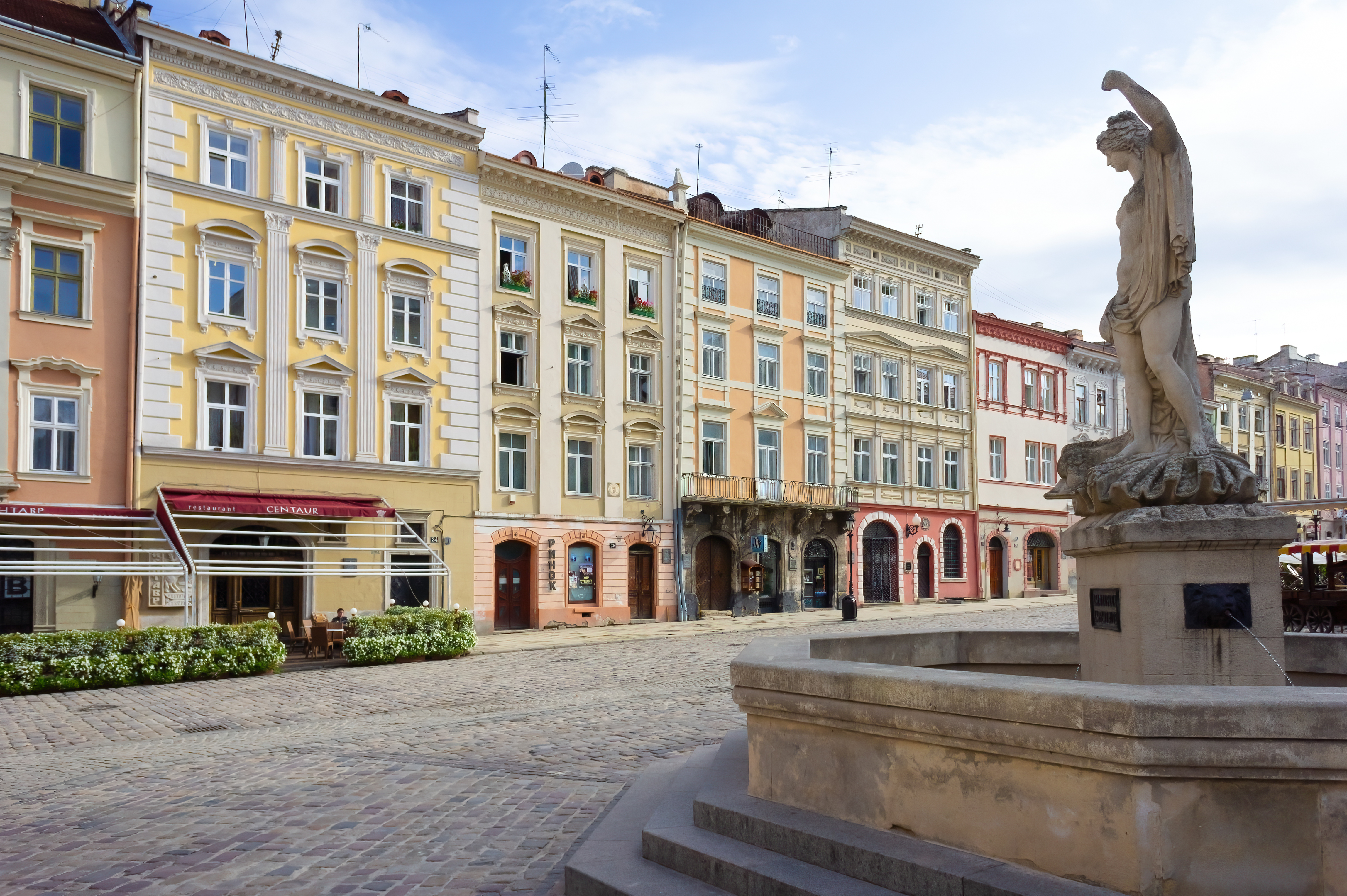
Площадь Рынок — исторический центр города (Галицкий район)

Львов поделён на 6 районов, каждый из которых имеет собственные управленческие органы:
- Галицкий (укр. Галицький)
- Железнодорожный (укр. Залізничний)
- Лычаковский (укр. Личаківський)
- Сыховский (укр. Сихівський)
- Франковский (укр. Франківський)
- Шевченковский (укр. Шевченківський)

## Политика
Во Львове наибольшую популярность имеют политические силы правого и националистического направлений; поддержка партий левого спектра и Партии регионов значительно меньше, однако заметно выше, чем в других избирательных округах Львовской области. На парламентских выборах 2006 года голоса в пользу основных политических сил распределились следующим образом: Наша Украина — 34,4 %, БЮТ — 27,3 %, Партия регионов — 6,5 %, СПУ — 3,0 %, КПУ — 1,5 %. На внеочередных парламентских выборах 2007 года все основные политические партии (за исключением социалистической партии) получили ещё большую поддержку: Наша Украина — 35,3 %, БЮТ — 45,1 %, Партия регионов — 8,7 %, СПУ — 1,0 %, КПУ — 2,5 %.

## Власть

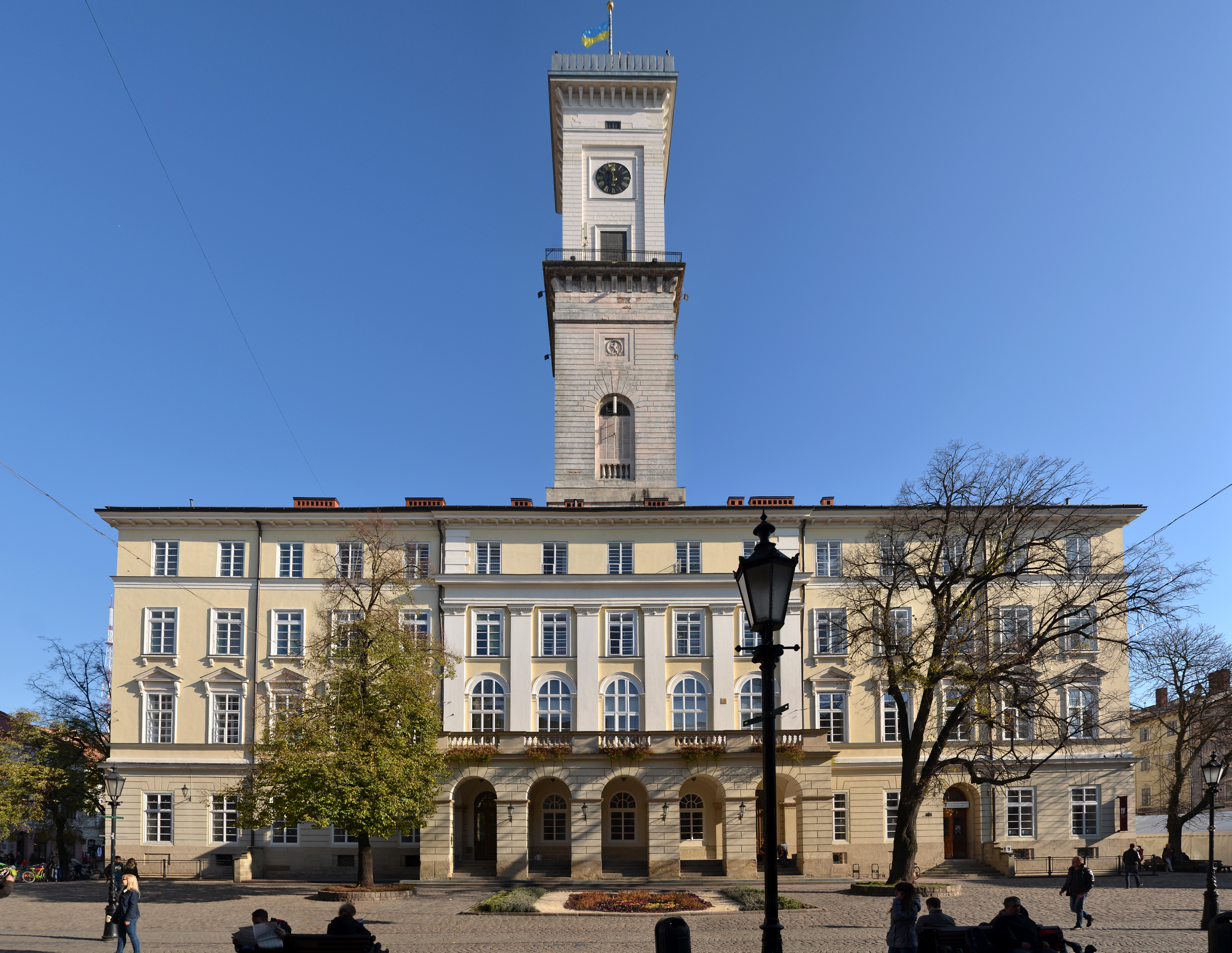
Львовская ратуша — здание городской администрации Львова

Основным органом власти в городе (городской общине) является Львовский городской совет, который избирается на выборах жителями общины. В состав городского совета входят 64 депутатов и городской голова Львова. Заседание Совета ведёт глава города. Он имеет трёх заместителей:
- первый заместитель городского председателя
- заместитель городского председателя по вопросам градостроения и инфраструктуры
- заместитель городского председателя по гуманитарным вопросам.

В каждом районе Львова есть районная администрация, во главе которой стоит соответствующий председатель райадминстрации, назначаемый городским головой Львова.
Городские головы Львова в 1990—2000-е годы:
- 1988—1991 — Котик, Богдан Дмитриевич
- 1991—1994 — Шпицер, Василий Иванович
- июнь 1994 — апрель 2002 — Куйбида, Василий Степанович
- апрель 2002 — 27 сентября 2005 — Буняк, Любомир Константинович
- 27 сентября 2005 — 25 апреля 2006 — Сирык, Зиновий Орестович (исполняющий обязанности городского головы)
- с 25 апреля 2006 — Садовый, Андрей Иванович.

В результате местных выборов 2006 года в городском совете депутатские мандаты были распределены следующим образом:
- Наша Украина — 24,57 % (32 депутата, глава фракции — Василий Трач)
- Блок Юлии Тимошенко — 19,48 % (25 депутатов, глава фракции — Юрий Гудима)
- Гражданская партия «Пора» — 8,06 % (11 депутатов, глава фракции — Маркиян Иващишин)
- Всеукраинское объединение «Свобода» — 6,68 % (9 депутатов, глава фракции — Василий Павлюк)
- Украинская народная партия — 5,95 % (8 депутатов, глава фракции — Юрий Кужелюк)
- Партия «Реформы и порядок» — 3,97 % (5 депутатов, глава фракции — Олег Бас)[83].

По результатам выборов 2010 года в городском совете из 90 депутатов ВО «Свобода» представляли 55 депутатов, «Фронт перемен» — 7, Партия регионов — 6, «Украина Соборная» — 4, Народный Рух Украины — 3, «Наша Украина» — 3, ГП «Пора» — 3, Республиканская Христианская партия — 3, «Удар» — 3, «Реформы и Порядок — 1», «За Украину» — 1, Аграрная партия Украины — 1 депутат.
В результате местных выборов 2015 года:
- Блок Петра Порошенко «Солидарность» — 23,81 % (20 мест)
- Самопомощь — 16,67 % (14 мест)
- Свобода — 14,29 % (12 мест)
- Батькивщина — 10,71 % (9 мест)
- Гражданская позиция — 9,52 % (8 мест)
- УКРОП — 7,14 % (6 мест)
- Радикальная партия Олега Ляшко — 5,95 % (5 мест)
- Гражданское движение «Народный контроль» — 5,95 % (5 мест)
- Народный Рух — 5,95 % (5 мест)[85]

По результатам местных выборов 2020 года депутатами совета стали:
| Субъект выдвижения       | Количество избранных депутатов | %    |
| ------------------------ | ------------------------------ | ---- |
| Европейская солидарность | 26                             | 40,6 |
| Самопомощь               | 17                             | 26,6 |
| Голос                    | 8                              | 12,6 |
| ВАРТА                    | 7                              | 10,9 |
| Свобода                  | 6                              | 9,3  |

Городским головой Львова с 2006 года является Андрей Садовый.

## Экономика

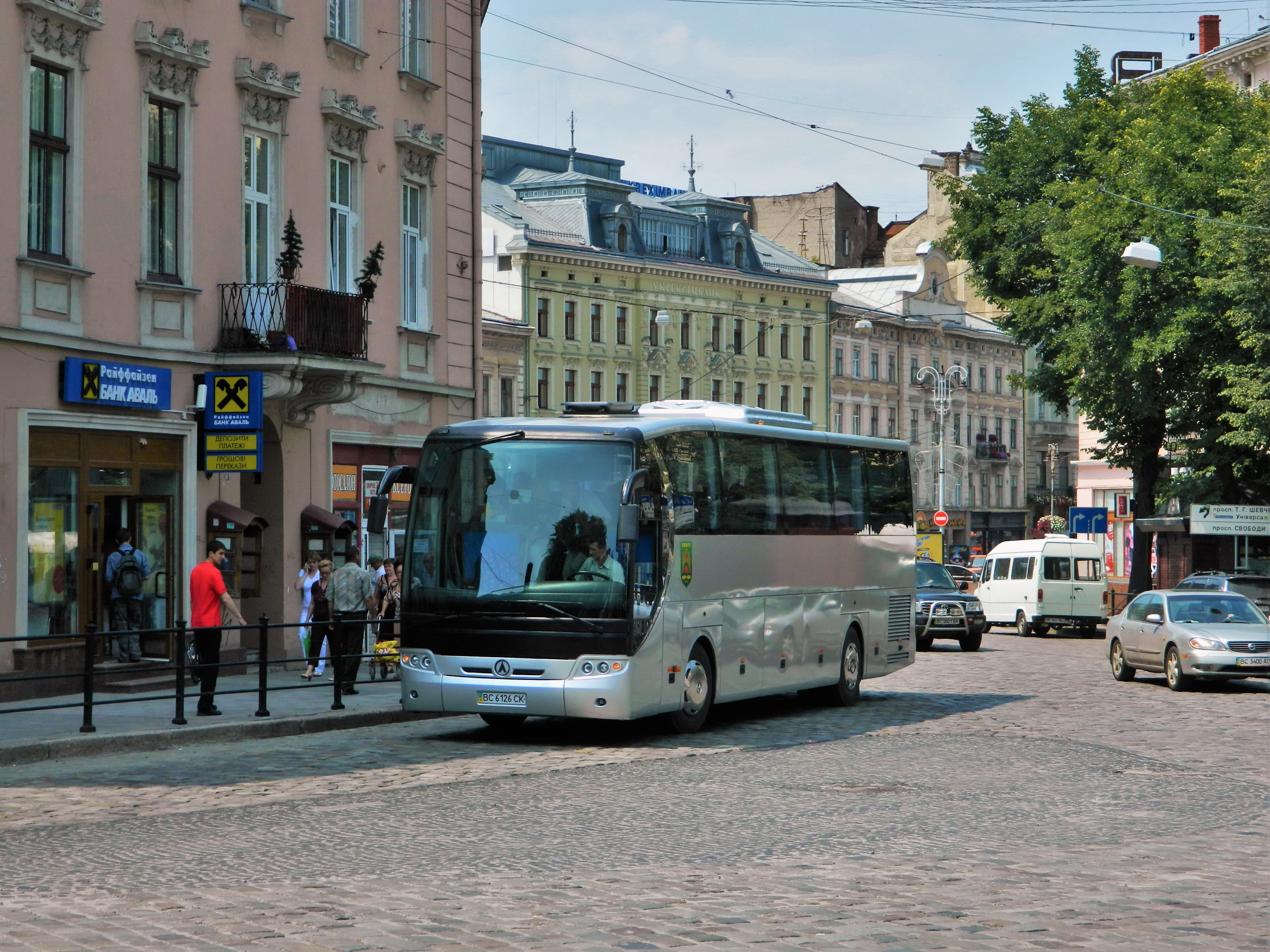
«NeoLAZ-Lemberg» — продукция Львовского автобусного завода в центре Львова

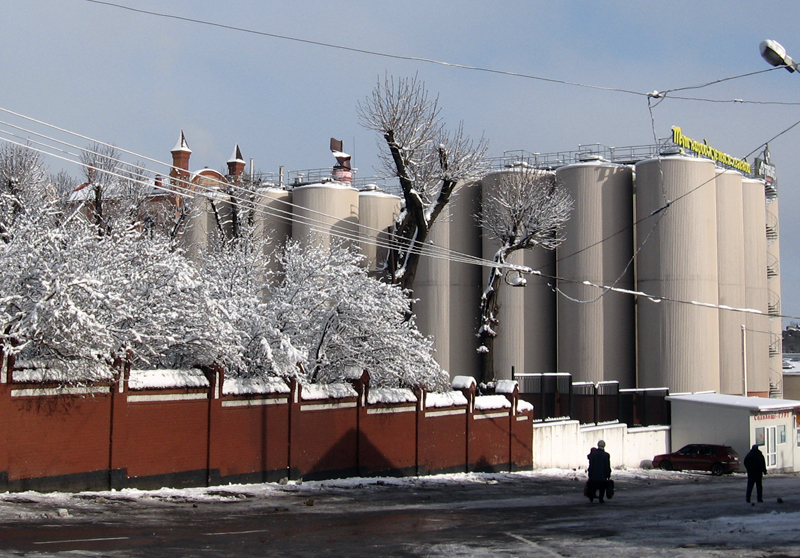
Львовский пивоваренный завод. В годы независимости доминирующей в структуре промышленного производства стала пищевая промышленность.

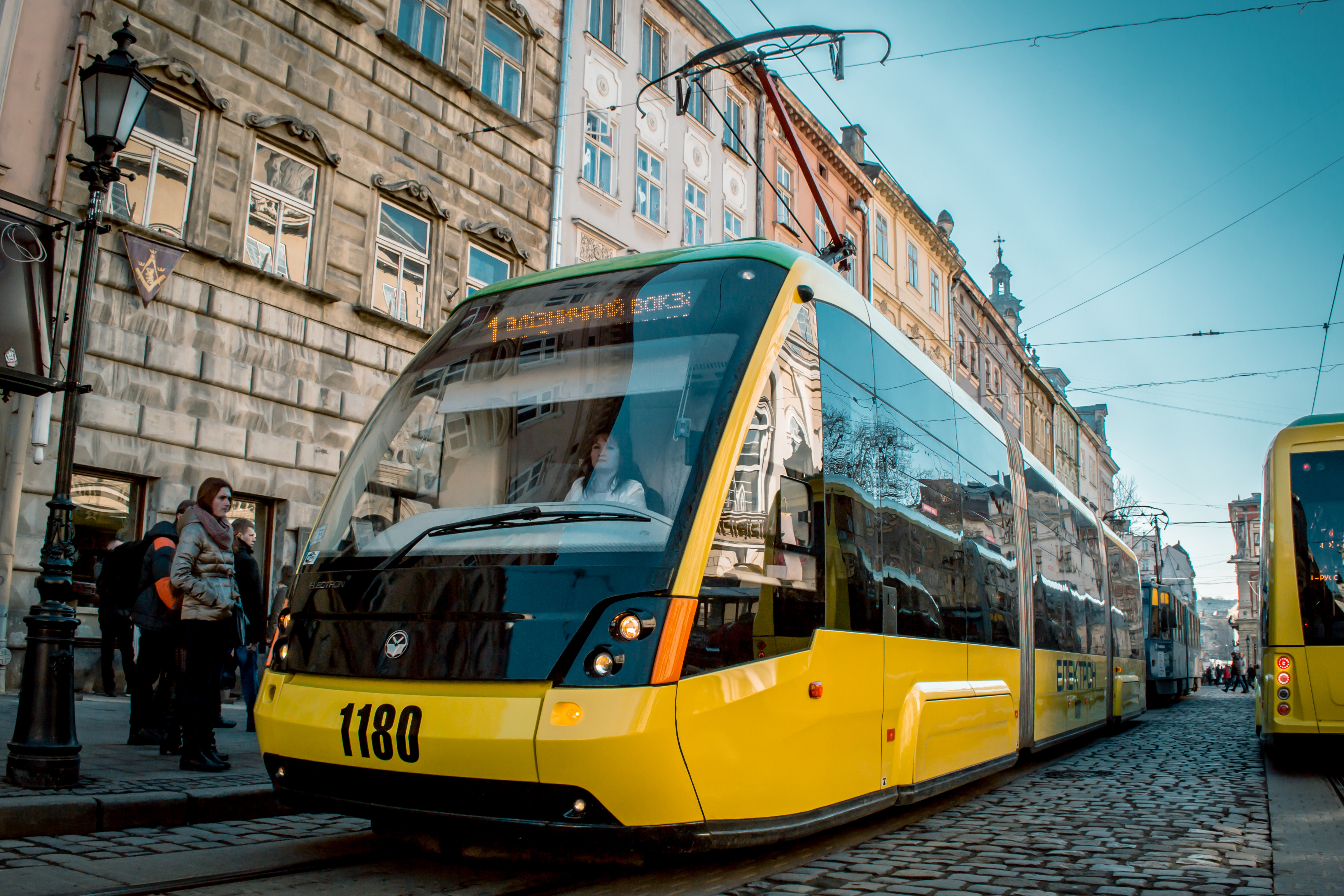
Львовский трамвай Электрон T3L44

Львов остаётся значительным индустриальным центром Украины. В городе сконцентрировано 95 % общегосударственного производства осветительных ламп, 100 % производства автопогрузчиков, 11 % производства автобусов. В начале XXI века основу промышленного комплекса составляют 240 предприятий разных форм собственности.
За годы независимости Украины существенно изменилась структура промышленного производства. С 1960-х годов ведущее место среди областей промышленности занимало машиностроение и металлообработка (ещё в 1991 году 59,3 % всего объёма промышленного производства), где преобладала продукция военно-промышленного комплекса, а именно приборостроение. В годы независимости доминирующей стала пищевая промышленность, доля которой на конец 2001 года составляла 39,4 %; удельный вес продукции машиностроения и металлообработки составил 17,6 %, лёгкой промышленности 6,2 %, химической и нефтехимической 6,0 %, энергетики 4,9 %, промышленности стройматериалов 5,5 %.
Последние 10 лет характеризуются развитием туризма и IT-индустрии, что делает Львов крупным туристическим и IТ-хабом Восточной Европы.
Крупнейшие промышленные предприятия:
- ПАО «Концерн Галнафтогаз»;
- ЗАО «ЛФК Свиточ» — производство какао, шоколада и сладостей;
- ОАО «Львовская пивоварня» — производство пива;
- ОАО «ШП Рассвет» — кожевенная промышленность;
- ОАО «Искра» — производство ламп;
- ОАО «Электрон» — производство телевизоров;
- Львовский автобусный завод — автомобилестроительное предприятие;
- Львовский ювелирный завод — изготовление ювелирных изделий;
- Львовский авиационно-ремонтный завод — предприятие военно-промышленного комплекса Украины;
- Львовский бронетанковый завод — ремонт, техническое обслуживание, переоборудование и модернизацию бронетехники;
- Львовский конвейеростроительный завод — предприятие тяжёлого и подъёмно-транспортного машиностроения;
- ООО СП «Электронтранс» — производство троллейбусов, трамваев и электробусов, открыт в 2011 году;
- Fujikura Automotive Ukraine Lviv LLC— производство автокомпонентов для ведущих европейских автомобильных производителей, завод открыт в 2016 году[32];
- Бадер Украина — производство комплектующих для немецких автомобилей Audi и BMW, открыт в 2016 году[33];
- АТЗТ «Львовский жиркомбинат» — производство масло-жировой продукции;
- ОАО «Львовский локомотиворемонтный завод» — ремонт электровозов;
- ОАО «Львовский хладокомбинат» — производитель мороженого и замороженных полуфабрикатов;
- ЗАО «Энзим» — производство дрожжей;
- ЗАО «Львовский ликёро-водочный завод» — производство водки, ликёров;
- ОАО «Львовский городской молочный завод» — производство молочной продукции;
- СУШАО «Весна» — производство одежды;
- Швейная фабрика «Blue Moon Clothing», открыта в 2015 году[91];
- ОАО «Концерн Хлебпром», ОАО «Львовский хлебокомбинат», ОАО «Львовский хлебозавод № 1», Хлебозавод № 5 — производство хлебобулочных изделий.

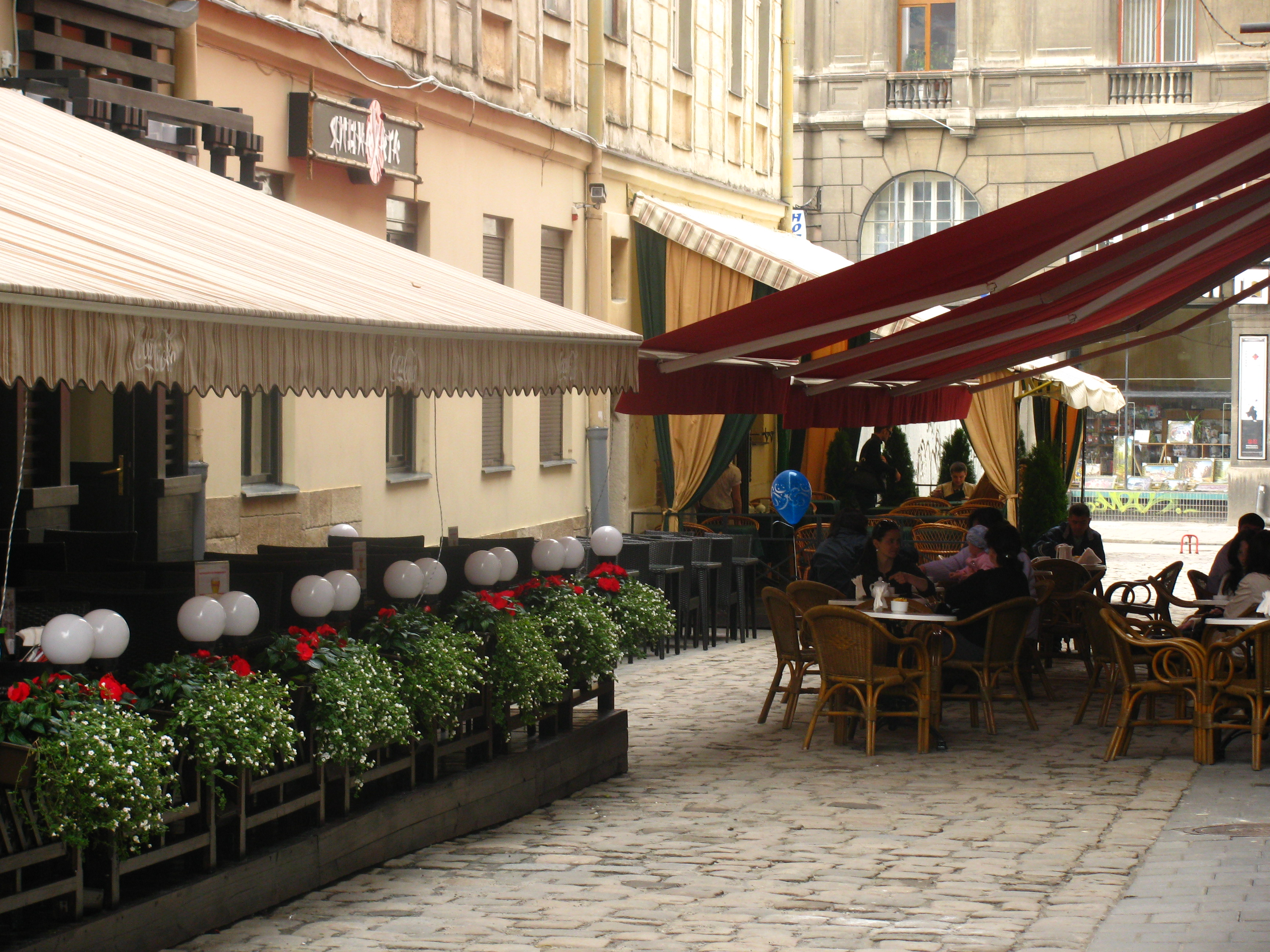
Открытые террасы ресторанов на улице Староеврейской

Во Львове работают 219 крупных промышленных предприятий, почти 9 тысяч малых предприятий, более 40 коммерческих банков, 4 биржи, 13 инвестиционных компаний, 80 страховых организаций, 77 аудиторских фирм, 24 лизинговых фирмы.
По данным Главного управления статистики во Львовской области на 01.01.2013 года уровень зарегистрированной безработицы во Львове составил 1,0 % . Уровень безработицы во Львовской области в 2012 году был выше, чем во Львове, и составлял 7,5 % от населения в возрасте 15—70 лет. Среднемесячная заработная плата во Львове в феврале 2013 года составляла 2765 гривен (345,9 долларов США).
Город является лидером на Украине по росту количества туристов. Так, за 2008—09 годы их количество возросло на 40 %. За год Львов посещает более 1 миллиона человек. Доход от туризма в 2011 г. составил 462 млн долл. США (16 % от ВВП города).
За последние несколько лет Львов стал одним из передовых центров информационных технологий на Украине и Восточной Европе. Во Львове работает 25 % всех программистов Украины (хотя в городе проживает менее 2 % от общей численности населения Украины). Ещё в 2009 году компания KPMG признала Львов одним из самых перспективных городов для развития аутсорсинга в области ИT-индустрии. Во Львове насчитывается более 30 ИТ-компаний, которые работают в направлениях разработки программного обеспечения, аутсорсинга и веб-разработки. Самой известной львовской ИТ-компанией является SoftServe, которая считается крупнейшей ИТ-компанией на Украине.
Инновационная экономика является приоритетом развития Львова, определённым в основных стратегических документах города, таких как «Стратегия повышения конкурентоспособности Львова до 2015 года» и «Комплексная стратегия развития Львова 2012—2025 гг.». Согласно разработанному Стратегическому плану привлечения инвестиций, приоритетными инвестиционными проектами определены: проект по управлению твёрдыми бытовыми отходами, строительство технопарка в районе Рясне и бизнес-парка возле аэропорта.
Львовский «Концерн-Электрон» в 2013 году выпустил первый украинский низкопольный трамвай Электрон T5L64. Предприятие также производит хозяйственную (грузовики, снегоуборочные машины и т. д.) и узкоспециализированную технику (машины скорой, пожарные машины и др.).

### Районы размещения промышленности
Исторически в промышленном отношении продолжительное время выделялся северный район, расположенный между холмами Расточья на востоке, Кортумовой горой на западе и рекой Полтвой. Его развитию содействовали близость к железнодорожной станции Подзамче и меньшая земельная рента, так как эта территория до 1931 года не входила в черту города. Во второй половине XX столетия район формировался как средоточие лёгкой и пищевой промышленности. Здесь были сосредоточены: кожкомбинат, лакокрасочный и газовый заводы, большой хлебокомбинат, маслозавод, мясокомбинат, кондитерская фабрика, рыбокоптильный, пивоваренный, ликёроводочный заводы, а также стекольные предприятия, расположение которых объяснялось наличием песка. Среди предприятий металлообрабатывающей промышленности выделялся инструментальный завод.
Западный промышленный район в основном совпадает с границами Железнодорожного (Зализнычного) административного района, был основой львовского машиностроения. Его транспортные нужды обслуживали станции Львов-Главный и Клепаров. Здесь успешно работали до 1990-х годов завод автопогрузчиков, паровозоремонтный, завод им. Ленина, Львовсельмаш, мотозавод, завод «Электрон» и предприятия пищевой промышленности: хлебозавод, жировой комбинат, молокозавод, кондитерская фабрика. В 1980-е годы за пределами города сформировался промышленный узел Рясне, который вошёл в состав западного промышленного района.
Южный промышленный сектор тяготеет к железнодорожным станциям Персенковка и Скнилов. Его основу представляют предприятия электротехнической и энергетической промышленности (завод «Искра», изоляторный завод, завод электробытовой аппаратуры), а также Львовский автобусный завод. Здесь же сосредоточена группа кирпичных заводов и завод строительных материалов.

## Транспорт

### Аэропорт

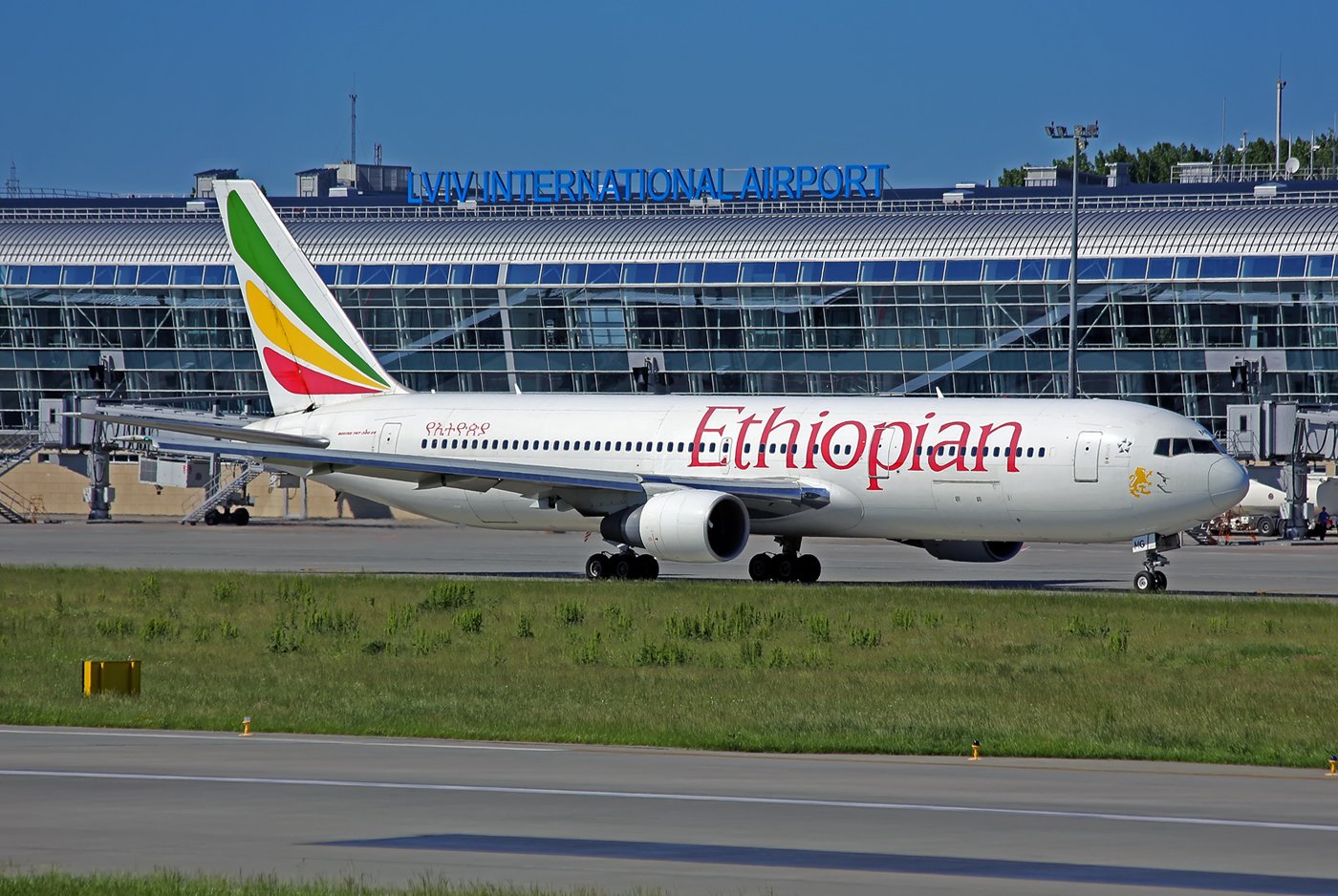
Новый пассажирский терминал

Международный аэропорт Львова расположен в 6 км от центра города. Принимаемые воздушные суда: Ан-12, −24, −26, −30, −124; Ил-14, −18, −76, −96; Ту-134, −154; Як-40, −42; Embraer 195, Boeing 737, Airbus A320, Boeing 767, Boeing 777.
Размеры взлётно-посадочной полосы 3305 на 45 метров.
Поблизости от аэропорта расположен отель «Тустань» на 100 мест.
В преддверии Евро-2012 был открыт новый современный терминал, оборудованный телетрапами. Также была проведена реконструкция ВПП.

### Железнодорожный транспорт
Львовская железнодорожная магистраль — одна из старейших на Украине. Первый поезд прибыл во Львов 4 ноября 1861 года из Вены. В 1866 году проложена ветка до Черновцов, а в 1869 году — до Бродов. В начале XX столетия назрела необходимость строительства нового вокзала во Львове. Новое здание главных ворот города было сдано 26 марта 1904 года. Вокзал действительно был одним из лучших в Европе, как с архитектурной, так и с технической точек зрения.
Перед Первой мировой войной в Восточной Галиции было проложено 2676 км железнодорожных путей.
1 сентября 1939 года железные дороги Львова подверглись немецкой бомбардировке. Был разрушен вокзал, товарная станция, станции Клепаров и Подзамче. После вхождения Западной Украины в состав СССР советскими войсками началось восстановление Львовской железной дороги. К концу 1939 года узкую западноевропейскую колею перевели на широкую. Тогда первые пассажирские поезда связали Львов с Киевом и Москвой. В 1940 году правительство Советского Союза выделило на реконструкцию Львовской железной дороги 50 млн руб.

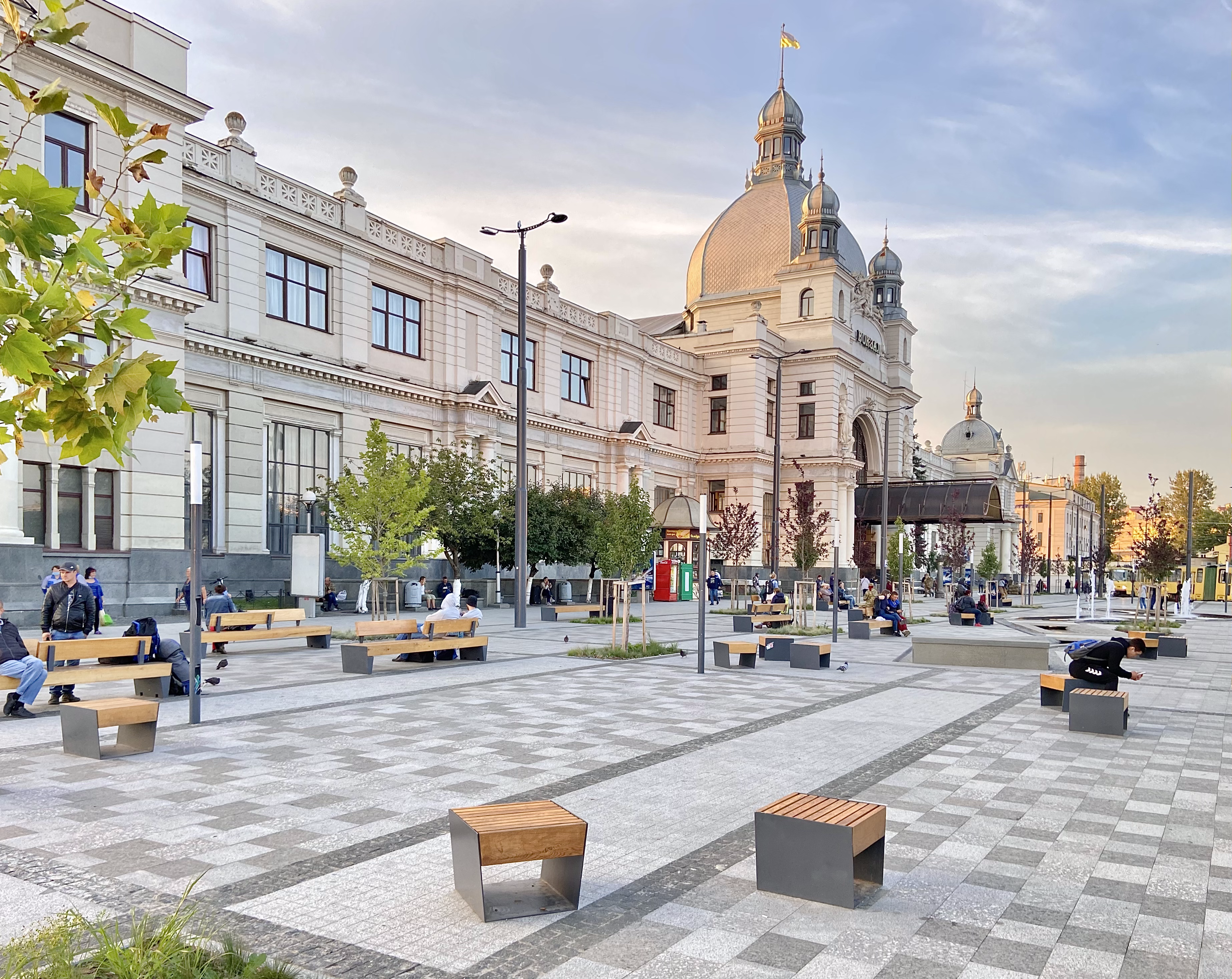
Львовский железнодорожный вокзал

22 июня 1941 г. немецкие бомбы снова были сброшены на Львовский вокзал. Железнодорожный узел, как самый важный стратегический объект, принял на себя основной удар.
В 1973 г. Львовская железная дорога была награждена орденом Трудового Красного Знамени. В 1978 году открылся вычислительный центр дороги. В 1981 г. разработана комплексная система эффективного использования вагонов (КСЭИВ), а также базовые стандарты предприятий и станций. КСЭИВ создана благодаря творческому поиску и инженерной мысли новаторов. Шестеро из них, в 1982 г. были удостоены Государственной премии.
Современный Львов занимает ключевое место в украинской железнодорожной системе. За 150 лет своей деятельности, Львовская железная дорога стала высокооснащенным государственным предприятием, обеспечивающим гарантированную перевозку грузов и пассажиров. В структуру входят 354 станции, из которых 252 открыты для грузовых операций. Благодаря географическому положению Львовская магистраль обеспечивает перевозку пассажиров и экспортно-импортных грузов между Западом и Востоком, Севером и Югом. Потому она называется главными воротами Украины в Европу. Железнодорожное сообщение со странами Западной Европы, СНГ и Балтии обеспечивают 19 пограничных переходов, которые оснащены необходимой техникой для погрузки, перевоза грузов и перестановки вагонов.
В 1996 году для разгрузки главного вокзала был построен Львовский пригородный вокзал.
В конце 2019 года окончился ремонт привокзальной площади, была открыта правая часть площади Дворцевой и возобновлено движение трамваем к Главному железнодорожному вокзалу Львова.

### Трамваи

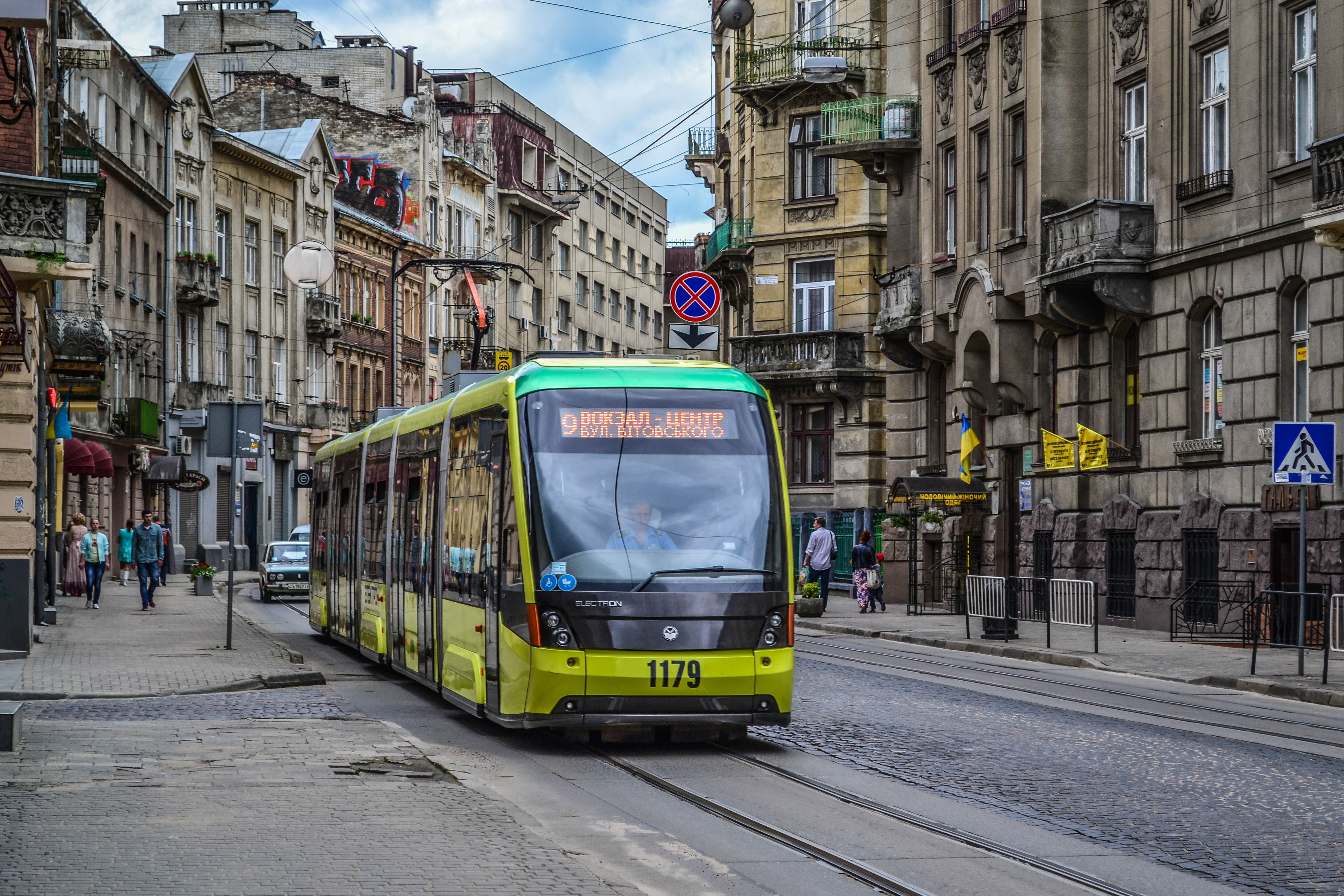
Современный низкопольный трамвай Электрон

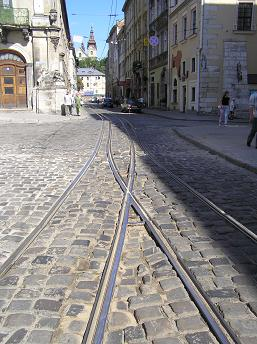
Трамвайные линии на узких улочках Львова

Одним из первых (после Вены) в Австрии конный трамвай был запущен во Львове в 1880 г. Функционировали две линии, которые перевозили в среднем 1 867 000 пассажиров в год. В 1889 г. конный трамвай насчитывал 105 лошадей и 37 пассажирских и грузовых возов. В 1894 году был запущен электрический трамвай — раньше, чем во многих европейских столицах. Длина линии составляла 6,86 км, а количество вагонов достигало 16. После пуска электрического трамвая доля конных перевозок постепенно уменьшалась.
В 2005 году трамвайный парк Львова насчитывал около 220 вагонов, общая длина трамвайной колеи превышала 80 км. Большая часть парка составляют вагоны производства чехословацкого завода «Татра». В 2007—2008 годах было поставлено 22 бывших в употреблении трамваев из Германии. В 2013 году вышел на маршрут первый украинский низкопольный трамвай Электрон T5L64. В 2016 году город приобрёл ещё 7 современных трамваев Электрон для новой трамвайной линии в микрорайон Сихов, строительство которой окончилось в 2016.
На начало 2020 года цена проезда в электротранспорте составляет 7 грн при покупке билета у водителя или 6 грн при оплате банковской картой, СМС или при покупке билета в киоске на остановке.

### Троллейбусы
После Великой Отечественной войны город начал быстро расти. Снятые в центре трамвайные пути заменили на троллейбусные. Функционировать троллейбусное сообщение начало 27 ноября 1952. Позже новые линии были проложены к спальным районам на окраинах города. В 1984 году во Львове была построена первая в СССР опытно-промышленная линия диагностики троллейбусов Владимира Веклича.

### Автобусы

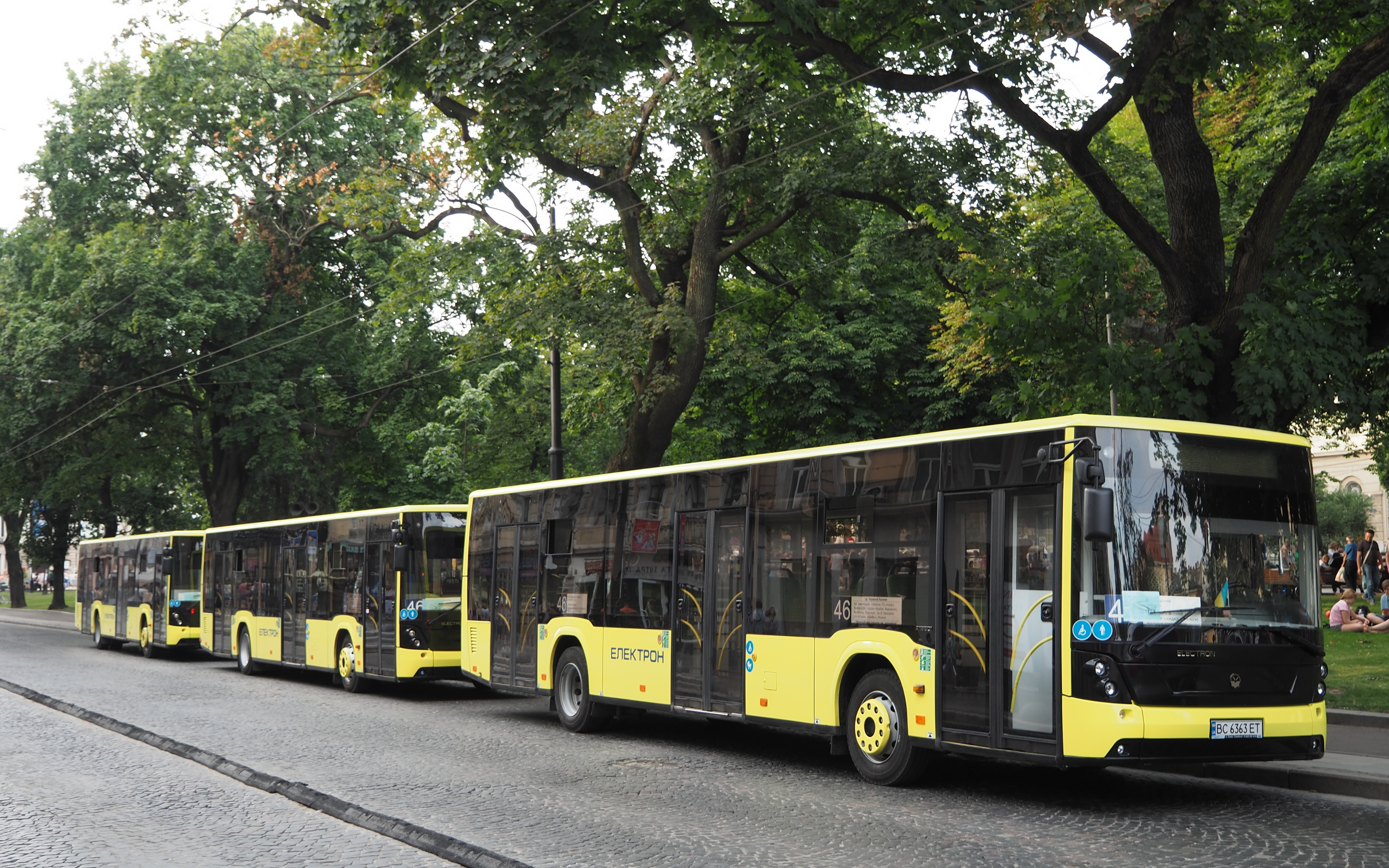
Автобусы Электрон А18501 в центре города

В постсоветское время автобусное сообщение при помощи громоздких рейсовых автобусов пришло в упадок, альтернативой автобусам стали маршрутные такси (микроавтобусы), которые ходят по всему городу и пригородам. Данный вид транспортного сообщения развит хорошо, в городе функционирует 89 маршрутов (не считая пригородных маршрутов).[когда?]

 Маршрутные такси курсируют с небольшим интервалом на протяжении дня, начиная примерно с 6.00 и до 23.00—24.00. В часы пик на многих маршрутах маршрутные такси сильно перегружены, скорость их движения невелика из-за частых пробок. Стоимость проезда в маршрутном такси по городу вне зависимости от дальности маршрута — 7 грн. (с 2019 года).
В 2011—2012 годах открыты маршруты № 1А, 2А, 3А, 4А, 5А, 6А, 47А, соединяющие центр города с крупнейшими спальными массивами. На них курсируют крупногабаритные автобусы. Стоимость проезда вне зависимости от дальности маршрута — 7 грн (с 2019 года).
Межгородские и международные автобусные перевозки обслуживает Львовский автовокзал и автостанции, расположенные на основных направлениях. Кроме того, маршрутные такси связывают город с большинством городов области и границей.

### Велосипедный транспорт

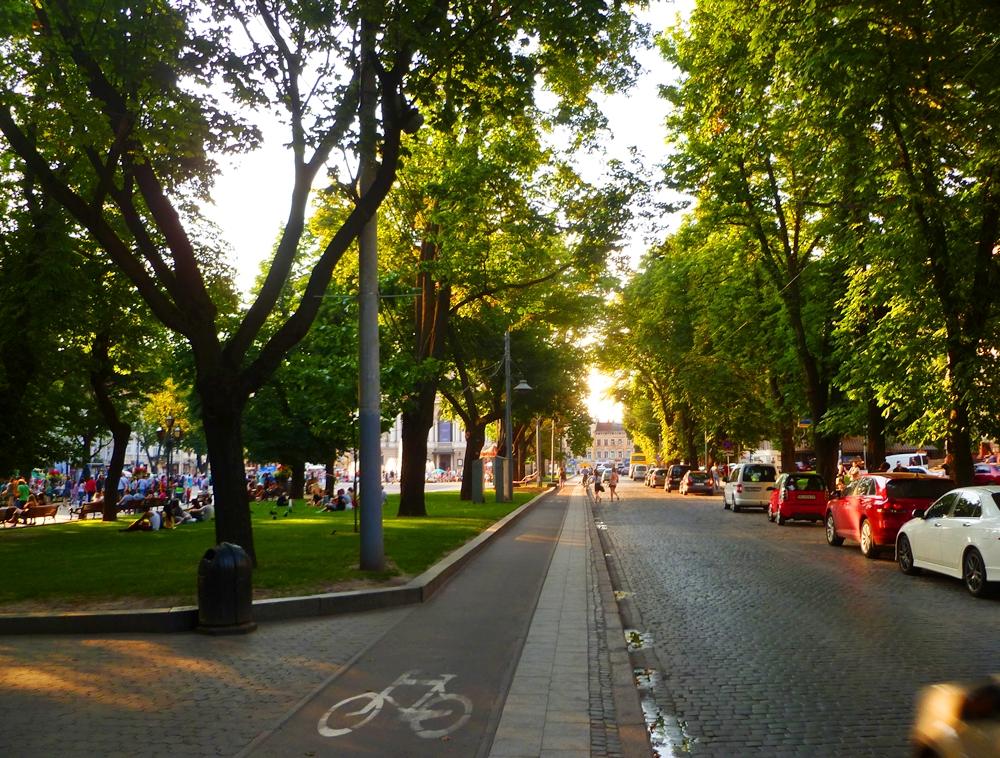
Велодорожка на проспекте Свободы

Львов считается флагманом велосипедной инфраструктуры Украины. Первая велодорожка появилась в городе в 2011 году. По состоянию на начало 2016 во Львове уже есть 68 км велодорожек. Согласно долгосрочной программе развития города, к 2020 году должно быть построено 268 км велодорожек.
В 2015 году во Львове запустили первый на Украине муниципальный пункт проката велосипедов Nextbike. Было установлено первые пять станций, а в 2016 должны появиться ещё 17 пунктов муниципального велопроката.

### Городской поезд
В 2009—2010 гг с использованием рельсового автобуса действовал один маршрут городского поезда между районами Сыхов и Подзамче через центр города и предполагался второй до района Рясное.

### Лёгкое метро
При CCCP во Львове проектировался и в 1980-х начал строиться метротрам, аналогичный криворожскому, но в связи с техническими трудностями, особенностями застройки, угрозой проседания грунтов под исторической частью города строительство было почти сразу же остановлено. Позднее строительство возобновилось, однако в связи с экономическим кризисом на Украине в начале 1990-х вновь было заморожено.
Предлагалось также создание лёгкого метро системы «РАДАН» разработки КБ им. Антонова также с подземными станциями в центре города. Первую линию планировалось построить с юго-запада на северо-восток (район ул. Выговского — ул. Б. Хмельницкого). Вторую — с юго-востока на северо-запад (будет соединять Сихов и Рясне), а третью — с запада на восток (районы Левандовка — Майоровка).
Рассматривались возможности для постройки эстакадных транспортных систем, но дальше ознакомления с прототипами дело не продвинулось.

## Связь

### Почта

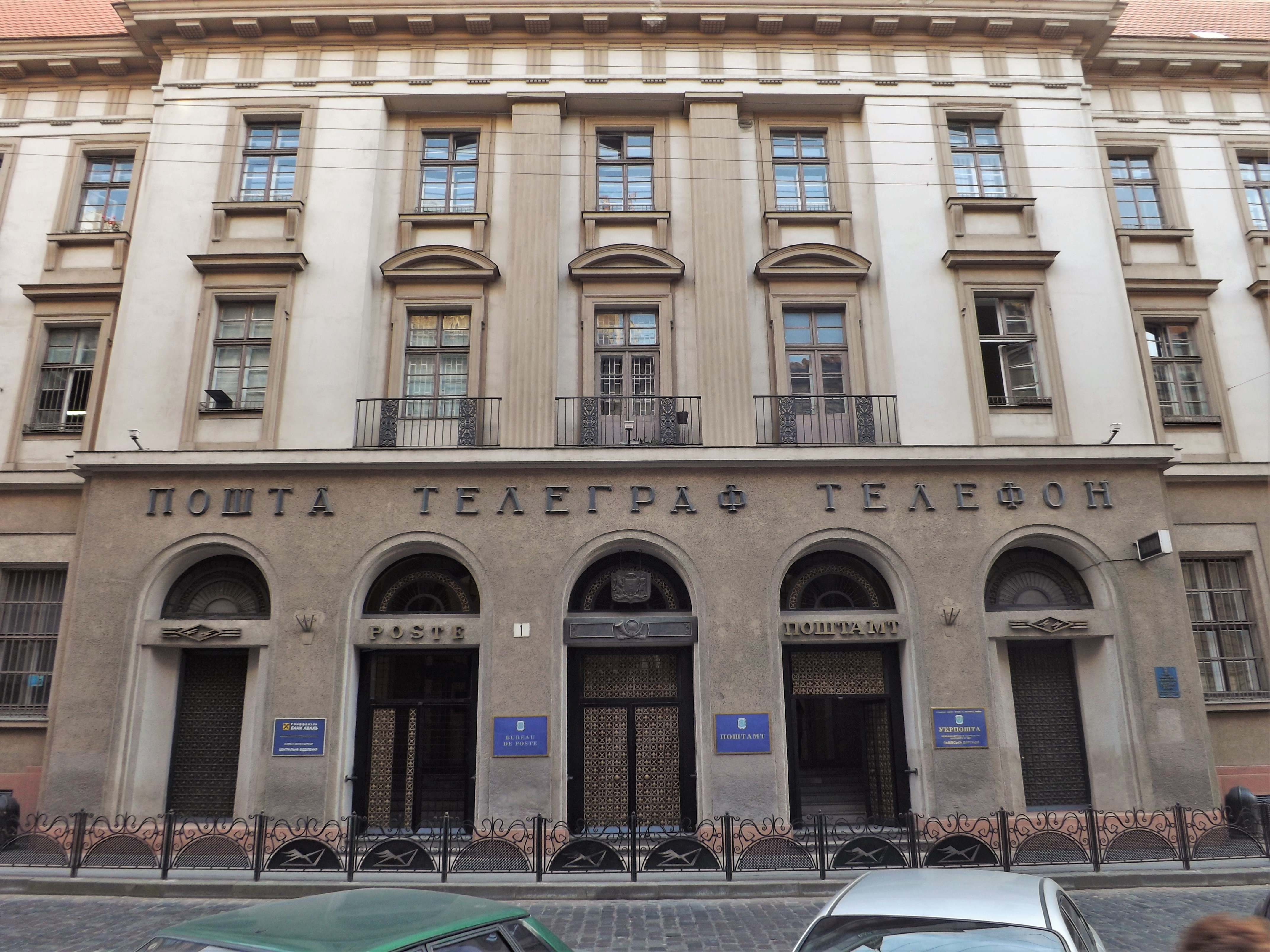
Львовский почтамт на ул. Словацкого,1

Первое почтовое сообщение во Львове (оно же первое на территории Украины) было организовано в 1629 флорентийским купцом Роберто Бандинелли, внуком известного скульптора Баччо Бандинелли. Первые постоянные почтовые тракты были организованы в двух направлениях: на Замостье — Люблин — Варшаву — Торунь — Гданьск и на Ярослав — Жешув — Тарнов — Краков. По желанию посылки отправлялись и по другим направлениям. Курьеры Бандинелли славились своей скоростью. Они довозили почту до городов северной Италии с невероятной на то время скоростью — всего за две недели. Сама почта размещалась в доме № 2 на площади Рынок (палаццо Бандинелли). Со временем Львовская почта начала постоянно обслуживать и тракт на Каменец-Подольский, войдя, таким образом, в систему королевской почты Польши.
Во времена Австро-Венгрии в городе насчитывалось 21 почтовое отделение, которые, кроме центрального, существовавшего с XVIII в., были открыты с 1862 по 1900 год. В 1890 году на ул. Словацкого, 1 было завершено строительство нового здания Львовской почты, где разместилась и дирекция почт.
На сегодняшний день на Львовской почте работает более 6,5 тыс. человек. Почта предлагает как классические услуги, так и современные, например, электронный почтовый перевод.

### Телефон
Первые телефоны появились во Львове в 1885 году. А 18 декабря 1885 г. Gazeta Lwowska напечатала список первых «абонентов Общества Телефонов», среди которых были: учреждения административной власти — 7 (суды, прокуратура, полиция, областной отдел), учреждения культуры — 3, пожарная охрана — 2, врачи — 7, больницы — 2, банки — 6, конторы — 2, торговые дома — 6, фабрики — 5, железные дороги — 3, отели — 3, редакции — 3 (Dziennik Polski, Gazeta Narodowa, Gazeta Lwowska), адвокаты — 8, частные лица — 16. Телефонная служба работала круглосуточно. Первый адрес: театральный дом, 3-й этаж, пл. Голуховских (теперь пл. Торговая). Заказы принимались с 9 до 12 утра и с 3 до 6 часов пополудни. В 1896 году Львов уже был телефонизирован вплоть до предместий и началась телефонизация провинции. Значительный толчок развитию телефонной связи дало открытие в июне 1896 г. линии Краков — Вена.
До 1922 года телефонная служба подчинялась Дирекции почт и телеграфов во Львове. В 1922 году в Варшаве было организовано Польское телефонное акционерное общество, его отдел во Львове назывался Управлением львовских телефонов и находился по адресу ул. Коперника, 34. 23 сентября 1925 года общество получило разрешение городских властей на строительство собственного здания по ул. Сикстуской (теперь — улица Петра Дорошенко), 26.
В 2003 году национальный оператор связи Украины ОАО «Укртелеком» заменил во Львове большинство шестизначных номеров фиксированной связи семизначными. Соответственно прежний телефонный код города 0322 изменился на 032, в международном формате: +38032. По состоянию на 2005 год шестизначными оставались номера, которые начинались с 52, 59, 63, 64, 69. Сейчас заменены на 252, 259, 263, 264, 269 соответственно.

## Наука и образование
Львов является одним из важнейших центров образования на Украине. Здесь расположены 12 университетов, 8 академий, десятки институтов (всего во Львове 59 высших учебных заведений).

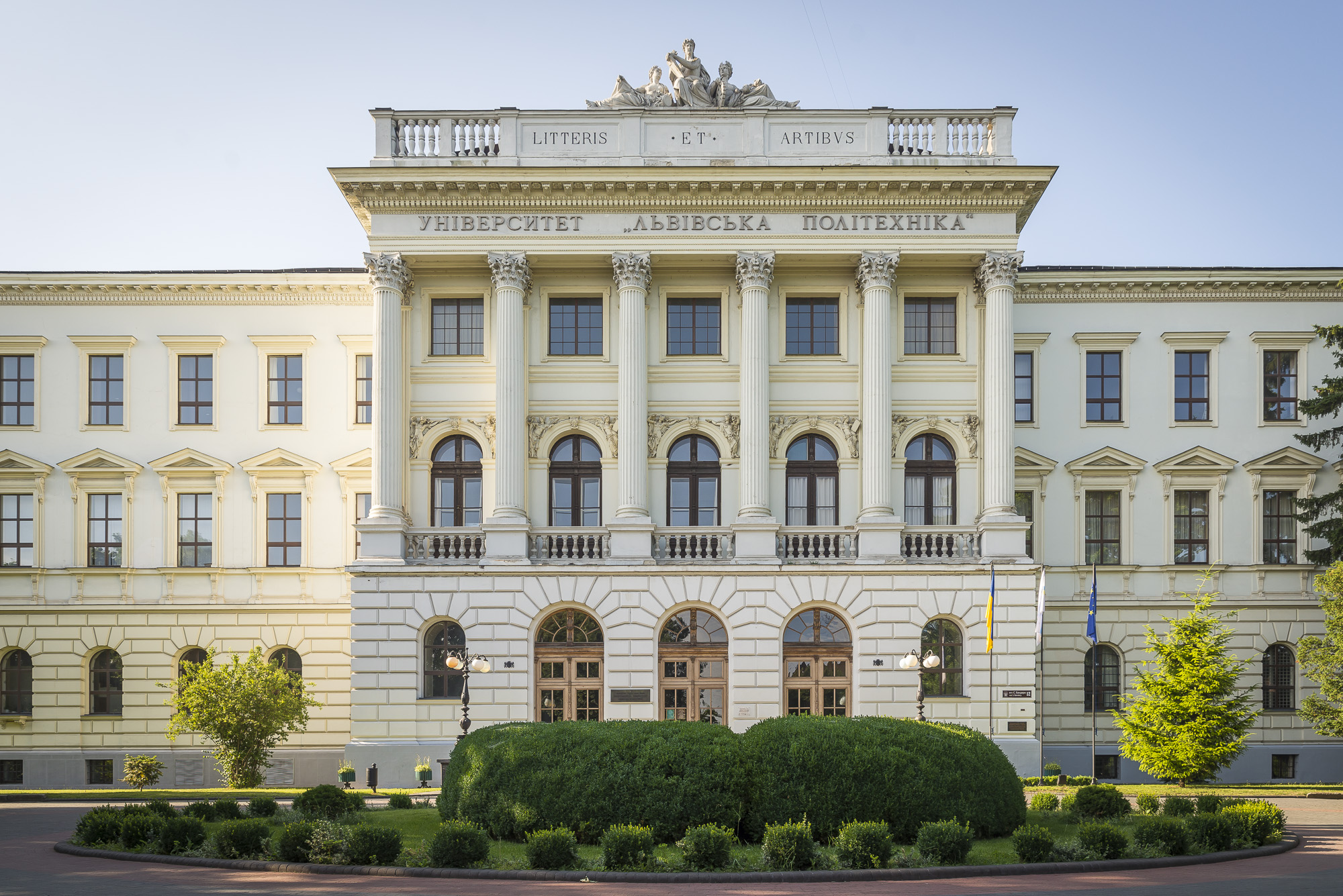
Львовская политехника

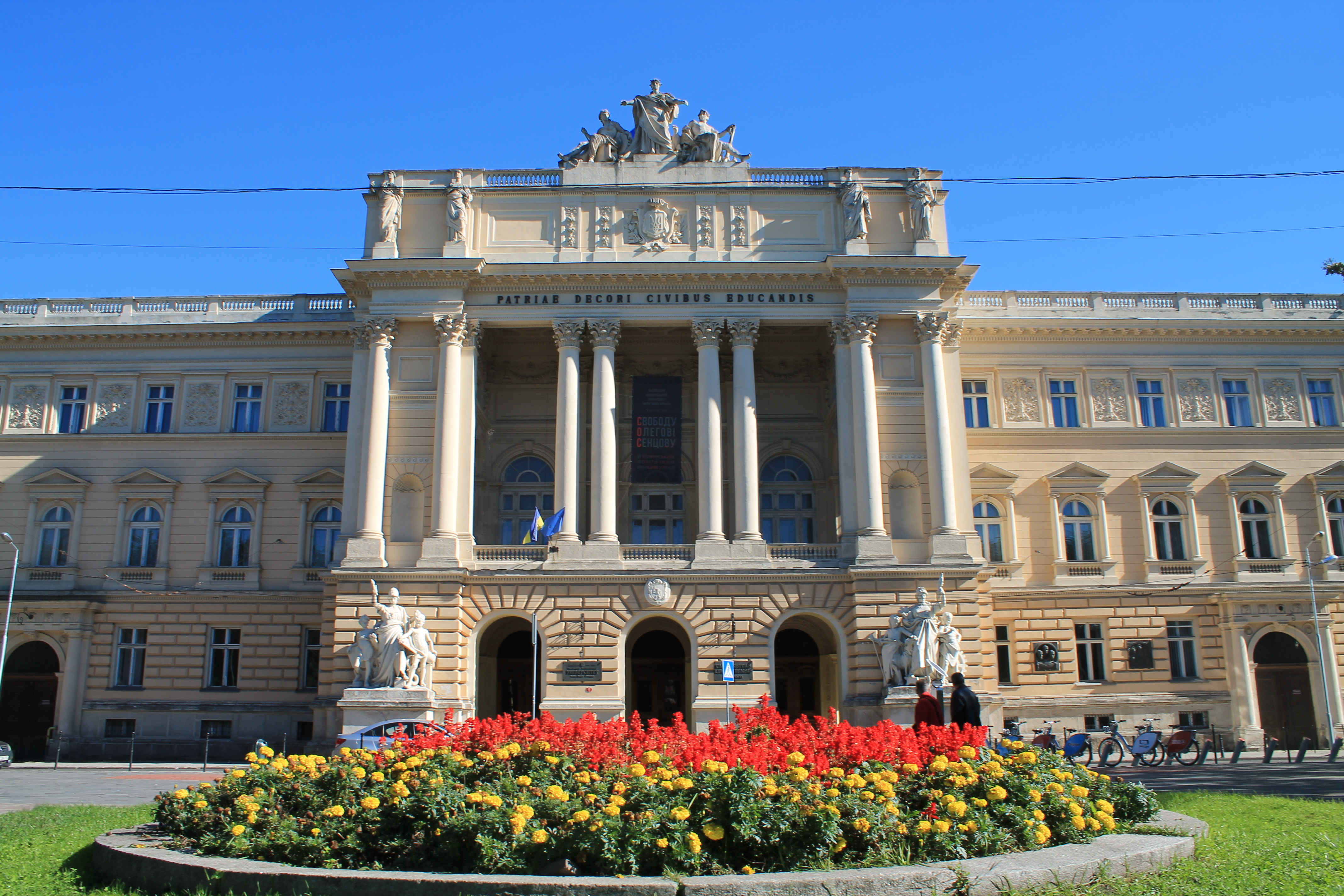
Львовский национальный университет им. Ивана Франко

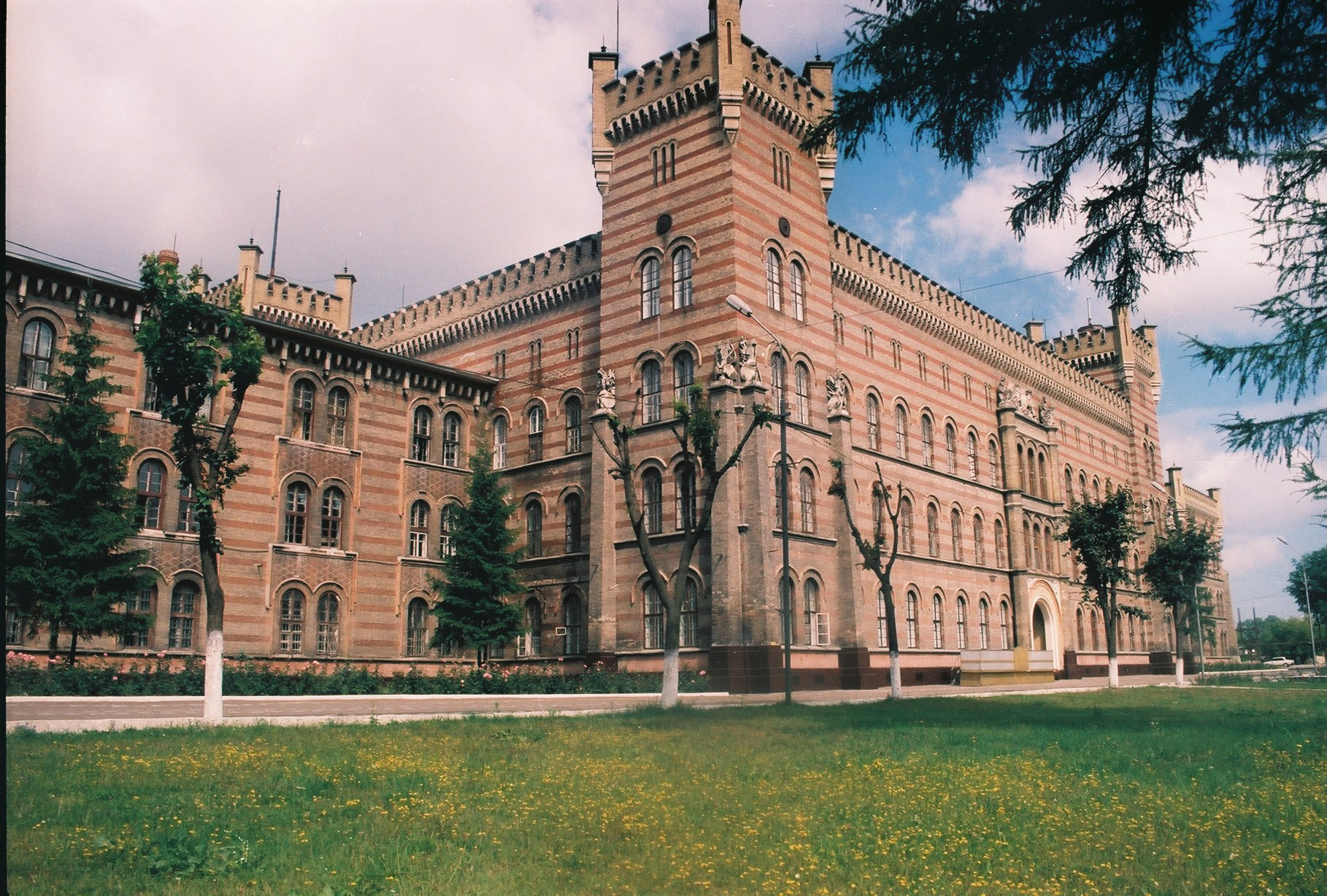
Львовский государственный университет безопасности жизнедеятельности

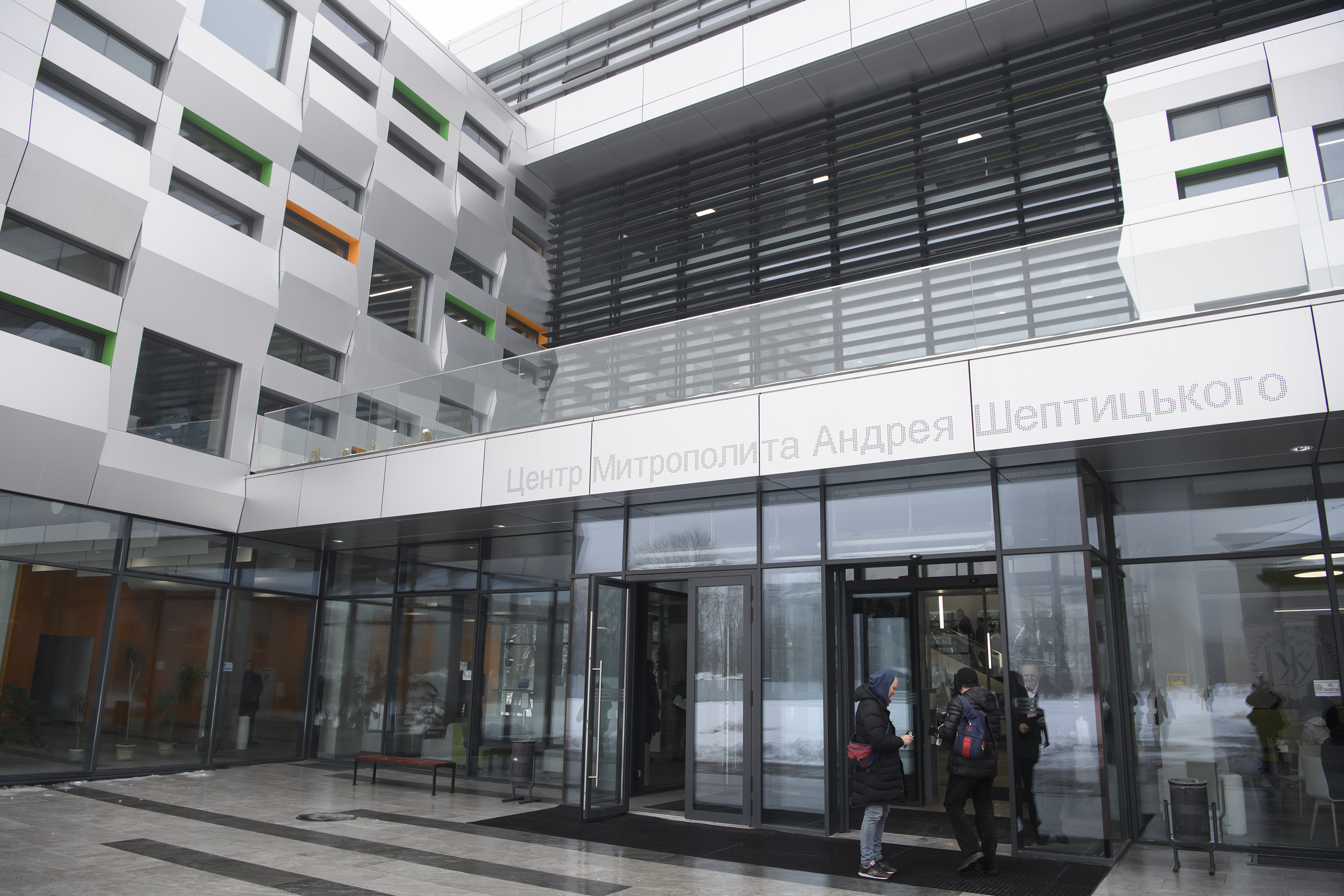
Украинский католический университет

Во Львове сосредоточен значительный научный потенциал, он занимает четвёртое место среди украинских городов по числу докторов наук, кандидатов наук, научных организаций. В городе находятся 8 институтов Национальной Академии наук Украины, более 40 научно-исследовательских и проектно-конструкторских институтов (в том числе Центр Института космических исследований, Институт физики конденсированных систем, Институт клеточной биологии, Национальный институт стратегических исследований, Институт нейроматематичного моделирования в энергетике, Институт экологии Карпат и другие).
В 2013 году «Солнечная электростанция» львовских учёных внесена в список 100 лучших разработок мира. Одним из разработчиков является доктор физико-математических наук, профессор кафедры физики Львовской политехники Григорий Ильчук.
| - Национальный университет «Львовская политехника» - Львовский национальный университет им. Ивана Франко - Львовский национальный медицинский университет им. Данила Галицкого - Украинский католический университет - Львовский торгово-экономический университет - Львовский институт экономики и туризма - Национальный лесотехнический университет Украины - Львовский государственный университет физической культуры - Львовская национальная академия искусств - Львовская национальная музыкальная академия им. Н. В. Лысенко - Украинская академия печати - Львовский банковский институт Национального банка Украины - Академия сухопутных войск имени гетмана Петра Сагайдачного - Львовский региональный институт государственного управления Национальной академии государственного управления при Президенте Украины - Львовский национальный университет ветеринарной медицины и биотехнологий имени С. З. Гжицкого - Львовский государственный аграрный университет - Львовский государственный финансово-экономический институт - Львовский государственный университет внутренних дел - Львовский институт менеджмента - Львовский государственный университет безопасности жизнедеятельности - Львовский факультет Днепропетровского национального университета железнодорожного транспорта им. академика В. Лазаряна - Львовский филиал украинской академии государственного управления - Институт предпринимательства и перспективных технологий - Институт технологии бизнеса и права - Украинская академия дизайна - Львовская высшая духовная семинария - Львовский центр Института космических исследований (ЛЦ ИКИ) | - Львовский экономический лицей - Львовский физико-математический лицей - Львовский лицей менеджмента - Львовский техникум железнодорожного транспорта - Львовское государственное музыкальное училище им. С. Ф. Людкевича |

## Культура

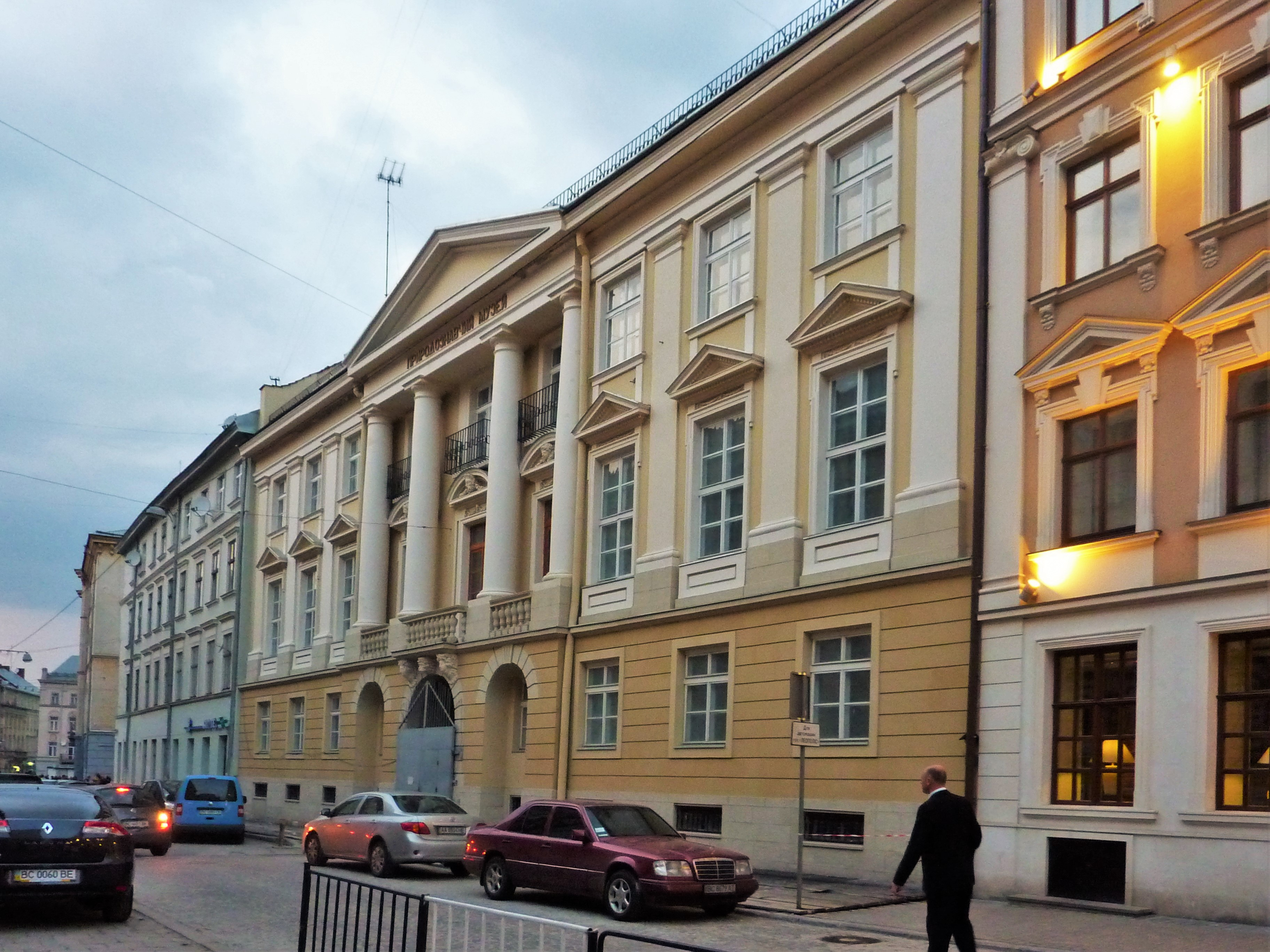
Государственный природоведческий музей НАН Украины

Сегодня Львов является одним из важнейших культурных центров на Украине. Город известен как центр искусства, литературы, музыки и театра. В настоящее время бесспорным свидетельством культурного богатства города является большое количество театров, концертных залов, творческих союзов, а также большого числа многих мероприятий (более 100 фестивалей ежегодно). Во Львове насчитывается 60 музеев, 10 театров.

### Музеи

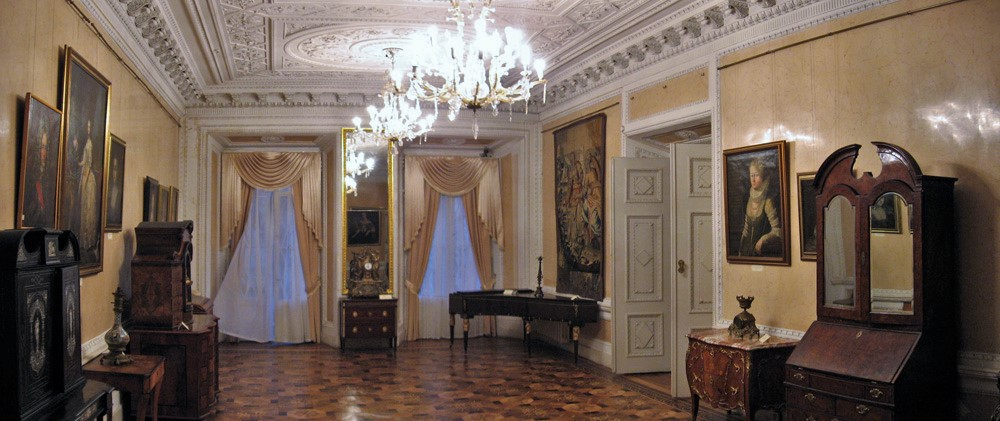
Королевские залы во Дворце Корнякта, который сегодня принадлежит Львовскому историческому музею

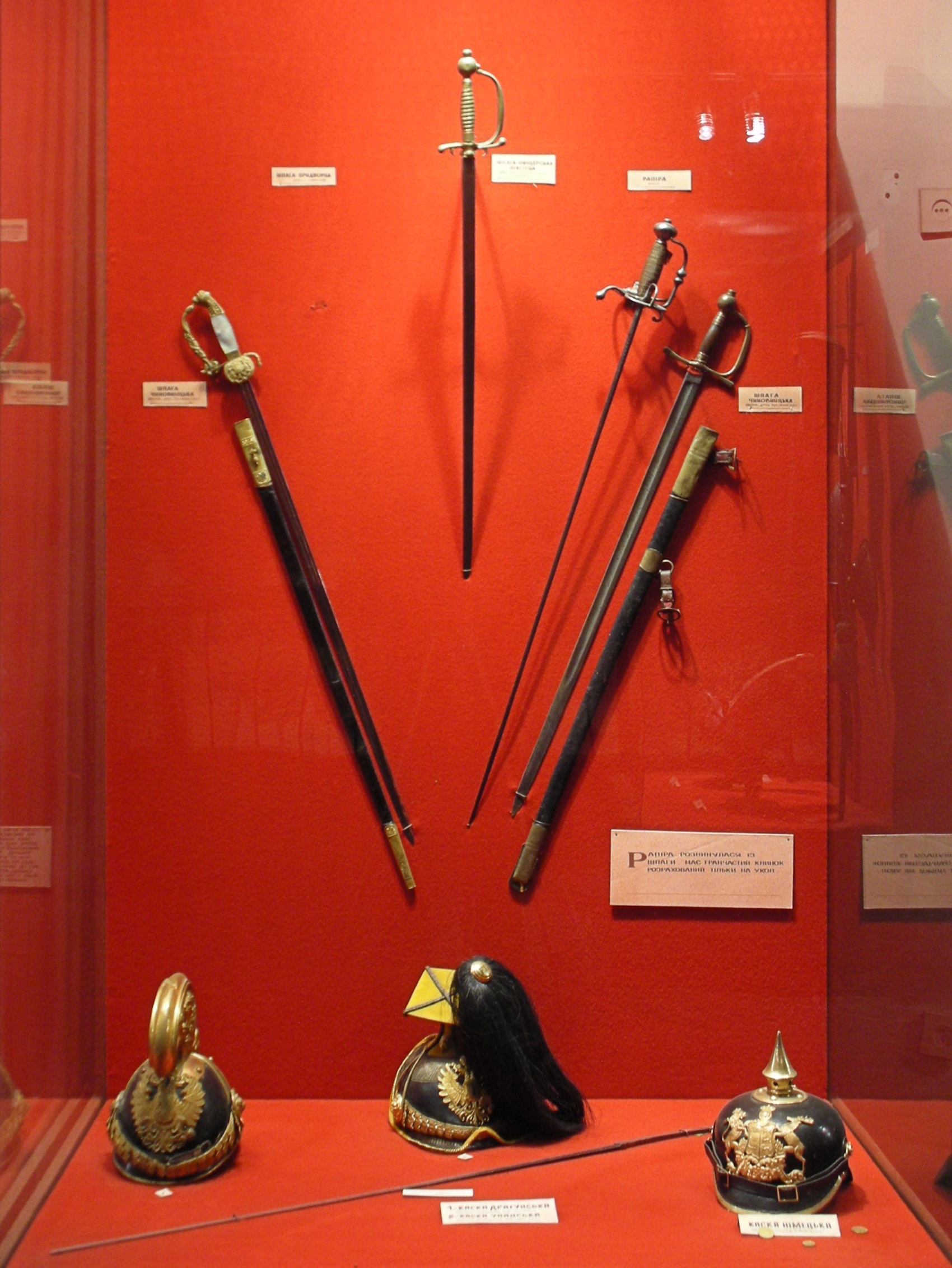
Музей оружия «Арсенал»

Во Львове работают более 40 музеев. Среди них: Львовский исторический музей, второй по величине исторический музей Украины; Национальный музей, основан митрополитом Андреем Шептицким, Львовская галерея искусств, один из богатейших музеев Украины, возглавляемый известным искусствоведом Борисом Возницким; Этнографический музей, единственный такого типа на Украине, Национальный мемориал «Тюрьма на Лонцкого», первая на Украине тюрьма-музей. Популярны у туристов также музей народной архитектуры и быта «Шевченковский гай», Аптека-музей, Музей оружия «Арсенал», Дворец Потоцких и другие.

### Музыка, театр и кино

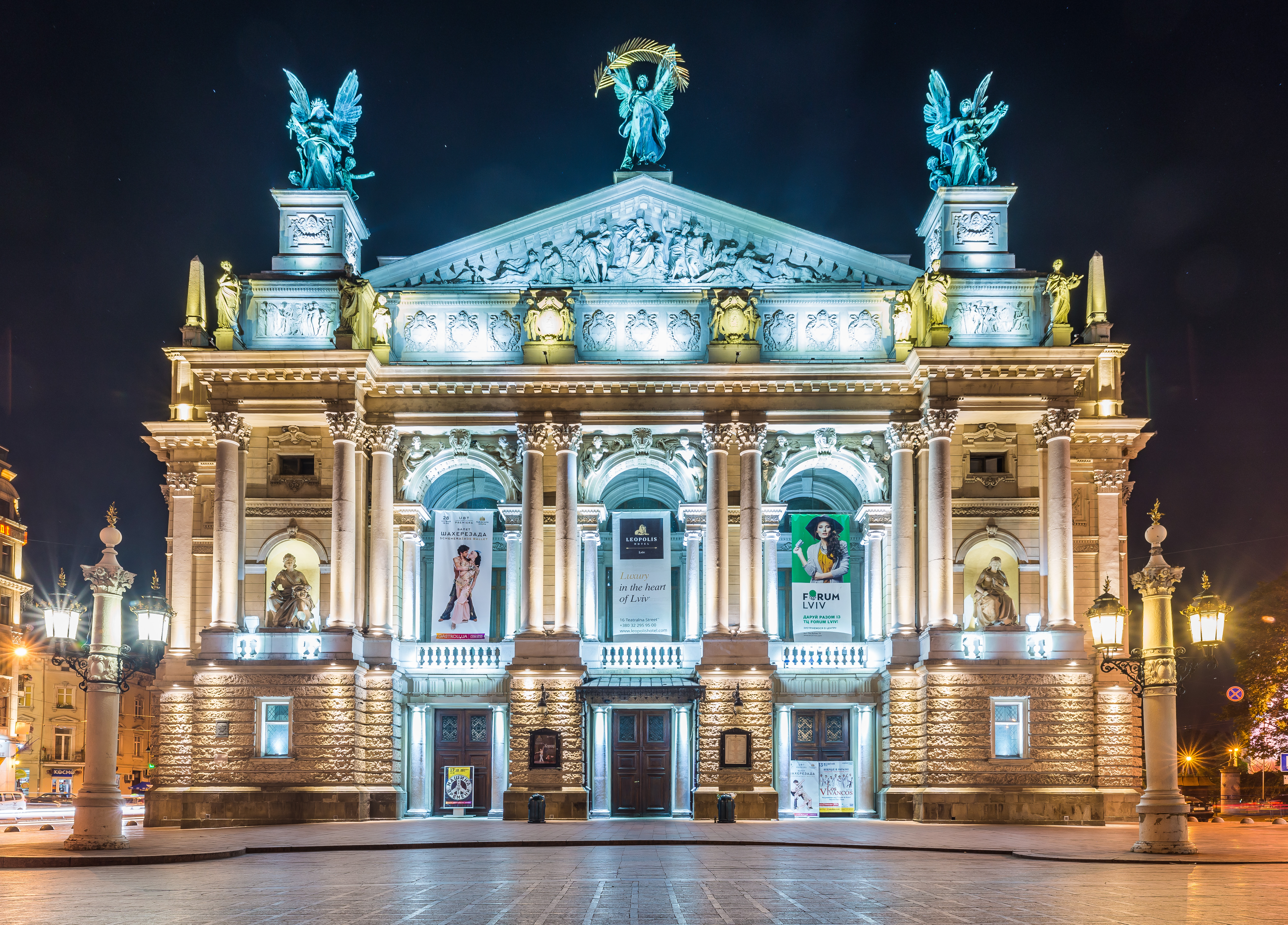
Национальный театр оперы и балета

В 1795 году во Львове был открыт первый на Украине профессиональный театр. В 1842 году открыт Театр Скарбека, тогда — третий по величине в Европе; в 1900 году появилась Львовская опера — один из красивейших театров страны, изображённый на двадцатигривенной купюре. В городе действует 7 профессиональных театров: оперы и балета, драматический имени Марии Заньковецкой, драматический имени Леся Курбаса, драматический имени Леси Украинки, «Воскресение», «И люди, и куклы», для детей и юношества и кукольный, 6 театров-студий и цирк. Город является значительным центром театральной жизни — ежегодно здесь проходят два театральных фестиваля: «Золотой лев», крупнейший театральный фестиваль страны, и «Лестница», фестиваль молодого любительского театра. Ежегодно, в октябре, в городе проходит театрализованный карнавал. На большие праздники происходят уличные представления на ходулях и огненные шоу.
Во Львове действует 7 кинотеатров: «Планета кино», «Кинопалац», «Коперник», «имени Довженко», «Львов», «Киев» и «Сокол». Первый принадлежит сети «Планета кино IMAX», три следующих входят в сеть «Кинопалац», а три последние являются собственностью государства и находятся в плачевном состоянии из-за недостатка финансирования. По тем же причинам, начиная с 1990-х годов, многие кинотеатры были ликвидированы. Также в городе действует первый на Украине автомобильный кинотеатр «Кинопарк». Вместе с этим Львов часто становится съёмочной площадкой: город «играет роль» европейских столиц, где стоимость съёмок значительно дороже. Ежегодно во Львове проходят фестивали «Wiz-Art» (фестиваль короткометражных фильмов) и «КиноЛев» (фестиваль «независимого кино»). Из Львова происходят известные актёры Пол Муни, Лео Фукс, Берта Калич и другие.
Основными очагами музыкальной жизни города являются театр оперы и балета, филармония и дом органной музыки, где расположен крупнейший на Украине орган. Нередко концерты проходят в ресторане «Левый Берег» и государственном цирке. Ежегодно во Львове проходит множество музыкальных фестивалей: «Большая коляда» (колядки), «Флюгеры Львова» (этно — джаз), «Виртуозы» (классическая музыка), «Львов древний» (фестиваль средневековой культуры), «Диапазон» (органная музыка), «Етновир» (этно), «Контрасты» (современная классическая музыка), Фестиваль старинной музыки, «Jazz Bez» и «Alfa Jazz Fest» (джаз), «Stare Misto» (рок). В городе действуют хоровая капелла «Дударик», муниципальный оркестр «Галицкие Трубы», муниципальный хор «Гомон», камерный оркестр «Леополис», симфонический оркестр филармонии. С городом связана жизнь музыкантов, композиторов и певцов Соломии Крушельницкой, Франца Ксавера Моцарта, Филарета Колессы, Мирослава Скорика, Русланы, Святослава Вакарчука, Владимира Ивасюка и других.
В городе работает продюсерский центр Ростислав-шоу.

### Архитектура

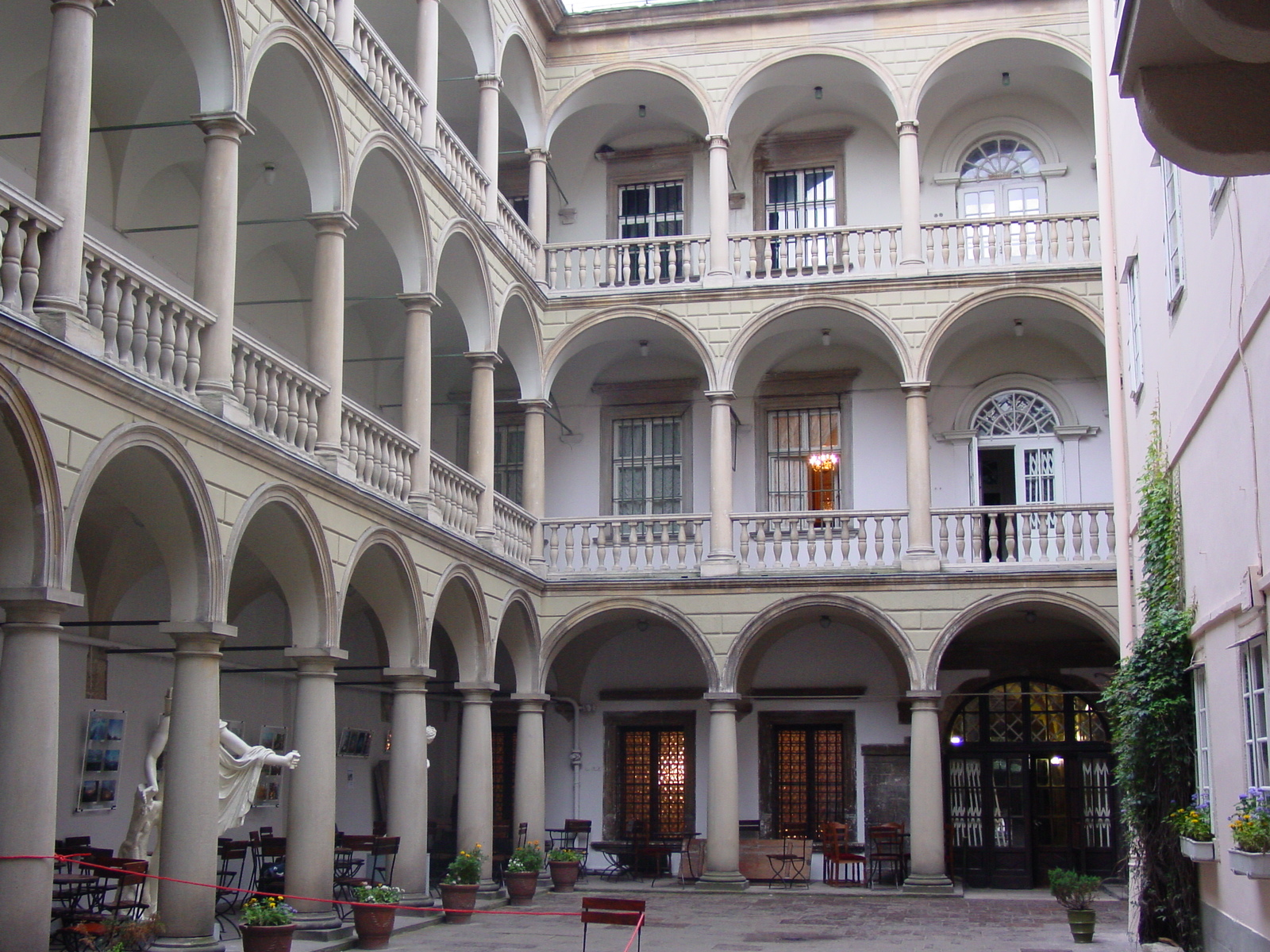
Итальянский дворик во Дворце Корнякта

В архитектуре Львова, мало пострадавшего во время войн XX века, отражены многие европейские стили и направления, соответствующие различным историческим эпохам. После пожаров 1527 и 1556 года практически не осталось следов готического Львова, но зато хорошо представлены последующие эпохи ренессанса, барокко, классицизма. Характерным для Львова стал стиль австрийского модерна — сецессии, есть дома, построенные в стиле украинского и берлинского модерна, a также ар-деко, конструктивизма и Баухауз. Есть также здания периода сталинского неоклассицизма.
Исторический центр Львова внесён в список мирового наследия ЮНЕСКО. В нём сохранилась значительная часть архитектурных памятников, датированных XIV—XVII вв. В центральной части на 2000 год находилось 960 (95 % из которых — жилые), из них 625 были в неудовлетворительном состоянии.
На 1 января 2001 года общая площадь жилого фонда в городе составляла 14 276,7 тысяч квадратных метров, всего 24 156 жилых домов, из них 1914 домов имели 5 и больше этажей, 92 % домов оборудованы водопроводом и канализацией, 84 % — ванными и душевыми, 70 % — центральным отоплением, 94 % — газифицированы.
Во Львове наблюдается наибольшая плотность застройки среди всех областных центров и крупных городов Украины. Окраины города были застроены в советское время типовым массовым жильём, на долю которого приходится около 40 процентов жилых площадей города. Ещё около 20 процентов жилья, также на окраинах, представлено частной малоэтажной застройкой в районах, где ранее располагались пригородные сёла.
Темпы строительства после независимости значительно упали по сравнению с советскими периодом. В 1990 году было сдано 368,5 тысяч м² жилья, в 1995 году — уже только 89,9 тысяч м², а в 2000 — 95,9 тысяч м² жилой площади. Начиная с 2003 года темпы строительства постепенно наращиваются. В 2005 году сдано 158,7 тысяч м² жилой площади, в 2011 году — 301,9 тысяч м², в 2014 году — 423,4 и в 2015 году — 572,0 тысяч м² жилья.
Действующая концепция развития города предусматривает завершение долгостроев и строительство нового жилья в северо-западной (ул. Варшавская, районы Рясне-1 и Рясне-2, Левандовка, Лисиничи) и юго-восточной (район ул. Зелёной, Вашингтона, Хуторовки, Стрыйской) частях города на свободных участках и территориях, освобождаемых от предприятий, баз, военных частей.

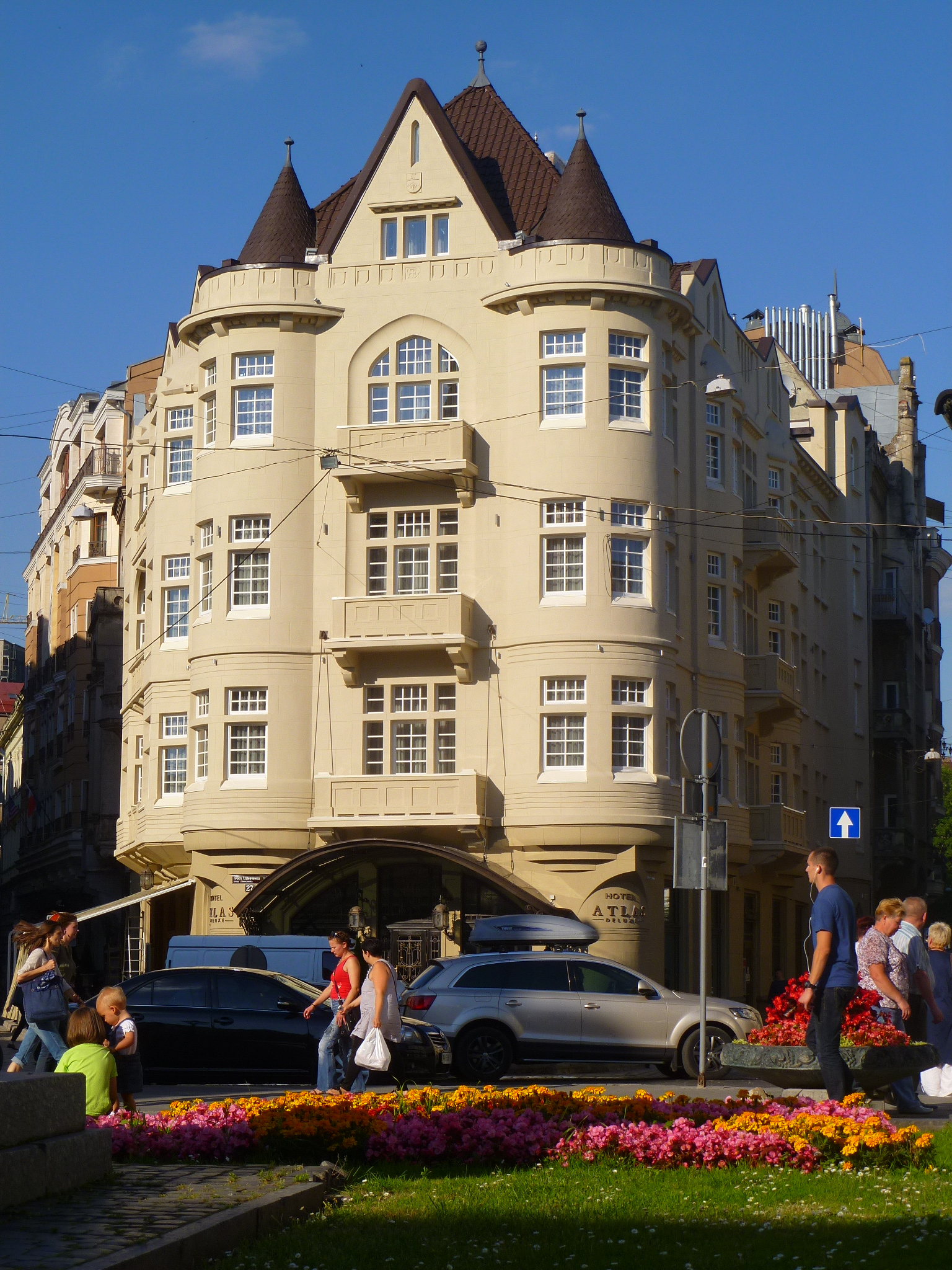
Шотландское кафе
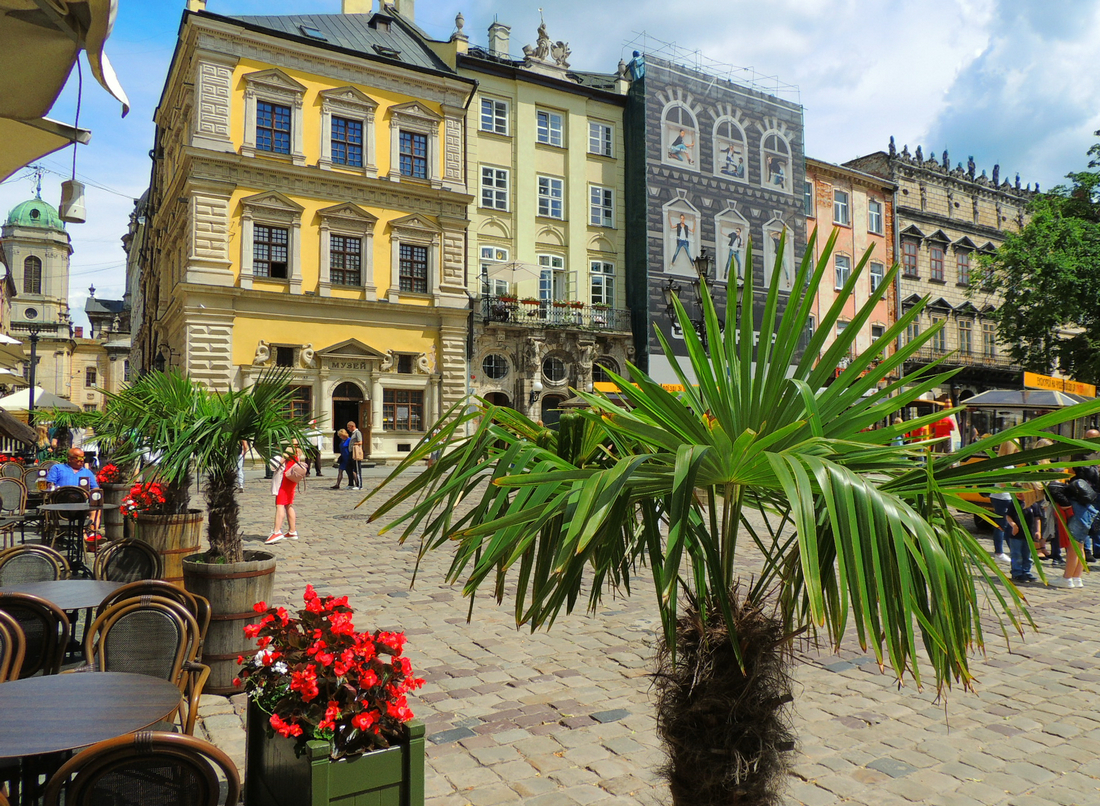
Площадь Рынок
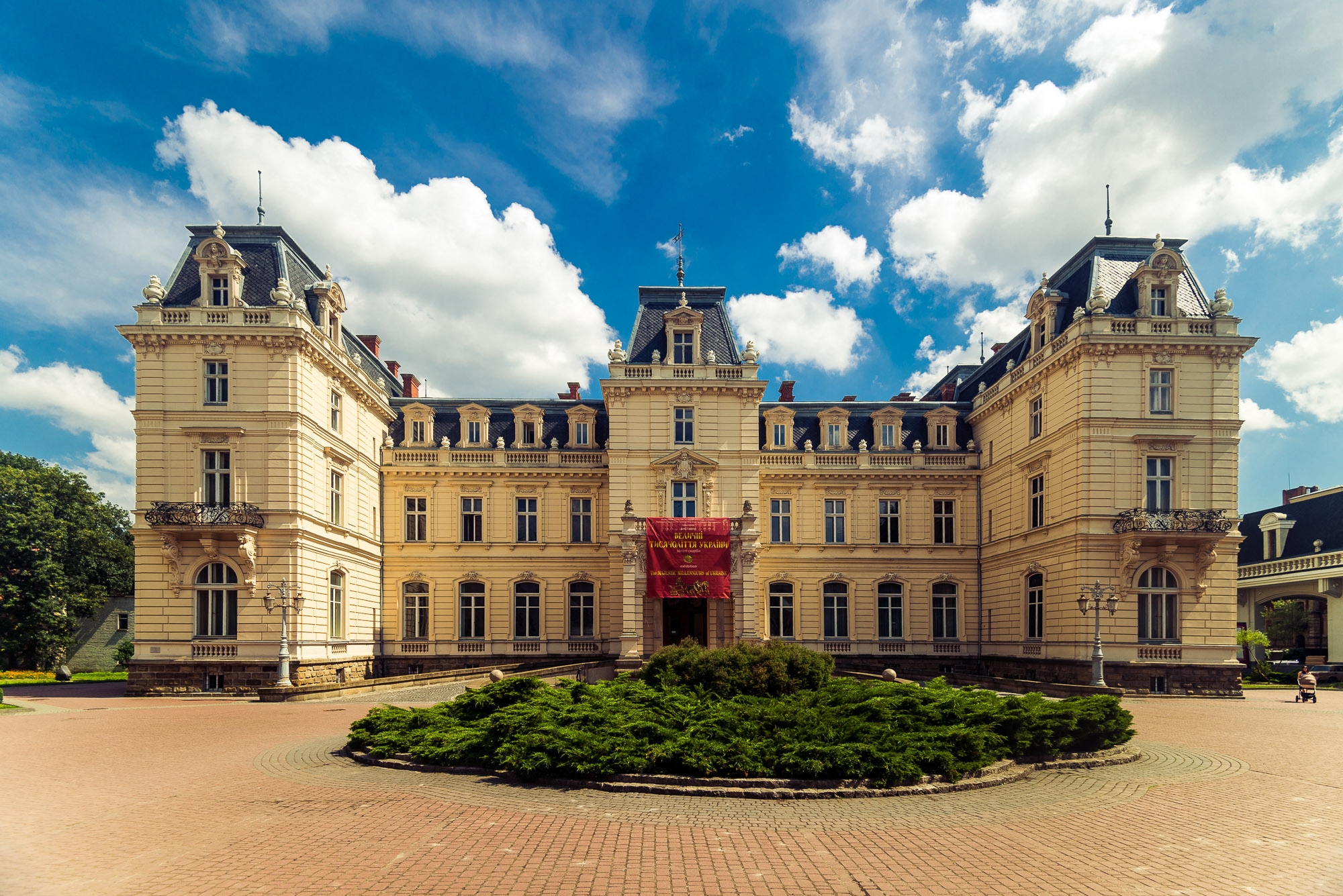
Дворец Потоцких
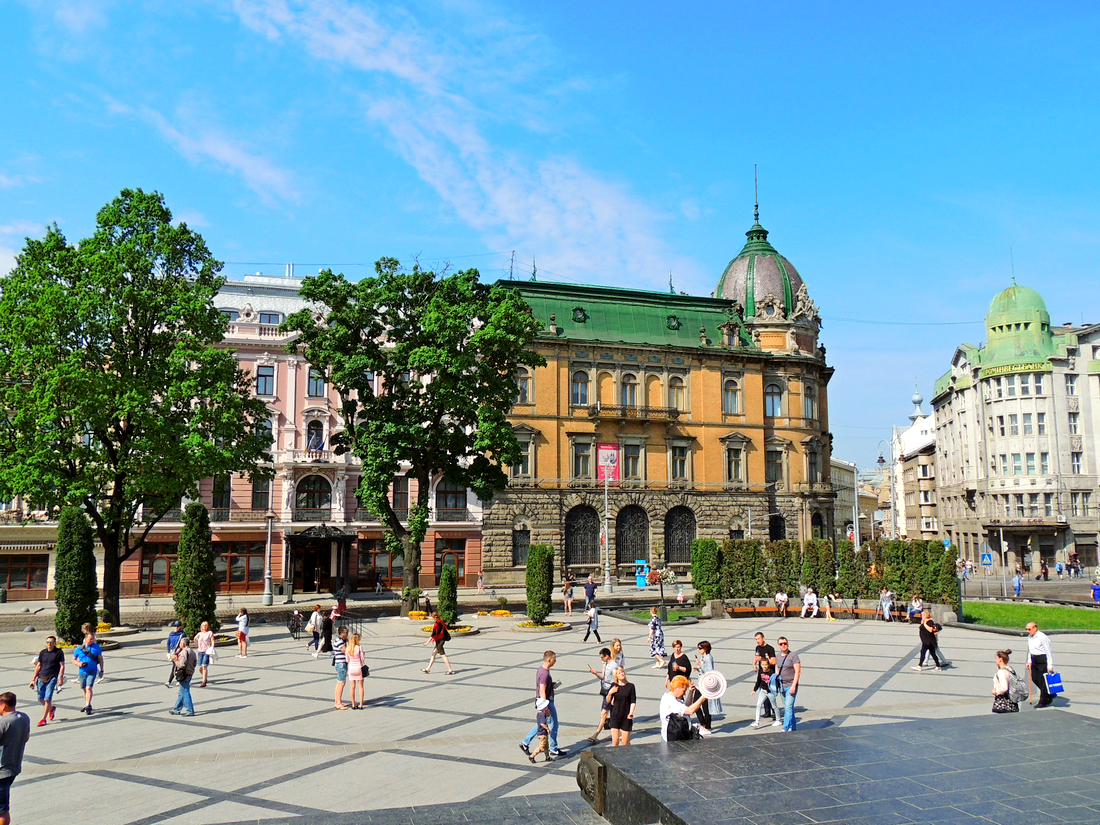
Городская архитектура начала XX ст.
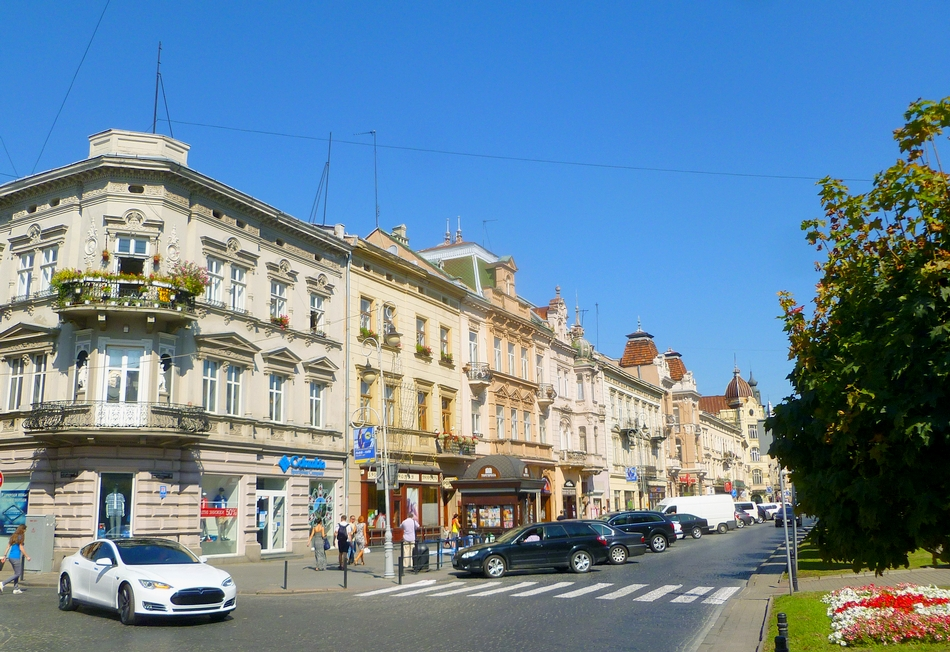
Проспект Шевченко
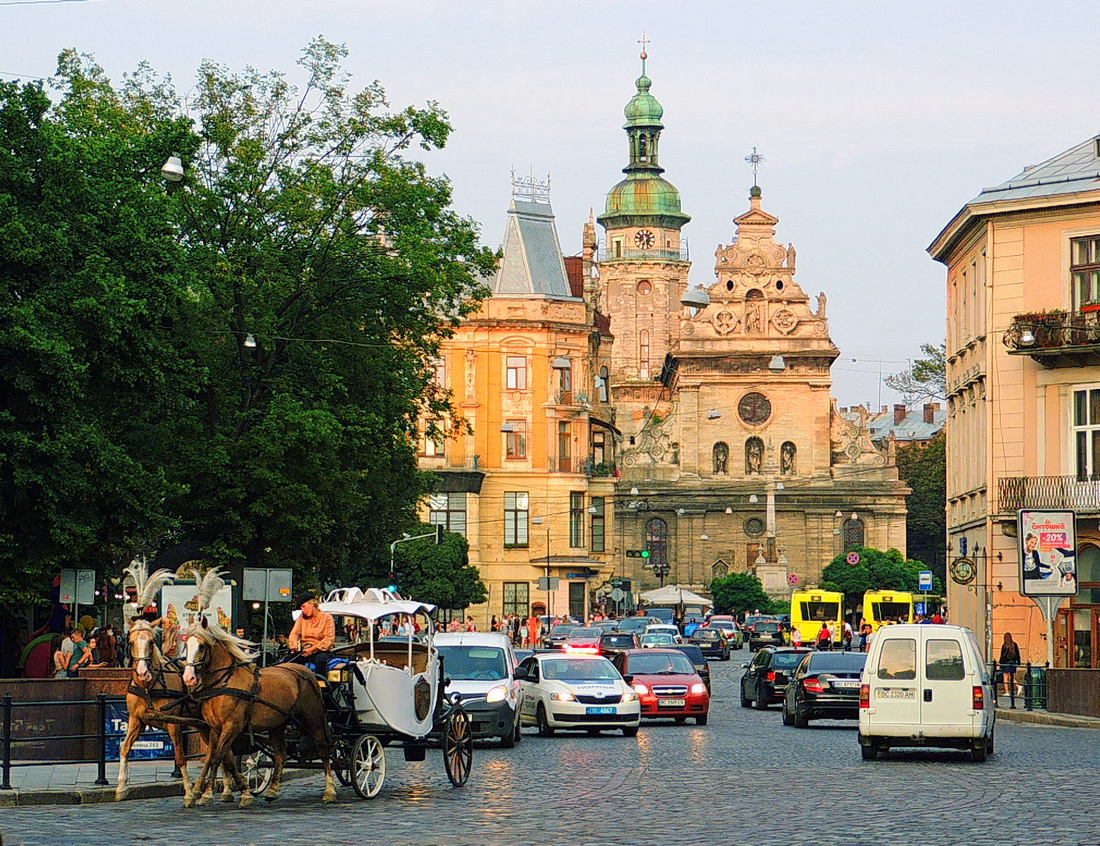
Костёл и монастырь
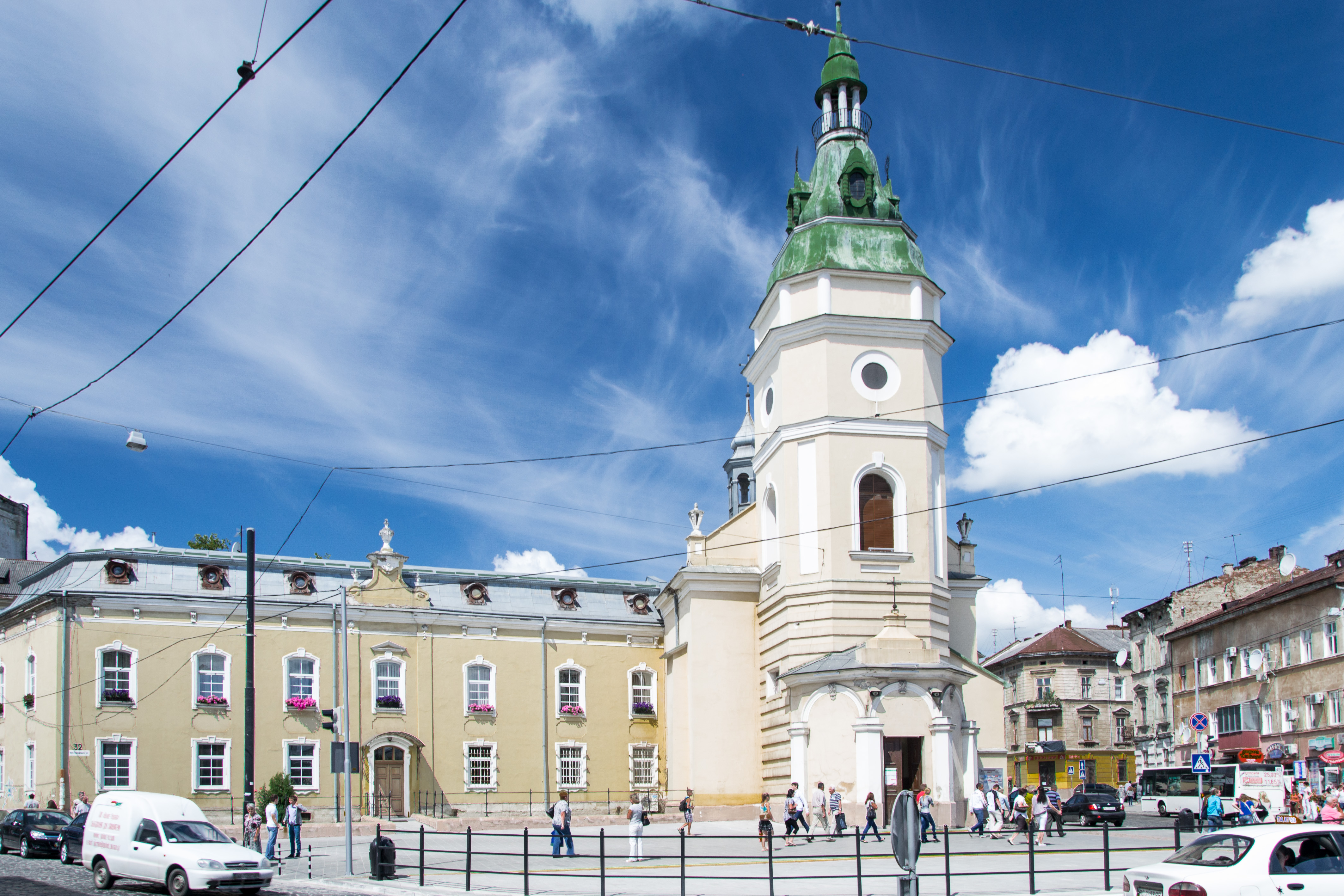
Монастырь и костёл Святой Анны
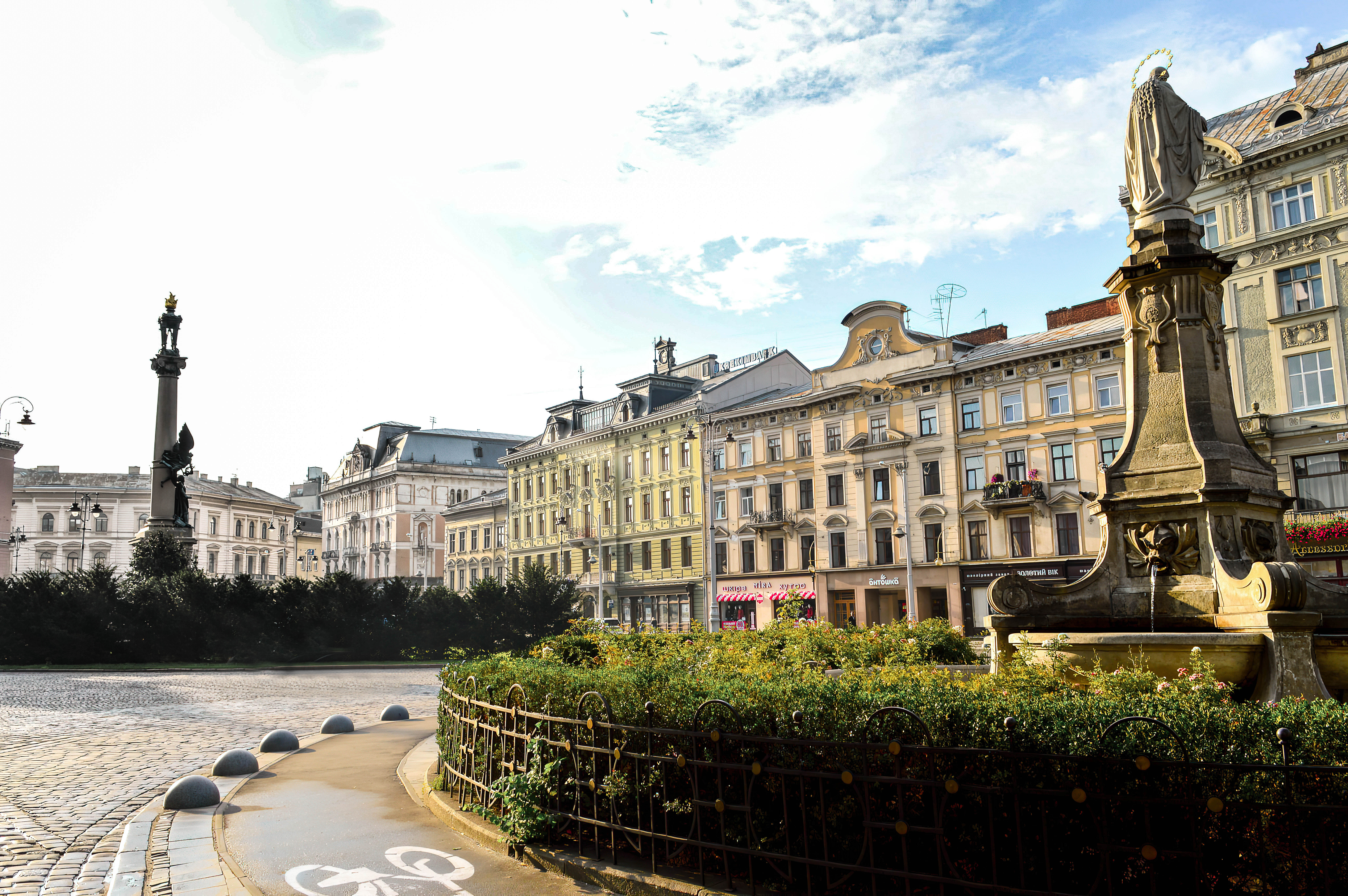
Площадь Мицкевича
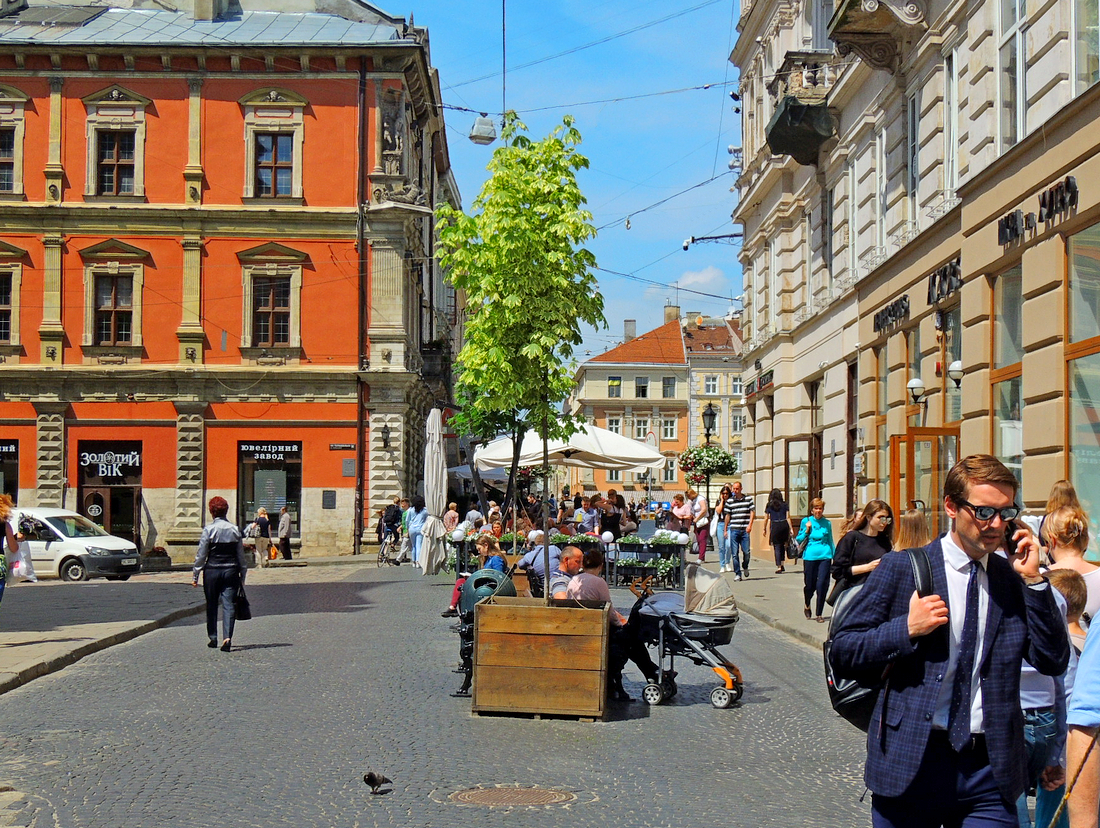
Улица Галицкая
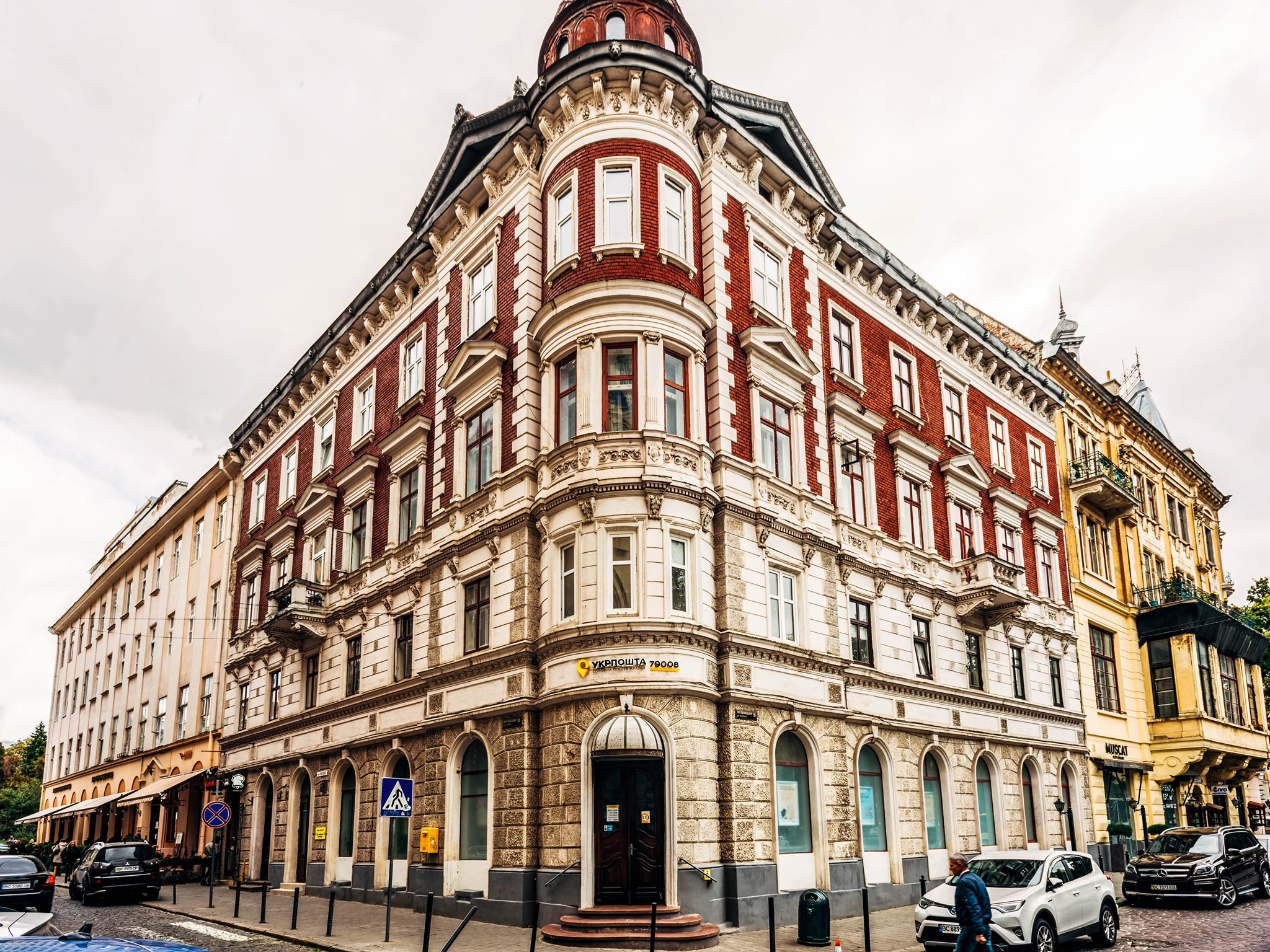
Улица Валова

### Городские праздники
- «День города» — празднование годовщины основания Львова. За условную дату основания принимается 1256 год (первое известное письменное упоминание). Празднуется в сентябре или в мае: 29—30 сентября 2006 широко отмечалась 750-я годовщина Львова, в 2007 году «День города» отмечался 6 мая;
- «День флага» (3 апреля) — в этот день в 1990 году на городской ратуше Львова, в первом среди крупных городов Украины, был поднят современный флаг.

### Библиотеки

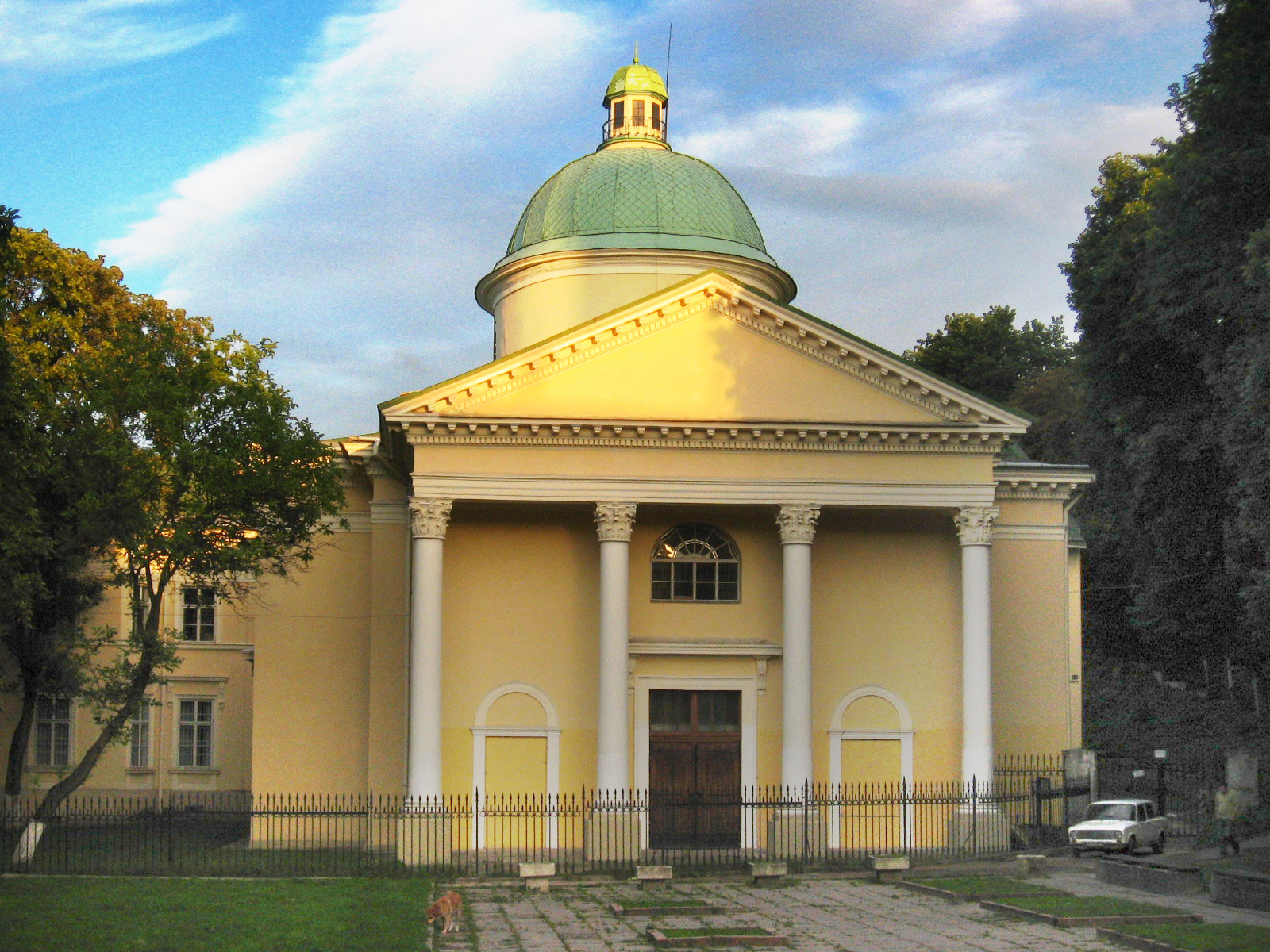
Книгохранилище Научной библиотеки имени Стефаника, бывшая часовня монастыря кармелиток обутых.

- Львовская научная библиотека им. В. Стефаника НАН Украины — одна из крупнейших львовских библиотек. Здесь хранятся прижизненные издания произведений А. Пушкина, М. Лермонтова, Т. Шевченко, Н. Гоголя, Л. Толстого, И. Франко, А. Чехова, Л. Украинки, М. Коцюбинского, В. Гюго, О. Бальзака, А. Дюма, Ч. Диккенса, А. Мицкевича и многих других писателей. Одни из ценнейших приобретений библиотеки — оригиналы писем Б. Хмельницкого, И. Франко, М. Горького, Л. Украинки, В. Гюго, В. Короленко, О. Кобылянской, В. Стефаника, О. Маковея и других. Книжный фонд библиотеки — более 7 млн экземпляров, среди них более 75 тыс. рукописей, около 38 тыс. нотных изданий.
- Научная библиотека Львовского национального университета им. И. Франко. Свою работу эта библиотека начала в 1608 г. В фондах этой библиотеки — более 2,5 млн разных единиц печати, более чем на 40 языках мира. Библиотека владеет уникальными изданиями: рукописными книгами XII—XVI вв., «Апостолом» и «Острожской библией» Ивана Фёдорова, 46 инкунабулами, первыми изданиями Т. Мора и Т. Кампанеллы и др.
- Городская центральная библиотека им. Леси Украинки. Одна из лучших общественных библиотек страны. В 1967 г. ей было присвоено звание библиотеки отличной работы. Неоднократно награждалась дипломами и грамотами Министерства культуры СССР. Имеет универсальный книжный фонд, который насчитывает 948 тыс. экземпляров книг и журналов.
- Государственная областная библиотека для детей. Основана в сентябре 1939 г. Фонды библиотек насчитывают более 140 тыс. экземпляров книг.
- Государственная областная библиотека юношества. Основана в 1944 г. Книжный фонд — 80 тыс. единиц.
- Городская центральная библиотека для детей. Основана в 1947 г. Книжный фонд — 113 тыс. единиц.
- Областная научно-медицинская библиотека. Основана в 1944 г. Книжный фонд насчитывает 220 тыс. единиц.
- Областная научно-педагогическая библиотека. Основана в 1926 г. Книжный фонд — 400 тыс. единиц.
- Государственная областная универсальная научная библиотека. Основана в 1940 г. Книжный фонд — 766 тыс. единиц.
- Научно-техническая библиотека университета «Львовская политехника»
- Центральная научно-техническая библиотека Львовского территориального центра научно-технической информации
- Центральная научно-техническая библиотека Министерства лёгкой промышленности
- Отдел искусствоведческой литературы Львовской областной универсальной научной библиотеки
- Отдел литературы на иностранных языках Львовской областной универсальной научной библиотеки

### Театр и кинематограф
Во Львове родился и работал режиссёр украинского и русского театра Роман Виктюк. До 1978 года во Львове жил и работал украинский актёр театра и кино Богдан Сильвестрович Ступка.

### Мероприятия

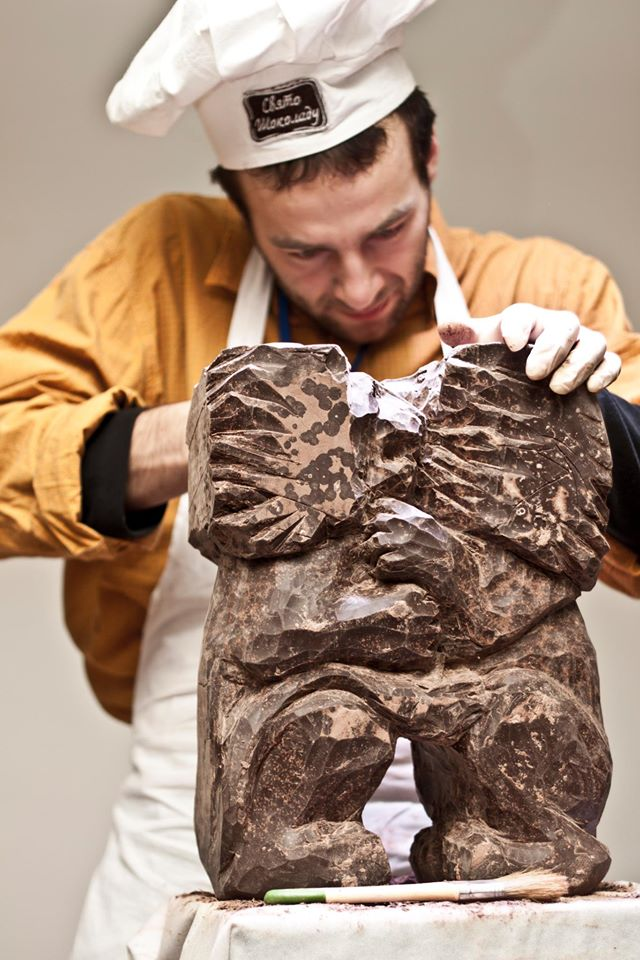
Львовский фестиваль шоколада

Во Львове проходит много городских праздников, таких как праздники кофе и шоколада, праздник сыра и вина, ежегодный день хлеба и другие.
Также в городе проходит более 50 фестивалей, таких как Leopolis Jazz Fest, Leopolis Grand Prix, международный фестиваль винтажных автомобилей, международный фестиваль академической музыки Virtuosi, Stare Misto Rock Fest, средневековый фестиваль львовская легенда, международный этновирский фольклорный фестиваль, инициированный ЮНЕСКО, международный фестиваль визуального искусства Wiz-Art, международный театральный фестиваль «Золотой лев», Львовский фестиваль люминесцентного искусства Lumines, Фестиваль современной драматургии, международный фестиваль современной музыки Contrasts, Львовский международный литературный фестиваль «Країна Мрій», гастрономический фестиваль «Львов на тарелке», фестиваль органной музыки Diapason, международный независимый кинофестиваль KinoLev и международный медиа-фестиваль MediaDepo.

## СМИ

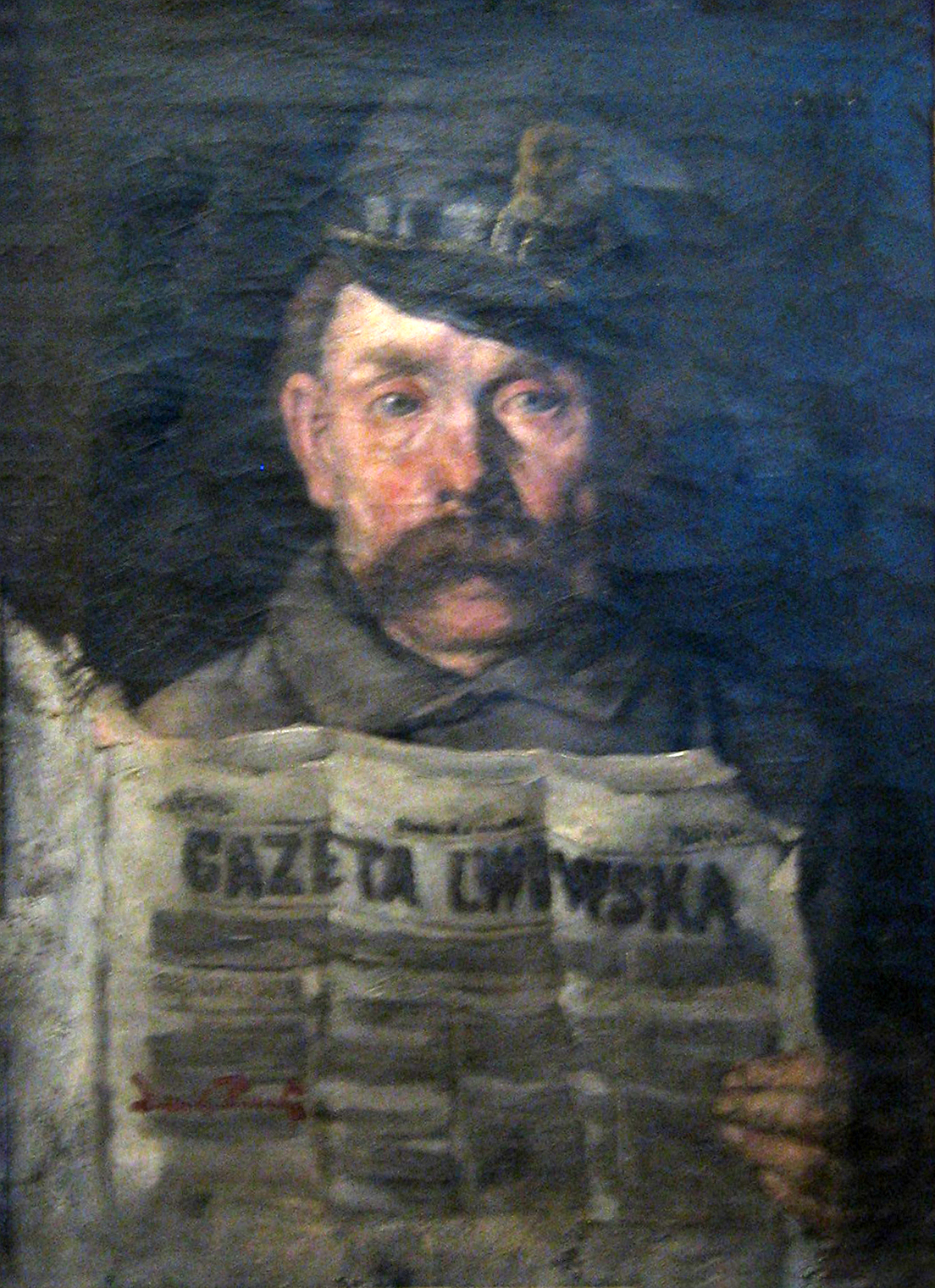
Картина Людвика Стасяка «Почтальон». Почтовый служащий держит номер одной из старейших польскоязычных газет — Gazety Lwowskiej.

Крупнейшие по тиражам газеты во Львове — это «Экспресс» и «Высокий замок», а также «Суботня пошта», «Львовская газета», «Поступ», «Аргумент-газета», «Ратуша» и другие. В городе издаются украинские литературные журналы «Четвер» и «Ї».
Среди бесплатных газет лидерами являются такие печатные издания, как газеты «Для Вас» (тираж 250 000 экз.), «Місто» (тираж 200 000 экз.), «Салон» (тираж 200 000 экз.), «Посеред Тижня» (тираж 170 000 экз.).
Львовская областная телерадиокомпания производит собственные передачи, транслируемые студией «12 канал». На FM-волнах транслируются радиостанции «Львовская волна», «Радио «Эра»», «Радио НВ», «Наше радио», Радио «Люкс», «Хит-FM», Радио «Мелодия», «FM Галичина», «Авторадио», Kiss FM, «Радио Рокс» и другие.

## Спорт

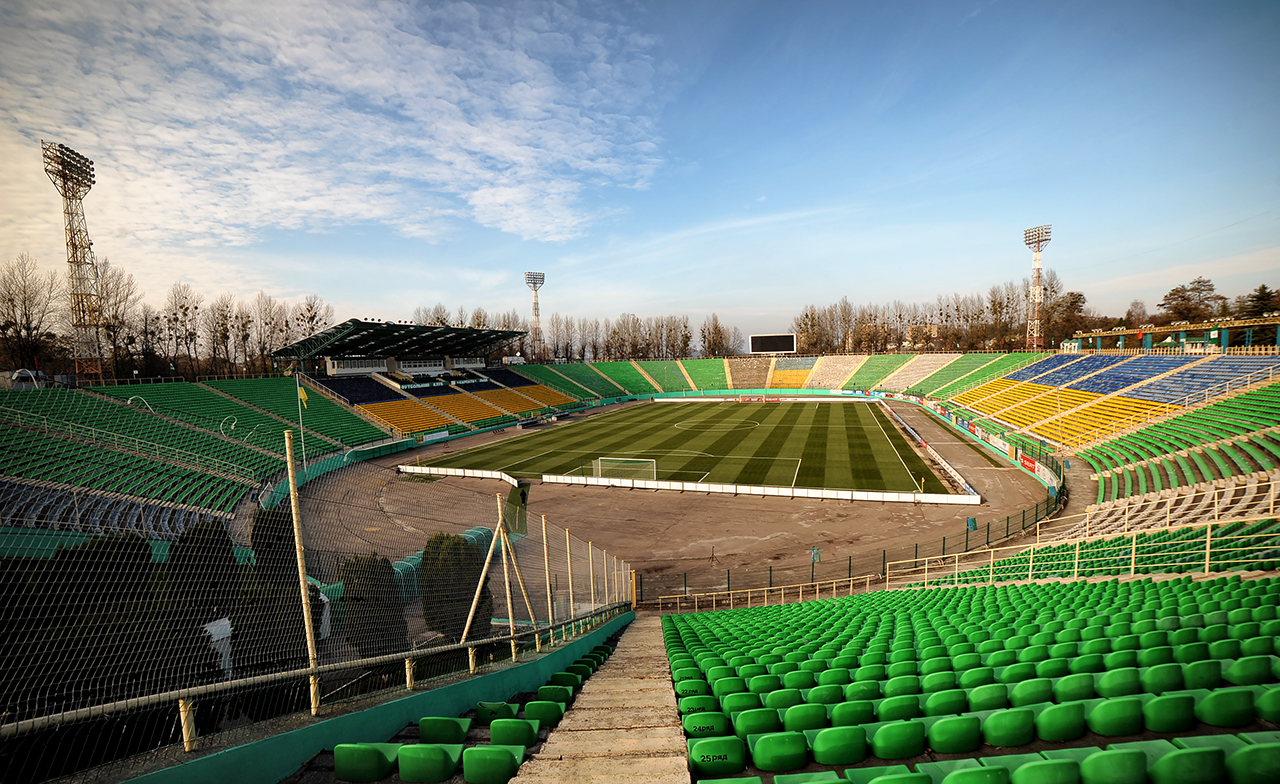
Львовский стадион «Украина»

Спорт во Львове имеет давнюю историю: в городе состоялись первые на территории современной Украины футбольный (1894), хоккейный (1905), ватерпольный (1914) и регбийный (1922) матчи. 4 сентября 1931 года во Львове состоялся первый конгресс FITA — Международной федерации стрельбы из лука. В августе-сентябре того же года Львов принял первый чемпионат мира и Европы по стрельбе из лука.
Львовская футбольная команда «Погонь» 4 раза выигрывала чемпионат Польши по футболу, национальная сборная Польши некоторые игры проводила в городе Львов, за национальную команду регулярно играли игроки из львовских клубов.
В 1946 году был открыт Львовский институт физкультуры. Доныне это учреждение является ведущим в подготовке спортсменов Львовщины.
Одним из самых известных атлетов СССР 1950-х годов был Виктор Чукарин — воспитанник и преподаватель инфиза, участник Олимпийских Игр 1952 и 1956, 7-кратный олимпийский чемпион.
В 1969 году «Карпаты» стали единственным футбольным клубом из низшей лиги, который завоевал Кубок СССР. В футбольной Премьер-лиге сезона 2008/09 город был представлен сразу двумя клубами — «Карпатами» и «Львовом».

Стадион «Арена Львов»

Женский гандбольный клуб «Галичанка» начиная с сезона 2001/02 находится в первой тройке Высшей лиги чемпионата Украины. В высших лигах национальных чемпионатов Львов также представляют баскетбольный клуб «Политехника-Галичина», мини-футбольные клубы «Тайм», ТВД, «Энергия», «Кардинал», ватерпольный клуб «Динамо» и волейбольный клуб «Львов».
С 2008 по 2010 год в чемпионате Украины по хоккею с шайбой выступала львовская команда «Экспресс».
Львовская шахматная школа в советское время была одной из самых известных в СССР и доныне осталась среди ведущих шахматных центров Украины. Среди самых известных львовских шахматистов: Степан Попель, Леонид Штейн, Александр Белявский, Василий Иванчук, Андрей Волокитин, Иосиф Дорфман, Олег Романишин, Адриан Михальчишин.
Львов также являлся одним из 4 принимающих украинских городов, Евро-2012. 29 октября 2011 года во Львове состоялось открытие стадиона «Арена Львов».

## Парки
Во Львове существует более 20 парков, среди которых старейшим является Парк им. Ивана Франко (основан в конце XVI века), а самый большой — Вознесение (площадь 312 га). Существуют также 3 ботанических сада и более 30 памятников природы.
Среди самых известных
- Парк им. Ивана Франко (бывший парк Костюшко)
- «Высокий замок»
- Стрыйский парк
- Лычаковский парк
- «Железная вода»
- «Вознесение»
- «Шевченковский гай»
- «Погулянка»
- Парк культуры и отдыха им. Богдана Хмельницкого
- Снопковский парк
- Ботанический сад Львовского университета
- Ботанический сад Львовского медицинского университета

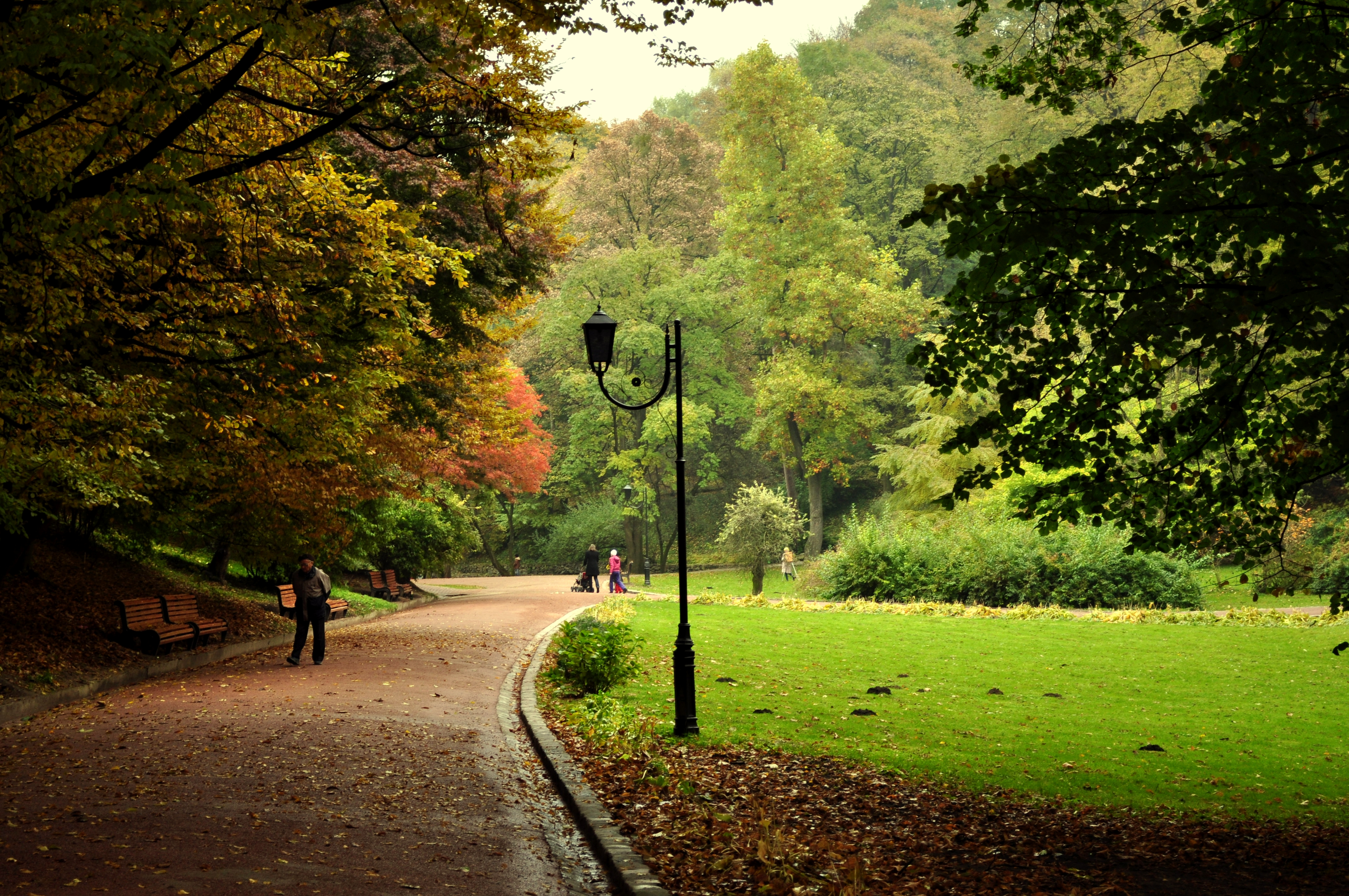
Стрыйский парк
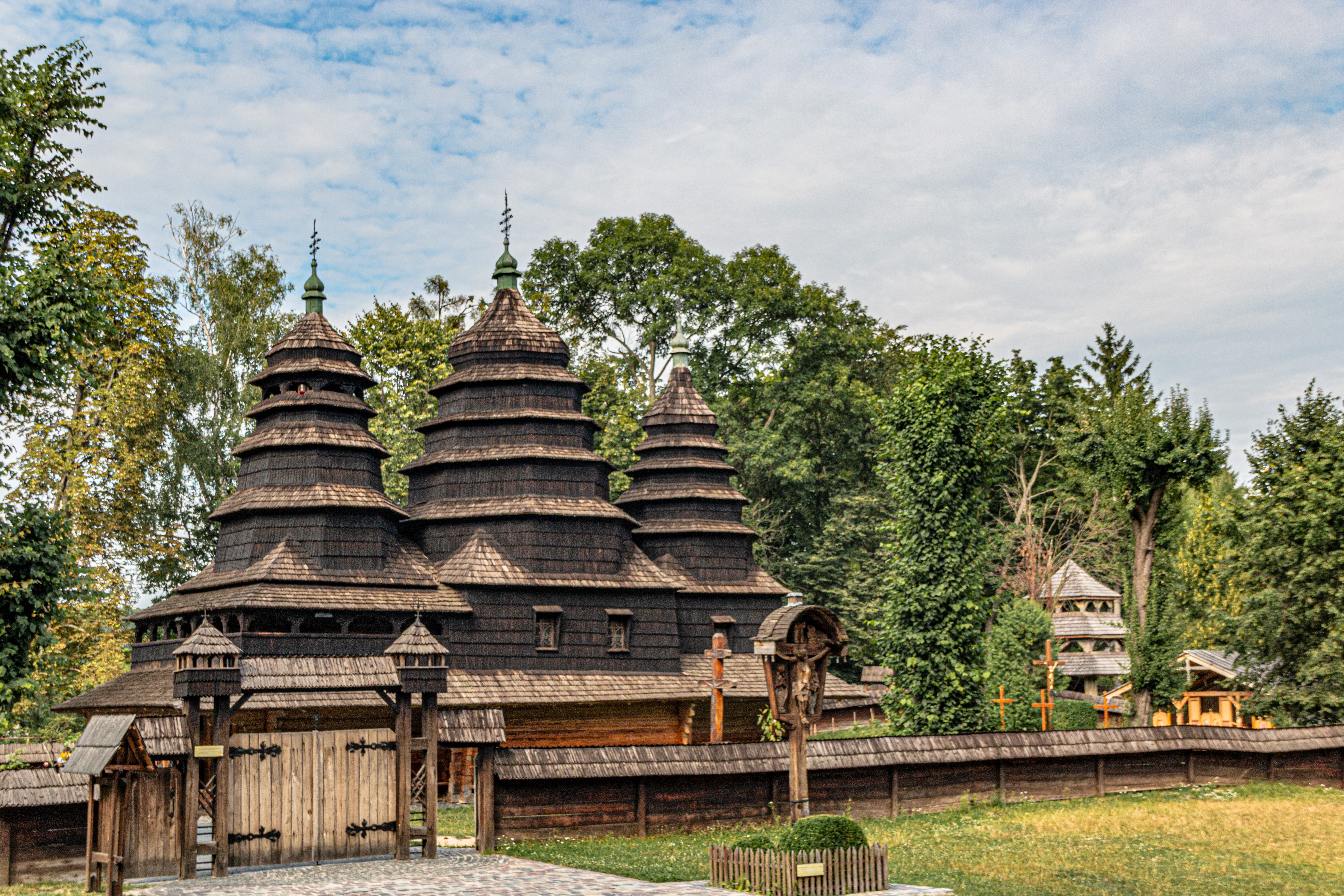
Музей под открытым небом «Шевченковский гай»
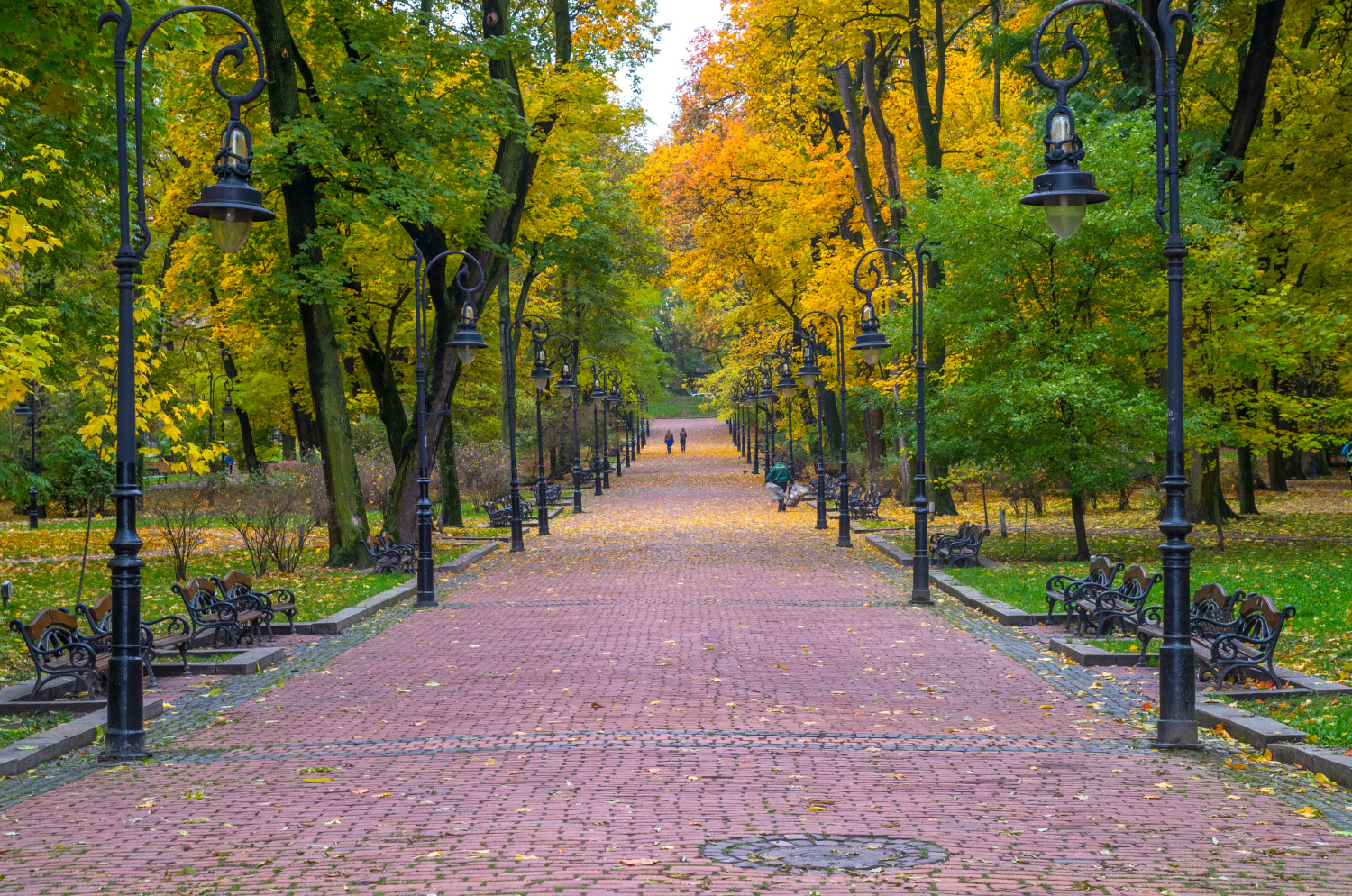
Главная аллея в парке им. Ивана Франко
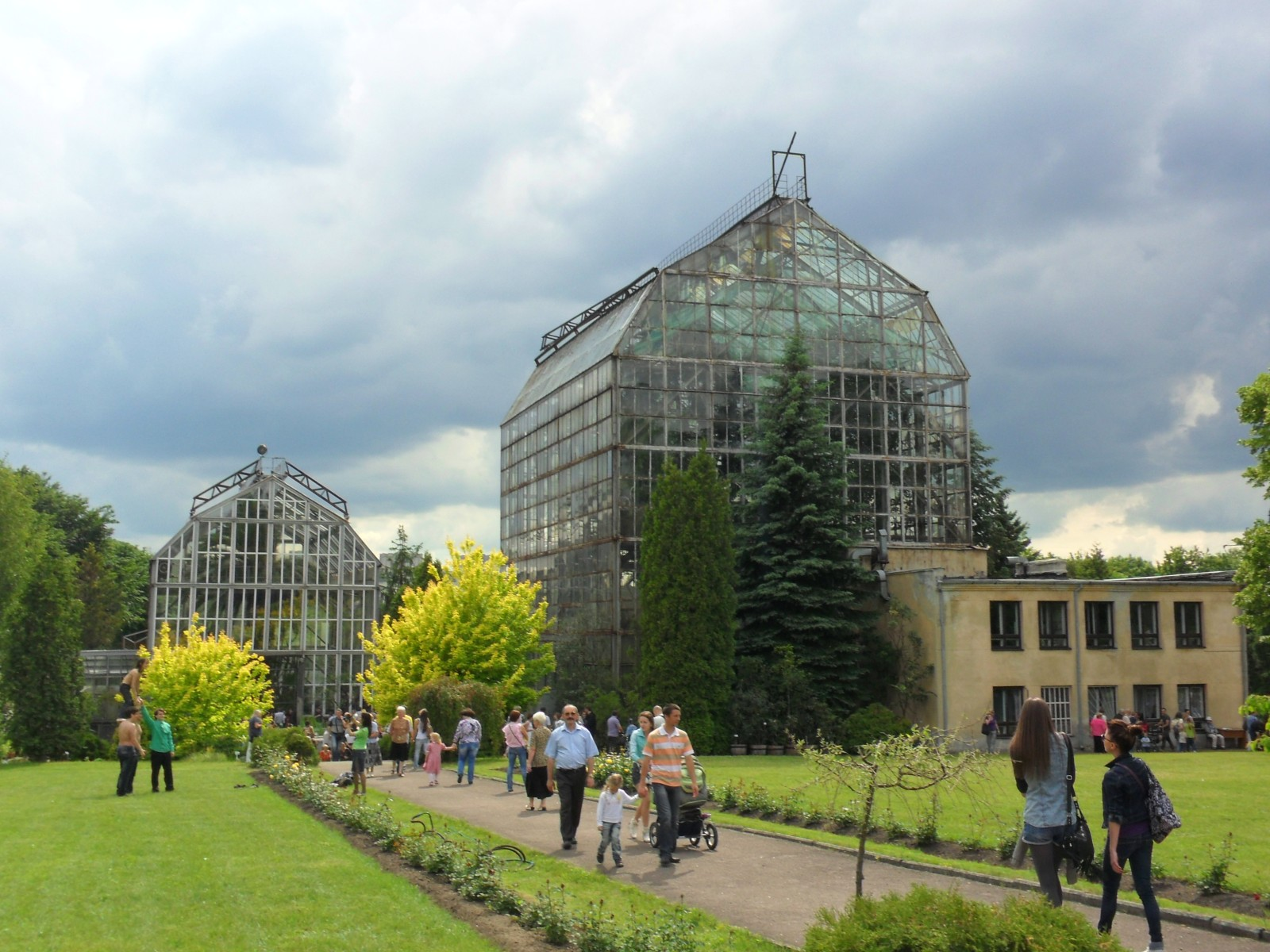
Ботанический сад Львовского университета
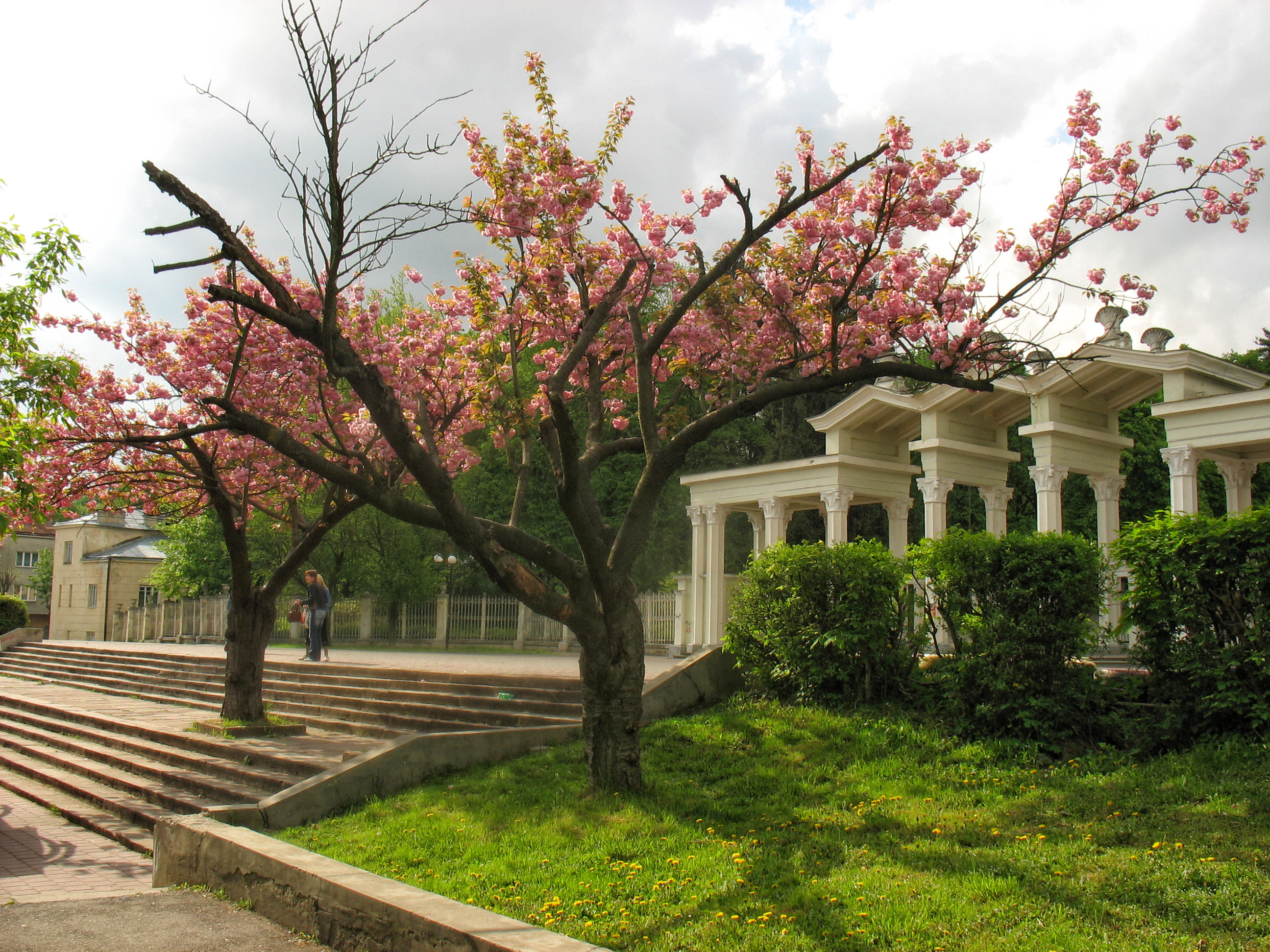
Парк культуры и отдыха им. Богдана Хмельницкого

## Экологическая обстановка
Несмотря на спад промышленного производства, экологическая ситуация во Львове остаётся напряжённой. Причинами этого состояния являются устаревшие и несовершенные ресурсоёмкие технологии производства; изношенная система водоснабжения и водоотвода, накопление значительных объёмов отходов, отсутствие эффективных способов их сбора, хранения и удаления, проявление опасных геологических процессов, несовершенство транспортных развязок, высокая плотность застройки заселённых территорий, низкое экологическое сознание населения, отсутствие ряда правовых норм. При этом, сравнительно с другими большими городами Украины, Львов в экологическом аспекте является относительно благополучным городом.
В 2001 году выбросы вредных веществ в атмосферу во Львове стационарными источниками загрязнения в расчёте на 1 км². в составляли 16,6 кг (более чем в четыре раза выше, чем в среднем по области), однако 92 % выбросов приходилось на транспорт. Львов производил 20 % загрязняющих веществ области, при этом выбросы от стационарных источников составляли 2,6 %, от передвижных (прежде всего — автотранспорт) — 41 % от областных показателей.
В 2007 году по данным Государственного управления охраны окружающей среды во Львовской области в список наибольших загрязнителей окружающей среды во Львовской области попали такие предприятия областного центра как ОАО «Львовский исследовательский нефтемаслозавод», коммунальные предприятия «Збыранка» и «Львовводоканал».

## Правопорядок и преступность

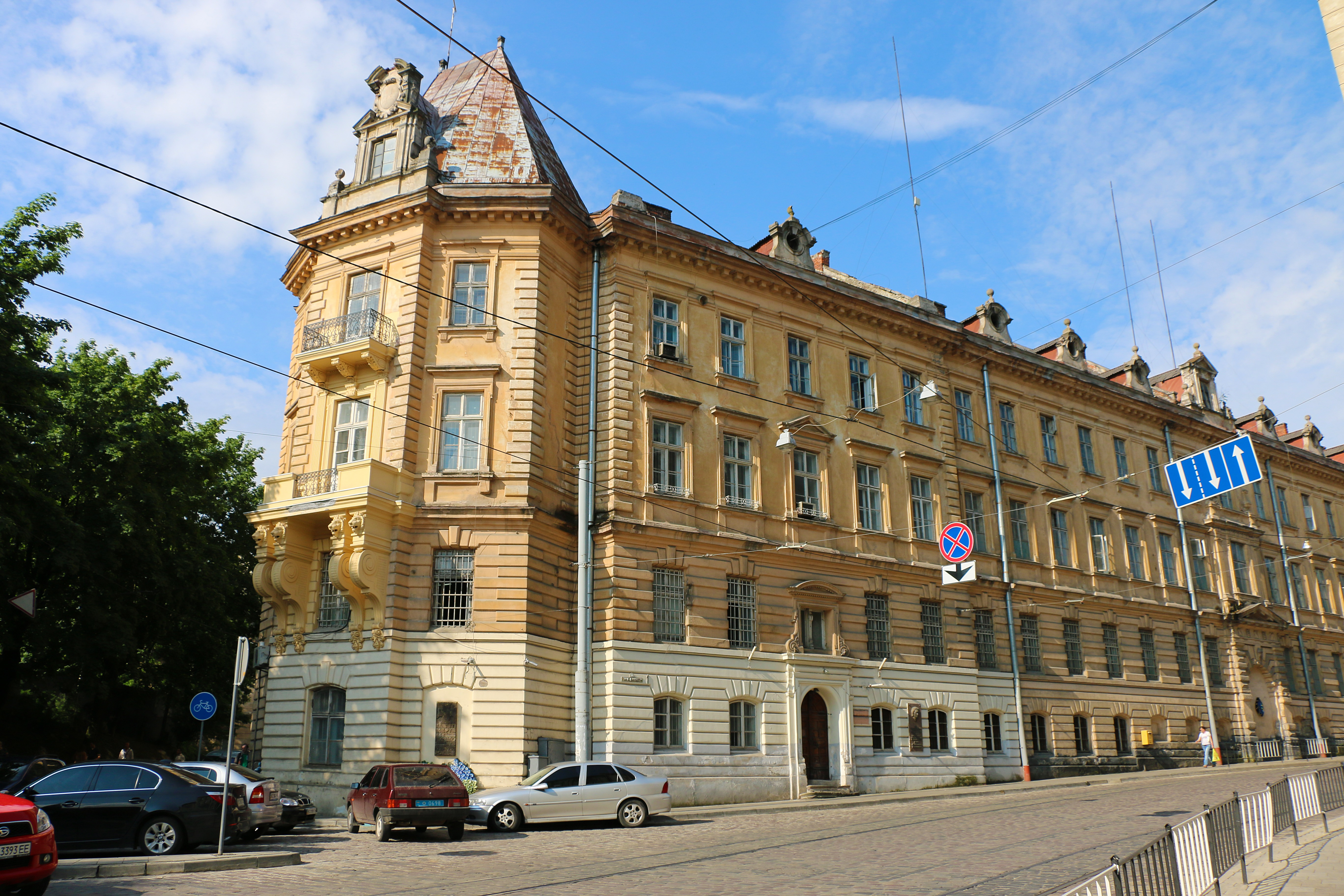
Львовское городское управление полиции (бывшая «Тюрьма на Лонцкого»), ул. Бандеры, 1.

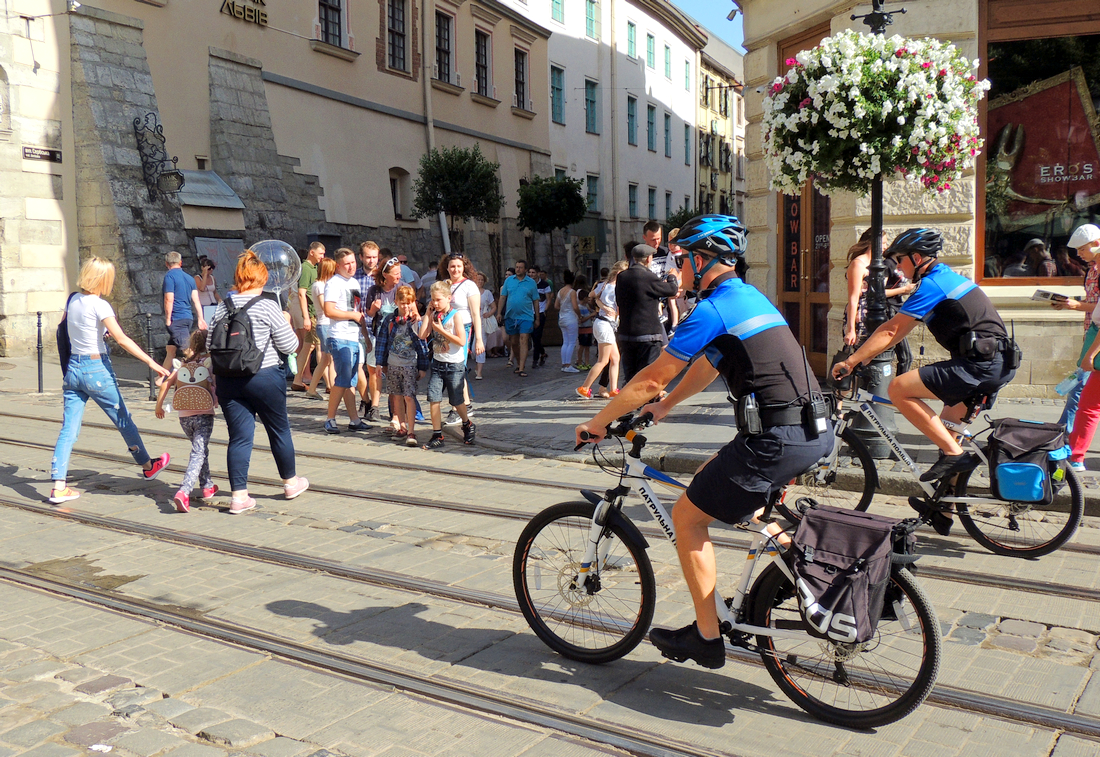
Полицейский патруль на велосипедах в туристической зоне Львова

Сравнительно с другими большими городами Украины, Львов имеет более низкий уровень преступности. Количество зарегистрированных преступлений на 10 тыс. населения в 2012 году — 88,2. Количество убийств на 100 тыс. населения во Львове меньше, чем в среднем по стране.
Во Львове находятся львовский следственный изолятор № 19 (бывшая тюрьма «Бригидки», ул. Городоцкая, 20), львовская исправительная колония № 30 (ул. Шевченко, 156), львовская исправительная колония № 48 (ул. Хуторовка, 2).
Наиболее резонансные преступления в 2000-х годах во Львове — это заказные убийства экс-губернатора Львовской области Степана Сенчука (2005), бизнесменов Богдана Дацко (2006) и Николая Лозинского (2007). В 2007—2009 годах муниципальную милицию Львова возглавлял Владимир Гулий (Стасинец), в это время разыскиваемый милицией Ивано-Франковской области за мошенничество в особо крупных размерах; находясь на своей должности, Гулий продолжал махинации с банковскими кредитами, пока не был вынужден скрыться от коллекторов.

## Представительства иностранных государств
Во Львове работают следующие иностранные представительства:
генеральные консульства
- Польши (ул. И. Франко, 110)
- Чехии (ул. Антоновича, 130 а)

почётные консульства
- Австрии (проспект Шевченко, 26)
- Беларуси (ул. А. Горской, 2)
- Бразилии (ул. Чоловского, 2)
- Италии (ул. Дудаева, 2/6)
- Германии (ул. Винниченко, 6)
- Казахстана (ул. Замкнена 3/1)
- Канады (ул. Акад. Богомольца, 2/4)
- Латвии (проспект Чорновила, 57)
- Литвы (ул. Героев УПА, 72)
- Нидерландов (ул. Сахарова, 42)

## Города-побратимы
Городами-побратимами Львова официально являются:
- Баня-Лука (серб. Бања Лука, босн. Banja Luka), Босния и Герцеговина
- Будапешт (венг. Budapestо файле), Венгрия
- Виннипег (англ. Winnipeg), Канада
- Вроцлав (пол. Wrocław), Польша
- / Грозный/Джохар (чечен. Соьлжа-ГӀала), Россия/ЧРИ (когда был под контролем Ичкерии)
- Жешув (пол. Rzeszów), Польша
- Краков (пол. Kraków), Польша
- Кутаиси (груз. ქუთაისი), Грузия
- Лодзь (пол. Łódź), Польша
- Люблин (пол. Lublin), Польша
- Нови-Сад (серб. Нови Сад, сербохорв. Novi Sad), Сербия
- Пшемысль (пол. Przemyśl), Польша
- Ришон-ле-Цион (ивр. רִאשׁוֹן לְצִיּוֹן‎), Израиль
- Рочдейл (англ. Rochdale), Великобритания
- Самарканд (узб. Samarqand; тадж. Самарқанд), Узбекистан
- Санкт-Петербург, Россия
- Фрайбург (нем. Freiburg), Германия